# Blake Lewis
Blake Lewis est un chanteur américain qui est arrivé en deuxième position dans l’édition 2007 de l'émission réalité « American Idol » aux États-Unis.
Né le 21 juillet 1981 à Redmond, Washington, l’auteur-interprète a très vite été adoré par le public américain ainsi que canadien.[réf. nécessaire] Il a mieux été connu pour son fameux « beatbox », qui signifie de faire la boîte à rythme, et pour populariser les chansons qu’il avait remixé sur l’émission, tel que « You Give Love A Bad Name » par Bon Jovi et « Time Of The Season » par les Zombies.
Maintenant, il est signé avec Arista Records/19 Recordings et son premier album, Audio Day Dream (A.D.D.) est sorti le 4 décembre 2007. Son premier single, « Break Anotha »,  est sorti le 30 octobre 2007.

## Performances à American Idol
| Week            | Week            | Week            | Week            | Week            | Week            | Week            | Week            | Week            | Week            | Week            | Week            | Week            | Week            | Week            | Week            | Week            | Week            | Week            | Week            | Week            | Week            | Week            | Week            | Week            | Week            | Week            | Week            | Week            | Week            | Week            | Week            | Week            | Week            | Week            | Week            | Week            | Week            | Week            | Week            | Week            | Week            | Week            | Week            | Week            | Week            | Week            | Week            | Week            | Week            | Week            | Week            | Week            | Week            | Week            | Week            | Week            | Week            | Week            | Week            | Week            | Week            | Week            | Week            | Week            | Week            | Week            | Week            | Week            | Week            | Week            | Week            | Week            | Week            | Week            | Week            | Week            | Week            | Week            | Week            | Week            | Week            | Week            | Week            | Week            | Week            | Week            | Week            | Week            | Week            | Week            | Week            | Week            | Week            | Week            | Week            | Week            | Week            | Week            | Week            | Week            | Week            | Week            | Week            | Week            | Week            | Week            | Week            | Week            | Week            | Theme                                                              | Theme                                                              | Theme                                                              | Theme                                                              | Theme                                                              | Theme                                                              | Theme                                                              | Theme                                                              | Theme                                                              | Theme                                                              | Theme                                                              | Theme                                                              | Theme                                                              | Theme                                                              | Theme                                                              | Theme                                                              | Theme                                                              | Theme                                                              | Theme                                                              | Theme                                                              | Theme                                                              | Theme                                                              | Theme                                                              | Theme                                                              | Theme                                                              | Theme                                                              | Theme                                                              | Theme                                                              | Theme                                                              | Theme                                                              | Theme                                                              | Theme                                                              | Theme                                                              | Theme                                                              | Theme                                                              | Theme                                                              | Theme                                                              | Theme                                                              | Theme                                                              | Theme                                                              | Theme                                                              | Theme                                                              | Theme                                                              | Theme                                                              | Theme                                                              | Theme                                                              | Theme                                                              | Theme                                                              | Theme                                                              | Theme                                                              | Theme                                                              | Theme                                                              | Theme                                                              | Theme                                                              | Theme                                                              | Theme                                                              | Theme                                                              | Theme                                                              | Theme                                                              | Theme                                                              | Theme                                                              | Theme                                                              | Theme                                                              | Theme                                                              | Theme                                                              | Theme                                                              | Theme                                                              | Theme                                                              | Theme                                                              | Theme                                                              | Theme                                                              | Theme                                                              | Theme                                                              | Theme                                                              | Theme                                                              | Theme                                                              | Theme                                                              | Theme                                                              | Theme                                                              | Theme                                                              | Theme                                                              | Theme                                                              | Theme                                                              | Theme                                                              | Theme                                                              | Theme                                                              | Theme                                                              | Theme                                                              | Theme                                                              | Theme                                                              | Theme                                                              | Theme                                                              | Theme                                                              | Theme                                                              | Theme                                                              | Theme                                                              | Theme                                                              | Theme                                                              | Theme                                                              | Theme                                                              | Theme                                                              | Theme                                                              | Theme                                                              | Theme                                                              | Theme                                                              | Theme                                                              | Theme                                                              | Theme                                                              | Theme                                                              | Theme                                                              | Song Choice                                                    | Song Choice                                                    | Song Choice                                                    | Song Choice                                                    | Song Choice                                                    | Song Choice                                                    | Song Choice                                                    | Song Choice                                                    | Song Choice                                                    | Song Choice                                                    | Song Choice                                                    | Song Choice                                                    | Song Choice                                                    | Song Choice                                                    | Song Choice                                                    | Song Choice                                                    | Song Choice                                                    | Song Choice                                                    | Song Choice                                                    | Song Choice                                                    | Song Choice                                                    | Song Choice                                                    | Song Choice                                                    | Song Choice                                                    | Song Choice                                                    | Song Choice                                                    | Song Choice                                                    | Song Choice                                                    | Song Choice                                                    | Song Choice                                                    | Song Choice                                                    | Song Choice                                                    | Song Choice                                                    | Song Choice                                                    | Song Choice                                                    | Song Choice                                                    | Song Choice                                                    | Song Choice                                                    | Song Choice                                                    | Song Choice                                                    | Song Choice                                                    | Song Choice                                                    | Song Choice                                                    | Song Choice                                                    | Song Choice                                                    | Song Choice                                                    | Song Choice                                                    | Song Choice                                                    | Song Choice                                                    | Song Choice                                                    | Song Choice                                                    | Song Choice                                                    | Song Choice                                                    | Song Choice                                                    | Song Choice                                                    | Song Choice                                                    | Song Choice                                                    | Song Choice                                                    | Song Choice                                                    | Song Choice                                                    | Song Choice                                                    | Song Choice                                                    | Song Choice                                                    | Song Choice                                                    | Song Choice                                                    | Song Choice                                                    | Song Choice                                                    | Song Choice                                                    | Song Choice                                                    | Song Choice                                                    | Song Choice                                                    | Song Choice                                                    | Song Choice                                                    | Song Choice                                                    | Song Choice                                                    | Song Choice                                                    | Song Choice                                                    | Song Choice                                                    | Song Choice                                                    | Song Choice                                                    | Song Choice                                                    | Song Choice                                                    | Song Choice                                                    | Song Choice                                                    | Song Choice                                                    | Song Choice                                                    | Song Choice                                                    | Song Choice                                                    | Song Choice                                                    | Song Choice                                                    | Song Choice                                                    | Song Choice                                                    | Song Choice                                                    | Song Choice                                                    | Song Choice                                                    | Song Choice                                                    | Song Choice                                                    | Song Choice                                                    | Song Choice                                                    | Song Choice                                                    | Song Choice                                                    | Song Choice                                                    | Song Choice                                                    | Song Choice                                                    | Song Choice                                                    | Song Choice                                                    | Song Choice                                                    | Song Choice                                                    | Song Choice                                                    | Song Choice                                                    | Artist                           | Artist                           | Artist                           | Artist                           | Artist                           | Artist                           | Artist                           | Artist                           | Artist                           | Artist                           | Artist                           | Artist                           | Artist                           | Artist                           | Artist                           | Artist                           | Artist                           | Artist                           | Artist                           | Artist                           | Artist                           | Artist                           | Artist                           | Artist                           | Artist                           | Artist                           | Artist                           | Artist                           | Artist                           | Artist                           | Artist                           | Artist                           | Artist                           | Artist                           | Artist                           | Artist                           | Artist                           | Artist                           | Artist                           | Artist                           | Artist                           | Artist                           | Artist                           | Artist                           | Artist                           | Artist                           | Artist                           | Artist                           | Artist                           | Artist                           | Artist                           | Artist                           | Artist                           | Artist                           | Artist                           | Artist                           | Artist                           | Artist                           | Artist                           | Artist                           | Artist                           | Artist                           | Artist                           | Artist                           | Artist                           | Artist                           | Artist                           | Artist                           | Artist                           | Artist                           | Artist                           | Artist                           | Artist                           | Artist                           | Artist                           | Artist                           | Artist                           | Artist                           | Artist                           | Artist                           | Artist                           | Artist                           | Artist                           | Artist                           | Artist                           | Artist                           | Artist                           | Artist                           | Artist                           | Artist                           | Artist                           | Artist                           | Artist                           | Artist                           | Artist                           | Artist                           | Artist                           | Artist                           | Artist                           | Artist                           | Artist                           | Artist                           | Artist                           | Artist                           | Artist                           | Artist                           | Artist                           | Artist                           | Artist                           | Artist                           | Order # | Order # | Order # | Order # | Order # | Order # | Order # | Order # | Order # | Order # | Order # | Order # | Order # | Order # | Order # | Order # | Order # | Order # | Order # | Order # | Order # | Order # | Order # | Order # | Order # | Order # | Order # | Order # | Order # | Order # | Order # | Order # | Order # | Order # | Order # | Order # | Order # | Order # | Order # | Order # | Order # | Order # | Order # | Order # | Order # | Order # | Order # | Order # | Order # | Order # | Order # | Order # | Order # | Order # | Order # | Order # | Order # | Order # | Order # | Order # | Order # | Order # | Order # | Order # | Order # | Order # | Order # | Order # | Order # | Order # | Order # | Order # | Order # | Order # | Order # | Order # | Order # | Order # | Order # | Order # | Order # | Order # | Order # | Order # | Order # | Order # | Order # | Order # | Order # | Order # | Order # | Order # | Order # | Order # | Order # | Order # | Order # | Order # | Order # | Order # | Order # | Order # | Order # | Order # | Order # | Order # | Order # | Order # | Order # | Order # | Result                    | Result                    | Result                    | Result                    | Result                    | Result                    | Result                    | Result                    | Result                    | Result                    | Result                    | Result                    | Result                    | Result                    | Result                    | Result                    | Result                    | Result                    | Result                    | Result                    | Result                    | Result                    | Result                    | Result                    | Result                    | Result                    | Result                    | Result                    | Result                    | Result                    | Result                    | Result                    | Result                    | Result                    | Result                    | Result                    | Result                    | Result                    | Result                    | Result                    | Result                    | Result                    | Result                    | Result                    | Result                    | Result                    | Result                    | Result                    | Result                    | Result                    | Result                    | Result                    | Result                    | Result                    | Result                    | Result                    | Result                    | Result                    | Result                    | Result                    | Result                    | Result                    | Result                    | Result                    | Result                    | Result                    | Result                    | Result                    | Result                    | Result                    | Result                    | Result                    | Result                    | Result                    | Result                    | Result                    | Result                    | Result                    | Result                    | Result                    | Result                    | Result                    | Result                    | Result                    | Result                    | Result                    | Result                    | Result                    | Result                    | Result                    | Result                    | Result                    | Result                    | Result                    | Result                    | Result                    | Result                    | Result                    | Result                    | Result                    | Result                    | Result                    | Result                    | Result                    | Result                    | Result                    | Result                    | Result                    | Result                    | Result                    |
| Top 24 (12 Men) | Top 24 (12 Men) | Top 24 (12 Men) | Top 24 (12 Men) | Top 24 (12 Men) | Top 24 (12 Men) | Top 24 (12 Men) | Top 24 (12 Men) | Top 24 (12 Men) | Top 24 (12 Men) | Top 24 (12 Men) | Top 24 (12 Men) | Top 24 (12 Men) | Top 24 (12 Men) | Top 24 (12 Men) | Top 24 (12 Men) | Top 24 (12 Men) | Top 24 (12 Men) | Top 24 (12 Men) | Top 24 (12 Men) | Top 24 (12 Men) | Top 24 (12 Men) | Top 24 (12 Men) | Top 24 (12 Men) | Top 24 (12 Men) | Top 24 (12 Men) | Top 24 (12 Men) | Top 24 (12 Men) | Top 24 (12 Men) | Top 24 (12 Men) | Top 24 (12 Men) | Top 24 (12 Men) | Top 24 (12 Men) | Top 24 (12 Men) | Top 24 (12 Men) | Top 24 (12 Men) | Top 24 (12 Men) | Top 24 (12 Men) | Top 24 (12 Men) | Top 24 (12 Men) | Top 24 (12 Men) | Top 24 (12 Men) | Top 24 (12 Men) | Top 24 (12 Men) | Top 24 (12 Men) | Top 24 (12 Men) | Top 24 (12 Men) | Top 24 (12 Men) | Top 24 (12 Men) | Top 24 (12 Men) | Top 24 (12 Men) | Top 24 (12 Men) | Top 24 (12 Men) | Top 24 (12 Men) | Top 24 (12 Men) | Top 24 (12 Men) | Top 24 (12 Men) | Top 24 (12 Men) | Top 24 (12 Men) | Top 24 (12 Men) | Top 24 (12 Men) | Top 24 (12 Men) | Top 24 (12 Men) | Top 24 (12 Men) | Top 24 (12 Men) | Top 24 (12 Men) | Top 24 (12 Men) | Top 24 (12 Men) | Top 24 (12 Men) | Top 24 (12 Men) | Top 24 (12 Men) | Top 24 (12 Men) | Top 24 (12 Men) | Top 24 (12 Men) | Top 24 (12 Men) | Top 24 (12 Men) | Top 24 (12 Men) | Top 24 (12 Men) | Top 24 (12 Men) | Top 24 (12 Men) | Top 24 (12 Men) | Top 24 (12 Men) | Top 24 (12 Men) | Top 24 (12 Men) | Top 24 (12 Men) | Top 24 (12 Men) | Top 24 (12 Men) | Top 24 (12 Men) | Top 24 (12 Men) | Top 24 (12 Men) | Top 24 (12 Men) | Top 24 (12 Men) | Top 24 (12 Men) | Top 24 (12 Men) | Top 24 (12 Men) | Top 24 (12 Men) | Top 24 (12 Men) | Top 24 (12 Men) | Top 24 (12 Men) | Top 24 (12 Men) | Top 24 (12 Men) | Top 24 (12 Men) | Top 24 (12 Men) | Top 24 (12 Men) | Top 24 (12 Men) | Top 24 (12 Men) | Top 24 (12 Men) | Top 24 (12 Men) | Top 24 (12 Men) | Top 24 (12 Men) | N/A                                                                | N/A                                                                | N/A                                                                | N/A                                                                | N/A                                                                | N/A                                                                | N/A                                                                | N/A                                                                | N/A                                                                | N/A                                                                | N/A                                                                | N/A                                                                | N/A                                                                | N/A                                                                | N/A                                                                | N/A                                                                | N/A                                                                | N/A                                                                | N/A                                                                | N/A                                                                | N/A                                                                | N/A                                                                | N/A                                                                | N/A                                                                | N/A                                                                | N/A                                                                | N/A                                                                | N/A                                                                | N/A                                                                | N/A                                                                | N/A                                                                | N/A                                                                | N/A                                                                | N/A                                                                | N/A                                                                | N/A                                                                | N/A                                                                | N/A                                                                | N/A                                                                | N/A                                                                | N/A                                                                | N/A                                                                | N/A                                                                | N/A                                                                | N/A                                                                | N/A                                                                | N/A                                                                | N/A                                                                | N/A                                                                | N/A                                                                | N/A                                                                | N/A                                                                | N/A                                                                | N/A                                                                | N/A                                                                | N/A                                                                | N/A                                                                | N/A                                                                | N/A                                                                | N/A                                                                | N/A                                                                | N/A                                                                | N/A                                                                | N/A                                                                | N/A                                                                | N/A                                                                | N/A                                                                | N/A                                                                | N/A                                                                | N/A                                                                | N/A                                                                | N/A                                                                | N/A                                                                | N/A                                                                | N/A                                                                | N/A                                                                | N/A                                                                | N/A                                                                | N/A                                                                | N/A                                                                | N/A                                                                | N/A                                                                | N/A                                                                | N/A                                                                | N/A                                                                | N/A                                                                | N/A                                                                | N/A                                                                | N/A                                                                | N/A                                                                | N/A                                                                | N/A                                                                | N/A                                                                | N/A                                                                | N/A                                                                | N/A                                                                | N/A                                                                | N/A                                                                | N/A                                                                | N/A                                                                | N/A                                                                | N/A                                                                | N/A                                                                | N/A                                                                | N/A                                                                | N/A                                                                | N/A                                                                | N/A                                                                | N/A                                                                | N/A                                                                | "Somewhere Only We Know"                                       | "Somewhere Only We Know"                                       | "Somewhere Only We Know"                                       | "Somewhere Only We Know"                                       | "Somewhere Only We Know"                                       | "Somewhere Only We Know"                                       | "Somewhere Only We Know"                                       | "Somewhere Only We Know"                                       | "Somewhere Only We Know"                                       | "Somewhere Only We Know"                                       | "Somewhere Only We Know"                                       | "Somewhere Only We Know"                                       | "Somewhere Only We Know"                                       | "Somewhere Only We Know"                                       | "Somewhere Only We Know"                                       | "Somewhere Only We Know"                                       | "Somewhere Only We Know"                                       | "Somewhere Only We Know"                                       | "Somewhere Only We Know"                                       | "Somewhere Only We Know"                                       | "Somewhere Only We Know"                                       | "Somewhere Only We Know"                                       | "Somewhere Only We Know"                                       | "Somewhere Only We Know"                                       | "Somewhere Only We Know"                                       | "Somewhere Only We Know"                                       | "Somewhere Only We Know"                                       | "Somewhere Only We Know"                                       | "Somewhere Only We Know"                                       | "Somewhere Only We Know"                                       | "Somewhere Only We Know"                                       | "Somewhere Only We Know"                                       | "Somewhere Only We Know"                                       | "Somewhere Only We Know"                                       | "Somewhere Only We Know"                                       | "Somewhere Only We Know"                                       | "Somewhere Only We Know"                                       | "Somewhere Only We Know"                                       | "Somewhere Only We Know"                                       | "Somewhere Only We Know"                                       | "Somewhere Only We Know"                                       | "Somewhere Only We Know"                                       | "Somewhere Only We Know"                                       | "Somewhere Only We Know"                                       | "Somewhere Only We Know"                                       | "Somewhere Only We Know"                                       | "Somewhere Only We Know"                                       | "Somewhere Only We Know"                                       | "Somewhere Only We Know"                                       | "Somewhere Only We Know"                                       | "Somewhere Only We Know"                                       | "Somewhere Only We Know"                                       | "Somewhere Only We Know"                                       | "Somewhere Only We Know"                                       | "Somewhere Only We Know"                                       | "Somewhere Only We Know"                                       | "Somewhere Only We Know"                                       | "Somewhere Only We Know"                                       | "Somewhere Only We Know"                                       | "Somewhere Only We Know"                                       | "Somewhere Only We Know"                                       | "Somewhere Only We Know"                                       | "Somewhere Only We Know"                                       | "Somewhere Only We Know"                                       | "Somewhere Only We Know"                                       | "Somewhere Only We Know"                                       | "Somewhere Only We Know"                                       | "Somewhere Only We Know"                                       | "Somewhere Only We Know"                                       | "Somewhere Only We Know"                                       | "Somewhere Only We Know"                                       | "Somewhere Only We Know"                                       | "Somewhere Only We Know"                                       | "Somewhere Only We Know"                                       | "Somewhere Only We Know"                                       | "Somewhere Only We Know"                                       | "Somewhere Only We Know"                                       | "Somewhere Only We Know"                                       | "Somewhere Only We Know"                                       | "Somewhere Only We Know"                                       | "Somewhere Only We Know"                                       | "Somewhere Only We Know"                                       | "Somewhere Only We Know"                                       | "Somewhere Only We Know"                                       | "Somewhere Only We Know"                                       | "Somewhere Only We Know"                                       | "Somewhere Only We Know"                                       | "Somewhere Only We Know"                                       | "Somewhere Only We Know"                                       | "Somewhere Only We Know"                                       | "Somewhere Only We Know"                                       | "Somewhere Only We Know"                                       | "Somewhere Only We Know"                                       | "Somewhere Only We Know"                                       | "Somewhere Only We Know"                                       | "Somewhere Only We Know"                                       | "Somewhere Only We Know"                                       | "Somewhere Only We Know"                                       | "Somewhere Only We Know"                                       | "Somewhere Only We Know"                                       | "Somewhere Only We Know"                                       | "Somewhere Only We Know"                                       | "Somewhere Only We Know"                                       | "Somewhere Only We Know"                                       | "Somewhere Only We Know"                                       | "Somewhere Only We Know"                                       | "Somewhere Only We Know"                                       | "Somewhere Only We Know"                                       | "Somewhere Only We Know"                                       | "Somewhere Only We Know"                                       | Keane                            | Keane                            | Keane                            | Keane                            | Keane                            | Keane                            | Keane                            | Keane                            | Keane                            | Keane                            | Keane                            | Keane                            | Keane                            | Keane                            | Keane                            | Keane                            | Keane                            | Keane                            | Keane                            | Keane                            | Keane                            | Keane                            | Keane                            | Keane                            | Keane                            | Keane                            | Keane                            | Keane                            | Keane                            | Keane                            | Keane                            | Keane                            | Keane                            | Keane                            | Keane                            | Keane                            | Keane                            | Keane                            | Keane                            | Keane                            | Keane                            | Keane                            | Keane                            | Keane                            | Keane                            | Keane                            | Keane                            | Keane                            | Keane                            | Keane                            | Keane                            | Keane                            | Keane                            | Keane                            | Keane                            | Keane                            | Keane                            | Keane                            | Keane                            | Keane                            | Keane                            | Keane                            | Keane                            | Keane                            | Keane                            | Keane                            | Keane                            | Keane                            | Keane                            | Keane                            | Keane                            | Keane                            | Keane                            | Keane                            | Keane                            | Keane                            | Keane                            | Keane                            | Keane                            | Keane                            | Keane                            | Keane                            | Keane                            | Keane                            | Keane                            | Keane                            | Keane                            | Keane                            | Keane                            | Keane                            | Keane                            | Keane                            | Keane                            | Keane                            | Keane                            | Keane                            | Keane                            | Keane                            | Keane                            | Keane                            | Keane                            | Keane                            | Keane                            | Keane                            | Keane                            | Keane                            | Keane                            | Keane                            | Keane                            | Keane                            | 7       | 7       | 7       | 7       | 7       | 7       | 7       | 7       | 7       | 7       | 7       | 7       | 7       | 7       | 7       | 7       | 7       | 7       | 7       | 7       | 7       | 7       | 7       | 7       | 7       | 7       | 7       | 7       | 7       | 7       | 7       | 7       | 7       | 7       | 7       | 7       | 7       | 7       | 7       | 7       | 7       | 7       | 7       | 7       | 7       | 7       | 7       | 7       | 7       | 7       | 7       | 7       | 7       | 7       | 7       | 7       | 7       | 7       | 7       | 7       | 7       | 7       | 7       | 7       | 7       | 7       | 7       | 7       | 7       | 7       | 7       | 7       | 7       | 7       | 7       | 7       | 7       | 7       | 7       | 7       | 7       | 7       | 7       | 7       | 7       | 7       | 7       | 7       | 7       | 7       | 7       | 7       | 7       | 7       | 7       | 7       | 7       | 7       | 7       | 7       | 7       | 7       | 7       | 7       | 7       | 7       | 7       | 7       | 7       | 7       | Safe                      | Safe                      | Safe                      | Safe                      | Safe                      | Safe                      | Safe                      | Safe                      | Safe                      | Safe                      | Safe                      | Safe                      | Safe                      | Safe                      | Safe                      | Safe                      | Safe                      | Safe                      | Safe                      | Safe                      | Safe                      | Safe                      | Safe                      | Safe                      | Safe                      | Safe                      | Safe                      | Safe                      | Safe                      | Safe                      | Safe                      | Safe                      | Safe                      | Safe                      | Safe                      | Safe                      | Safe                      | Safe                      | Safe                      | Safe                      | Safe                      | Safe                      | Safe                      | Safe                      | Safe                      | Safe                      | Safe                      | Safe                      | Safe                      | Safe                      | Safe                      | Safe                      | Safe                      | Safe                      | Safe                      | Safe                      | Safe                      | Safe                      | Safe                      | Safe                      | Safe                      | Safe                      | Safe                      | Safe                      | Safe                      | Safe                      | Safe                      | Safe                      | Safe                      | Safe                      | Safe                      | Safe                      | Safe                      | Safe                      | Safe                      | Safe                      | Safe                      | Safe                      | Safe                      | Safe                      | Safe                      | Safe                      | Safe                      | Safe                      | Safe                      | Safe                      | Safe                      | Safe                      | Safe                      | Safe                      | Safe                      | Safe                      | Safe                      | Safe                      | Safe                      | Safe                      | Safe                      | Safe                      | Safe                      | Safe                      | Safe                      | Safe                      | Safe                      | Safe                      | Safe                      | Safe                      | Safe                      | Safe                      | Safe                      | Safe                      |
| Top 20 (10 Men) | Top 20 (10 Men) | Top 20 (10 Men) | Top 20 (10 Men) | Top 20 (10 Men) | Top 20 (10 Men) | Top 20 (10 Men) | Top 20 (10 Men) | Top 20 (10 Men) | Top 20 (10 Men) | Top 20 (10 Men) | Top 20 (10 Men) | Top 20 (10 Men) | Top 20 (10 Men) | Top 20 (10 Men) | Top 20 (10 Men) | Top 20 (10 Men) | Top 20 (10 Men) | Top 20 (10 Men) | Top 20 (10 Men) | Top 20 (10 Men) | Top 20 (10 Men) | Top 20 (10 Men) | Top 20 (10 Men) | Top 20 (10 Men) | Top 20 (10 Men) | Top 20 (10 Men) | Top 20 (10 Men) | Top 20 (10 Men) | Top 20 (10 Men) | Top 20 (10 Men) | Top 20 (10 Men) | Top 20 (10 Men) | Top 20 (10 Men) | Top 20 (10 Men) | Top 20 (10 Men) | Top 20 (10 Men) | Top 20 (10 Men) | Top 20 (10 Men) | Top 20 (10 Men) | Top 20 (10 Men) | Top 20 (10 Men) | Top 20 (10 Men) | Top 20 (10 Men) | Top 20 (10 Men) | Top 20 (10 Men) | Top 20 (10 Men) | Top 20 (10 Men) | Top 20 (10 Men) | Top 20 (10 Men) | Top 20 (10 Men) | Top 20 (10 Men) | Top 20 (10 Men) | Top 20 (10 Men) | Top 20 (10 Men) | Top 20 (10 Men) | Top 20 (10 Men) | Top 20 (10 Men) | Top 20 (10 Men) | Top 20 (10 Men) | Top 20 (10 Men) | Top 20 (10 Men) | Top 20 (10 Men) | Top 20 (10 Men) | Top 20 (10 Men) | Top 20 (10 Men) | Top 20 (10 Men) | Top 20 (10 Men) | Top 20 (10 Men) | Top 20 (10 Men) | Top 20 (10 Men) | Top 20 (10 Men) | Top 20 (10 Men) | Top 20 (10 Men) | Top 20 (10 Men) | Top 20 (10 Men) | Top 20 (10 Men) | Top 20 (10 Men) | Top 20 (10 Men) | Top 20 (10 Men) | Top 20 (10 Men) | Top 20 (10 Men) | Top 20 (10 Men) | Top 20 (10 Men) | Top 20 (10 Men) | Top 20 (10 Men) | Top 20 (10 Men) | Top 20 (10 Men) | Top 20 (10 Men) | Top 20 (10 Men) | Top 20 (10 Men) | Top 20 (10 Men) | Top 20 (10 Men) | Top 20 (10 Men) | Top 20 (10 Men) | Top 20 (10 Men) | Top 20 (10 Men) | Top 20 (10 Men) | Top 20 (10 Men) | Top 20 (10 Men) | Top 20 (10 Men) | Top 20 (10 Men) | Top 20 (10 Men) | Top 20 (10 Men) | Top 20 (10 Men) | Top 20 (10 Men) | Top 20 (10 Men) | Top 20 (10 Men) | Top 20 (10 Men) | Top 20 (10 Men) | N/A                                                                | N/A                                                                | N/A                                                                | N/A                                                                | N/A                                                                | N/A                                                                | N/A                                                                | N/A                                                                | N/A                                                                | N/A                                                                | N/A                                                                | N/A                                                                | N/A                                                                | N/A                                                                | N/A                                                                | N/A                                                                | N/A                                                                | N/A                                                                | N/A                                                                | N/A                                                                | N/A                                                                | N/A                                                                | N/A                                                                | N/A                                                                | N/A                                                                | N/A                                                                | N/A                                                                | N/A                                                                | N/A                                                                | N/A                                                                | N/A                                                                | N/A                                                                | N/A                                                                | N/A                                                                | N/A                                                                | N/A                                                                | N/A                                                                | N/A                                                                | N/A                                                                | N/A                                                                | N/A                                                                | N/A                                                                | N/A                                                                | N/A                                                                | N/A                                                                | N/A                                                                | N/A                                                                | N/A                                                                | N/A                                                                | N/A                                                                | N/A                                                                | N/A                                                                | N/A                                                                | N/A                                                                | N/A                                                                | N/A                                                                | N/A                                                                | N/A                                                                | N/A                                                                | N/A                                                                | N/A                                                                | N/A                                                                | N/A                                                                | N/A                                                                | N/A                                                                | N/A                                                                | N/A                                                                | N/A                                                                | N/A                                                                | N/A                                                                | N/A                                                                | N/A                                                                | N/A                                                                | N/A                                                                | N/A                                                                | N/A                                                                | N/A                                                                | N/A                                                                | N/A                                                                | N/A                                                                | N/A                                                                | N/A                                                                | N/A                                                                | N/A                                                                | N/A                                                                | N/A                                                                | N/A                                                                | N/A                                                                | N/A                                                                | N/A                                                                | N/A                                                                | N/A                                                                | N/A                                                                | N/A                                                                | N/A                                                                | N/A                                                                | N/A                                                                | N/A                                                                | N/A                                                                | N/A                                                                | N/A                                                                | N/A                                                                | N/A                                                                | N/A                                                                | N/A                                                                | N/A                                                                | N/A                                                                | N/A                                                                | N/A                                                                | N/A                                                                | "Virtual Insanity"                                             | "Virtual Insanity"                                             | "Virtual Insanity"                                             | "Virtual Insanity"                                             | "Virtual Insanity"                                             | "Virtual Insanity"                                             | "Virtual Insanity"                                             | "Virtual Insanity"                                             | "Virtual Insanity"                                             | "Virtual Insanity"                                             | "Virtual Insanity"                                             | "Virtual Insanity"                                             | "Virtual Insanity"                                             | "Virtual Insanity"                                             | "Virtual Insanity"                                             | "Virtual Insanity"                                             | "Virtual Insanity"                                             | "Virtual Insanity"                                             | "Virtual Insanity"                                             | "Virtual Insanity"                                             | "Virtual Insanity"                                             | "Virtual Insanity"                                             | "Virtual Insanity"                                             | "Virtual Insanity"                                             | "Virtual Insanity"                                             | "Virtual Insanity"                                             | "Virtual Insanity"                                             | "Virtual Insanity"                                             | "Virtual Insanity"                                             | "Virtual Insanity"                                             | "Virtual Insanity"                                             | "Virtual Insanity"                                             | "Virtual Insanity"                                             | "Virtual Insanity"                                             | "Virtual Insanity"                                             | "Virtual Insanity"                                             | "Virtual Insanity"                                             | "Virtual Insanity"                                             | "Virtual Insanity"                                             | "Virtual Insanity"                                             | "Virtual Insanity"                                             | "Virtual Insanity"                                             | "Virtual Insanity"                                             | "Virtual Insanity"                                             | "Virtual Insanity"                                             | "Virtual Insanity"                                             | "Virtual Insanity"                                             | "Virtual Insanity"                                             | "Virtual Insanity"                                             | "Virtual Insanity"                                             | "Virtual Insanity"                                             | "Virtual Insanity"                                             | "Virtual Insanity"                                             | "Virtual Insanity"                                             | "Virtual Insanity"                                             | "Virtual Insanity"                                             | "Virtual Insanity"                                             | "Virtual Insanity"                                             | "Virtual Insanity"                                             | "Virtual Insanity"                                             | "Virtual Insanity"                                             | "Virtual Insanity"                                             | "Virtual Insanity"                                             | "Virtual Insanity"                                             | "Virtual Insanity"                                             | "Virtual Insanity"                                             | "Virtual Insanity"                                             | "Virtual Insanity"                                             | "Virtual Insanity"                                             | "Virtual Insanity"                                             | "Virtual Insanity"                                             | "Virtual Insanity"                                             | "Virtual Insanity"                                             | "Virtual Insanity"                                             | "Virtual Insanity"                                             | "Virtual Insanity"                                             | "Virtual Insanity"                                             | "Virtual Insanity"                                             | "Virtual Insanity"                                             | "Virtual Insanity"                                             | "Virtual Insanity"                                             | "Virtual Insanity"                                             | "Virtual Insanity"                                             | "Virtual Insanity"                                             | "Virtual Insanity"                                             | "Virtual Insanity"                                             | "Virtual Insanity"                                             | "Virtual Insanity"                                             | "Virtual Insanity"                                             | "Virtual Insanity"                                             | "Virtual Insanity"                                             | "Virtual Insanity"                                             | "Virtual Insanity"                                             | "Virtual Insanity"                                             | "Virtual Insanity"                                             | "Virtual Insanity"                                             | "Virtual Insanity"                                             | "Virtual Insanity"                                             | "Virtual Insanity"                                             | "Virtual Insanity"                                             | "Virtual Insanity"                                             | "Virtual Insanity"                                             | "Virtual Insanity"                                             | "Virtual Insanity"                                             | "Virtual Insanity"                                             | "Virtual Insanity"                                             | "Virtual Insanity"                                             | "Virtual Insanity"                                             | "Virtual Insanity"                                             | "Virtual Insanity"                                             | Jamiroquai                       | Jamiroquai                       | Jamiroquai                       | Jamiroquai                       | Jamiroquai                       | Jamiroquai                       | Jamiroquai                       | Jamiroquai                       | Jamiroquai                       | Jamiroquai                       | Jamiroquai                       | Jamiroquai                       | Jamiroquai                       | Jamiroquai                       | Jamiroquai                       | Jamiroquai                       | Jamiroquai                       | Jamiroquai                       | Jamiroquai                       | Jamiroquai                       | Jamiroquai                       | Jamiroquai                       | Jamiroquai                       | Jamiroquai                       | Jamiroquai                       | Jamiroquai                       | Jamiroquai                       | Jamiroquai                       | Jamiroquai                       | Jamiroquai                       | Jamiroquai                       | Jamiroquai                       | Jamiroquai                       | Jamiroquai                       | Jamiroquai                       | Jamiroquai                       | Jamiroquai                       | Jamiroquai                       | Jamiroquai                       | Jamiroquai                       | Jamiroquai                       | Jamiroquai                       | Jamiroquai                       | Jamiroquai                       | Jamiroquai                       | Jamiroquai                       | Jamiroquai                       | Jamiroquai                       | Jamiroquai                       | Jamiroquai                       | Jamiroquai                       | Jamiroquai                       | Jamiroquai                       | Jamiroquai                       | Jamiroquai                       | Jamiroquai                       | Jamiroquai                       | Jamiroquai                       | Jamiroquai                       | Jamiroquai                       | Jamiroquai                       | Jamiroquai                       | Jamiroquai                       | Jamiroquai                       | Jamiroquai                       | Jamiroquai                       | Jamiroquai                       | Jamiroquai                       | Jamiroquai                       | Jamiroquai                       | Jamiroquai                       | Jamiroquai                       | Jamiroquai                       | Jamiroquai                       | Jamiroquai                       | Jamiroquai                       | Jamiroquai                       | Jamiroquai                       | Jamiroquai                       | Jamiroquai                       | Jamiroquai                       | Jamiroquai                       | Jamiroquai                       | Jamiroquai                       | Jamiroquai                       | Jamiroquai                       | Jamiroquai                       | Jamiroquai                       | Jamiroquai                       | Jamiroquai                       | Jamiroquai                       | Jamiroquai                       | Jamiroquai                       | Jamiroquai                       | Jamiroquai                       | Jamiroquai                       | Jamiroquai                       | Jamiroquai                       | Jamiroquai                       | Jamiroquai                       | Jamiroquai                       | Jamiroquai                       | Jamiroquai                       | Jamiroquai                       | Jamiroquai                       | Jamiroquai                       | Jamiroquai                       | Jamiroquai                       | Jamiroquai                       | Jamiroquai                       | 7       | 7       | 7       | 7       | 7       | 7       | 7       | 7       | 7       | 7       | 7       | 7       | 7       | 7       | 7       | 7       | 7       | 7       | 7       | 7       | 7       | 7       | 7       | 7       | 7       | 7       | 7       | 7       | 7       | 7       | 7       | 7       | 7       | 7       | 7       | 7       | 7       | 7       | 7       | 7       | 7       | 7       | 7       | 7       | 7       | 7       | 7       | 7       | 7       | 7       | 7       | 7       | 7       | 7       | 7       | 7       | 7       | 7       | 7       | 7       | 7       | 7       | 7       | 7       | 7       | 7       | 7       | 7       | 7       | 7       | 7       | 7       | 7       | 7       | 7       | 7       | 7       | 7       | 7       | 7       | 7       | 7       | 7       | 7       | 7       | 7       | 7       | 7       | 7       | 7       | 7       | 7       | 7       | 7       | 7       | 7       | 7       | 7       | 7       | 7       | 7       | 7       | 7       | 7       | 7       | 7       | 7       | 7       | 7       | 7       | Safe                      | Safe                      | Safe                      | Safe                      | Safe                      | Safe                      | Safe                      | Safe                      | Safe                      | Safe                      | Safe                      | Safe                      | Safe                      | Safe                      | Safe                      | Safe                      | Safe                      | Safe                      | Safe                      | Safe                      | Safe                      | Safe                      | Safe                      | Safe                      | Safe                      | Safe                      | Safe                      | Safe                      | Safe                      | Safe                      | Safe                      | Safe                      | Safe                      | Safe                      | Safe                      | Safe                      | Safe                      | Safe                      | Safe                      | Safe                      | Safe                      | Safe                      | Safe                      | Safe                      | Safe                      | Safe                      | Safe                      | Safe                      | Safe                      | Safe                      | Safe                      | Safe                      | Safe                      | Safe                      | Safe                      | Safe                      | Safe                      | Safe                      | Safe                      | Safe                      | Safe                      | Safe                      | Safe                      | Safe                      | Safe                      | Safe                      | Safe                      | Safe                      | Safe                      | Safe                      | Safe                      | Safe                      | Safe                      | Safe                      | Safe                      | Safe                      | Safe                      | Safe                      | Safe                      | Safe                      | Safe                      | Safe                      | Safe                      | Safe                      | Safe                      | Safe                      | Safe                      | Safe                      | Safe                      | Safe                      | Safe                      | Safe                      | Safe                      | Safe                      | Safe                      | Safe                      | Safe                      | Safe                      | Safe                      | Safe                      | Safe                      | Safe                      | Safe                      | Safe                      | Safe                      | Safe                      | Safe                      | Safe                      | Safe                      | Safe                      |
| Top 16 (8 Men)  | Top 16 (8 Men)  | Top 16 (8 Men)  | Top 16 (8 Men)  | Top 16 (8 Men)  | Top 16 (8 Men)  | Top 16 (8 Men)  | Top 16 (8 Men)  | Top 16 (8 Men)  | Top 16 (8 Men)  | Top 16 (8 Men)  | Top 16 (8 Men)  | Top 16 (8 Men)  | Top 16 (8 Men)  | Top 16 (8 Men)  | Top 16 (8 Men)  | Top 16 (8 Men)  | Top 16 (8 Men)  | Top 16 (8 Men)  | Top 16 (8 Men)  | Top 16 (8 Men)  | Top 16 (8 Men)  | Top 16 (8 Men)  | Top 16 (8 Men)  | Top 16 (8 Men)  | Top 16 (8 Men)  | Top 16 (8 Men)  | Top 16 (8 Men)  | Top 16 (8 Men)  | Top 16 (8 Men)  | Top 16 (8 Men)  | Top 16 (8 Men)  | Top 16 (8 Men)  | Top 16 (8 Men)  | Top 16 (8 Men)  | Top 16 (8 Men)  | Top 16 (8 Men)  | Top 16 (8 Men)  | Top 16 (8 Men)  | Top 16 (8 Men)  | Top 16 (8 Men)  | Top 16 (8 Men)  | Top 16 (8 Men)  | Top 16 (8 Men)  | Top 16 (8 Men)  | Top 16 (8 Men)  | Top 16 (8 Men)  | Top 16 (8 Men)  | Top 16 (8 Men)  | Top 16 (8 Men)  | Top 16 (8 Men)  | Top 16 (8 Men)  | Top 16 (8 Men)  | Top 16 (8 Men)  | Top 16 (8 Men)  | Top 16 (8 Men)  | Top 16 (8 Men)  | Top 16 (8 Men)  | Top 16 (8 Men)  | Top 16 (8 Men)  | Top 16 (8 Men)  | Top 16 (8 Men)  | Top 16 (8 Men)  | Top 16 (8 Men)  | Top 16 (8 Men)  | Top 16 (8 Men)  | Top 16 (8 Men)  | Top 16 (8 Men)  | Top 16 (8 Men)  | Top 16 (8 Men)  | Top 16 (8 Men)  | Top 16 (8 Men)  | Top 16 (8 Men)  | Top 16 (8 Men)  | Top 16 (8 Men)  | Top 16 (8 Men)  | Top 16 (8 Men)  | Top 16 (8 Men)  | Top 16 (8 Men)  | Top 16 (8 Men)  | Top 16 (8 Men)  | Top 16 (8 Men)  | Top 16 (8 Men)  | Top 16 (8 Men)  | Top 16 (8 Men)  | Top 16 (8 Men)  | Top 16 (8 Men)  | Top 16 (8 Men)  | Top 16 (8 Men)  | Top 16 (8 Men)  | Top 16 (8 Men)  | Top 16 (8 Men)  | Top 16 (8 Men)  | Top 16 (8 Men)  | Top 16 (8 Men)  | Top 16 (8 Men)  | Top 16 (8 Men)  | Top 16 (8 Men)  | Top 16 (8 Men)  | Top 16 (8 Men)  | Top 16 (8 Men)  | Top 16 (8 Men)  | Top 16 (8 Men)  | Top 16 (8 Men)  | Top 16 (8 Men)  | Top 16 (8 Men)  | Top 16 (8 Men)  | Top 16 (8 Men)  | Top 16 (8 Men)  | Top 16 (8 Men)  | N/A                                                                | N/A                                                                | N/A                                                                | N/A                                                                | N/A                                                                | N/A                                                                | N/A                                                                | N/A                                                                | N/A                                                                | N/A                                                                | N/A                                                                | N/A                                                                | N/A                                                                | N/A                                                                | N/A                                                                | N/A                                                                | N/A                                                                | N/A                                                                | N/A                                                                | N/A                                                                | N/A                                                                | N/A                                                                | N/A                                                                | N/A                                                                | N/A                                                                | N/A                                                                | N/A                                                                | N/A                                                                | N/A                                                                | N/A                                                                | N/A                                                                | N/A                                                                | N/A                                                                | N/A                                                                | N/A                                                                | N/A                                                                | N/A                                                                | N/A                                                                | N/A                                                                | N/A                                                                | N/A                                                                | N/A                                                                | N/A                                                                | N/A                                                                | N/A                                                                | N/A                                                                | N/A                                                                | N/A                                                                | N/A                                                                | N/A                                                                | N/A                                                                | N/A                                                                | N/A                                                                | N/A                                                                | N/A                                                                | N/A                                                                | N/A                                                                | N/A                                                                | N/A                                                                | N/A                                                                | N/A                                                                | N/A                                                                | N/A                                                                | N/A                                                                | N/A                                                                | N/A                                                                | N/A                                                                | N/A                                                                | N/A                                                                | N/A                                                                | N/A                                                                | N/A                                                                | N/A                                                                | N/A                                                                | N/A                                                                | N/A                                                                | N/A                                                                | N/A                                                                | N/A                                                                | N/A                                                                | N/A                                                                | N/A                                                                | N/A                                                                | N/A                                                                | N/A                                                                | N/A                                                                | N/A                                                                | N/A                                                                | N/A                                                                | N/A                                                                | N/A                                                                | N/A                                                                | N/A                                                                | N/A                                                                | N/A                                                                | N/A                                                                | N/A                                                                | N/A                                                                | N/A                                                                | N/A                                                                | N/A                                                                | N/A                                                                | N/A                                                                | N/A                                                                | N/A                                                                | N/A                                                                | N/A                                                                | N/A                                                                | N/A                                                                | N/A                                                                | "All Mixed Up"                                                 | "All Mixed Up"                                                 | "All Mixed Up"                                                 | "All Mixed Up"                                                 | "All Mixed Up"                                                 | "All Mixed Up"                                                 | "All Mixed Up"                                                 | "All Mixed Up"                                                 | "All Mixed Up"                                                 | "All Mixed Up"                                                 | "All Mixed Up"                                                 | "All Mixed Up"                                                 | "All Mixed Up"                                                 | "All Mixed Up"                                                 | "All Mixed Up"                                                 | "All Mixed Up"                                                 | "All Mixed Up"                                                 | "All Mixed Up"                                                 | "All Mixed Up"                                                 | "All Mixed Up"                                                 | "All Mixed Up"                                                 | "All Mixed Up"                                                 | "All Mixed Up"                                                 | "All Mixed Up"                                                 | "All Mixed Up"                                                 | "All Mixed Up"                                                 | "All Mixed Up"                                                 | "All Mixed Up"                                                 | "All Mixed Up"                                                 | "All Mixed Up"                                                 | "All Mixed Up"                                                 | "All Mixed Up"                                                 | "All Mixed Up"                                                 | "All Mixed Up"                                                 | "All Mixed Up"                                                 | "All Mixed Up"                                                 | "All Mixed Up"                                                 | "All Mixed Up"                                                 | "All Mixed Up"                                                 | "All Mixed Up"                                                 | "All Mixed Up"                                                 | "All Mixed Up"                                                 | "All Mixed Up"                                                 | "All Mixed Up"                                                 | "All Mixed Up"                                                 | "All Mixed Up"                                                 | "All Mixed Up"                                                 | "All Mixed Up"                                                 | "All Mixed Up"                                                 | "All Mixed Up"                                                 | "All Mixed Up"                                                 | "All Mixed Up"                                                 | "All Mixed Up"                                                 | "All Mixed Up"                                                 | "All Mixed Up"                                                 | "All Mixed Up"                                                 | "All Mixed Up"                                                 | "All Mixed Up"                                                 | "All Mixed Up"                                                 | "All Mixed Up"                                                 | "All Mixed Up"                                                 | "All Mixed Up"                                                 | "All Mixed Up"                                                 | "All Mixed Up"                                                 | "All Mixed Up"                                                 | "All Mixed Up"                                                 | "All Mixed Up"                                                 | "All Mixed Up"                                                 | "All Mixed Up"                                                 | "All Mixed Up"                                                 | "All Mixed Up"                                                 | "All Mixed Up"                                                 | "All Mixed Up"                                                 | "All Mixed Up"                                                 | "All Mixed Up"                                                 | "All Mixed Up"                                                 | "All Mixed Up"                                                 | "All Mixed Up"                                                 | "All Mixed Up"                                                 | "All Mixed Up"                                                 | "All Mixed Up"                                                 | "All Mixed Up"                                                 | "All Mixed Up"                                                 | "All Mixed Up"                                                 | "All Mixed Up"                                                 | "All Mixed Up"                                                 | "All Mixed Up"                                                 | "All Mixed Up"                                                 | "All Mixed Up"                                                 | "All Mixed Up"                                                 | "All Mixed Up"                                                 | "All Mixed Up"                                                 | "All Mixed Up"                                                 | "All Mixed Up"                                                 | "All Mixed Up"                                                 | "All Mixed Up"                                                 | "All Mixed Up"                                                 | "All Mixed Up"                                                 | "All Mixed Up"                                                 | "All Mixed Up"                                                 | "All Mixed Up"                                                 | "All Mixed Up"                                                 | "All Mixed Up"                                                 | "All Mixed Up"                                                 | "All Mixed Up"                                                 | "All Mixed Up"                                                 | "All Mixed Up"                                                 | "All Mixed Up"                                                 | "All Mixed Up"                                                 | "All Mixed Up"                                                 | 311                              | 311                              | 311                              | 311                              | 311                              | 311                              | 311                              | 311                              | 311                              | 311                              | 311                              | 311                              | 311                              | 311                              | 311                              | 311                              | 311                              | 311                              | 311                              | 311                              | 311                              | 311                              | 311                              | 311                              | 311                              | 311                              | 311                              | 311                              | 311                              | 311                              | 311                              | 311                              | 311                              | 311                              | 311                              | 311                              | 311                              | 311                              | 311                              | 311                              | 311                              | 311                              | 311                              | 311                              | 311                              | 311                              | 311                              | 311                              | 311                              | 311                              | 311                              | 311                              | 311                              | 311                              | 311                              | 311                              | 311                              | 311                              | 311                              | 311                              | 311                              | 311                              | 311                              | 311                              | 311                              | 311                              | 311                              | 311                              | 311                              | 311                              | 311                              | 311                              | 311                              | 311                              | 311                              | 311                              | 311                              | 311                              | 311                              | 311                              | 311                              | 311                              | 311                              | 311                              | 311                              | 311                              | 311                              | 311                              | 311                              | 311                              | 311                              | 311                              | 311                              | 311                              | 311                              | 311                              | 311                              | 311                              | 311                              | 311                              | 311                              | 311                              | 311                              | 311                              | 311                              | 311                              | 311                              | 311                              | 311                              | 311                              | 1       | 1       | 1       | 1       | 1       | 1       | 1       | 1       | 1       | 1       | 1       | 1       | 1       | 1       | 1       | 1       | 1       | 1       | 1       | 1       | 1       | 1       | 1       | 1       | 1       | 1       | 1       | 1       | 1       | 1       | 1       | 1       | 1       | 1       | 1       | 1       | 1       | 1       | 1       | 1       | 1       | 1       | 1       | 1       | 1       | 1       | 1       | 1       | 1       | 1       | 1       | 1       | 1       | 1       | 1       | 1       | 1       | 1       | 1       | 1       | 1       | 1       | 1       | 1       | 1       | 1       | 1       | 1       | 1       | 1       | 1       | 1       | 1       | 1       | 1       | 1       | 1       | 1       | 1       | 1       | 1       | 1       | 1       | 1       | 1       | 1       | 1       | 1       | 1       | 1       | 1       | 1       | 1       | 1       | 1       | 1       | 1       | 1       | 1       | 1       | 1       | 1       | 1       | 1       | 1       | 1       | 1       | 1       | 1       | 1       | Safe                      | Safe                      | Safe                      | Safe                      | Safe                      | Safe                      | Safe                      | Safe                      | Safe                      | Safe                      | Safe                      | Safe                      | Safe                      | Safe                      | Safe                      | Safe                      | Safe                      | Safe                      | Safe                      | Safe                      | Safe                      | Safe                      | Safe                      | Safe                      | Safe                      | Safe                      | Safe                      | Safe                      | Safe                      | Safe                      | Safe                      | Safe                      | Safe                      | Safe                      | Safe                      | Safe                      | Safe                      | Safe                      | Safe                      | Safe                      | Safe                      | Safe                      | Safe                      | Safe                      | Safe                      | Safe                      | Safe                      | Safe                      | Safe                      | Safe                      | Safe                      | Safe                      | Safe                      | Safe                      | Safe                      | Safe                      | Safe                      | Safe                      | Safe                      | Safe                      | Safe                      | Safe                      | Safe                      | Safe                      | Safe                      | Safe                      | Safe                      | Safe                      | Safe                      | Safe                      | Safe                      | Safe                      | Safe                      | Safe                      | Safe                      | Safe                      | Safe                      | Safe                      | Safe                      | Safe                      | Safe                      | Safe                      | Safe                      | Safe                      | Safe                      | Safe                      | Safe                      | Safe                      | Safe                      | Safe                      | Safe                      | Safe                      | Safe                      | Safe                      | Safe                      | Safe                      | Safe                      | Safe                      | Safe                      | Safe                      | Safe                      | Safe                      | Safe                      | Safe                      | Safe                      | Safe                      | Safe                      | Safe                      | Safe                      | Safe                      |
| Top 12          | Top 12          | Top 12          | Top 12          | Top 12          | Top 12          | Top 12          | Top 12          | Top 12          | Top 12          | Top 12          | Top 12          | Top 12          | Top 12          | Top 12          | Top 12          | Top 12          | Top 12          | Top 12          | Top 12          | Top 12          | Top 12          | Top 12          | Top 12          | Top 12          | Top 12          | Top 12          | Top 12          | Top 12          | Top 12          | Top 12          | Top 12          | Top 12          | Top 12          | Top 12          | Top 12          | Top 12          | Top 12          | Top 12          | Top 12          | Top 12          | Top 12          | Top 12          | Top 12          | Top 12          | Top 12          | Top 12          | Top 12          | Top 12          | Top 12          | Top 12          | Top 12          | Top 12          | Top 12          | Top 12          | Top 12          | Top 12          | Top 12          | Top 12          | Top 12          | Top 12          | Top 12          | Top 12          | Top 12          | Top 12          | Top 12          | Top 12          | Top 12          | Top 12          | Top 12          | Top 12          | Top 12          | Top 12          | Top 12          | Top 12          | Top 12          | Top 12          | Top 12          | Top 12          | Top 12          | Top 12          | Top 12          | Top 12          | Top 12          | Top 12          | Top 12          | Top 12          | Top 12          | Top 12          | Top 12          | Top 12          | Top 12          | Top 12          | Top 12          | Top 12          | Top 12          | Top 12          | Top 12          | Top 12          | Top 12          | Top 12          | Top 12          | Top 12          | Top 12          | Top 12          | Top 12          | Top 12          | Top 12          | Top 12          | Top 12          | Diana Ross                                                         | Diana Ross                                                         | Diana Ross                                                         | Diana Ross                                                         | Diana Ross                                                         | Diana Ross                                                         | Diana Ross                                                         | Diana Ross                                                         | Diana Ross                                                         | Diana Ross                                                         | Diana Ross                                                         | Diana Ross                                                         | Diana Ross                                                         | Diana Ross                                                         | Diana Ross                                                         | Diana Ross                                                         | Diana Ross                                                         | Diana Ross                                                         | Diana Ross                                                         | Diana Ross                                                         | Diana Ross                                                         | Diana Ross                                                         | Diana Ross                                                         | Diana Ross                                                         | Diana Ross                                                         | Diana Ross                                                         | Diana Ross                                                         | Diana Ross                                                         | Diana Ross                                                         | Diana Ross                                                         | Diana Ross                                                         | Diana Ross                                                         | Diana Ross                                                         | Diana Ross                                                         | Diana Ross                                                         | Diana Ross                                                         | Diana Ross                                                         | Diana Ross                                                         | Diana Ross                                                         | Diana Ross                                                         | Diana Ross                                                         | Diana Ross                                                         | Diana Ross                                                         | Diana Ross                                                         | Diana Ross                                                         | Diana Ross                                                         | Diana Ross                                                         | Diana Ross                                                         | Diana Ross                                                         | Diana Ross                                                         | Diana Ross                                                         | Diana Ross                                                         | Diana Ross                                                         | Diana Ross                                                         | Diana Ross                                                         | Diana Ross                                                         | Diana Ross                                                         | Diana Ross                                                         | Diana Ross                                                         | Diana Ross                                                         | Diana Ross                                                         | Diana Ross                                                         | Diana Ross                                                         | Diana Ross                                                         | Diana Ross                                                         | Diana Ross                                                         | Diana Ross                                                         | Diana Ross                                                         | Diana Ross                                                         | Diana Ross                                                         | Diana Ross                                                         | Diana Ross                                                         | Diana Ross                                                         | Diana Ross                                                         | Diana Ross                                                         | Diana Ross                                                         | Diana Ross                                                         | Diana Ross                                                         | Diana Ross                                                         | Diana Ross                                                         | Diana Ross                                                         | Diana Ross                                                         | Diana Ross                                                         | Diana Ross                                                         | Diana Ross                                                         | Diana Ross                                                         | Diana Ross                                                         | Diana Ross                                                         | Diana Ross                                                         | Diana Ross                                                         | Diana Ross                                                         | Diana Ross                                                         | Diana Ross                                                         | Diana Ross                                                         | Diana Ross                                                         | Diana Ross                                                         | Diana Ross                                                         | Diana Ross                                                         | Diana Ross                                                         | Diana Ross                                                         | Diana Ross                                                         | Diana Ross                                                         | Diana Ross                                                         | Diana Ross                                                         | Diana Ross                                                         | Diana Ross                                                         | Diana Ross                                                         | Diana Ross                                                         | Diana Ross                                                         | Diana Ross                                                         | "You Keep Me Hangin' On"                                       | "You Keep Me Hangin' On"                                       | "You Keep Me Hangin' On"                                       | "You Keep Me Hangin' On"                                       | "You Keep Me Hangin' On"                                       | "You Keep Me Hangin' On"                                       | "You Keep Me Hangin' On"                                       | "You Keep Me Hangin' On"                                       | "You Keep Me Hangin' On"                                       | "You Keep Me Hangin' On"                                       | "You Keep Me Hangin' On"                                       | "You Keep Me Hangin' On"                                       | "You Keep Me Hangin' On"                                       | "You Keep Me Hangin' On"                                       | "You Keep Me Hangin' On"                                       | "You Keep Me Hangin' On"                                       | "You Keep Me Hangin' On"                                       | "You Keep Me Hangin' On"                                       | "You Keep Me Hangin' On"                                       | "You Keep Me Hangin' On"                                       | "You Keep Me Hangin' On"                                       | "You Keep Me Hangin' On"                                       | "You Keep Me Hangin' On"                                       | "You Keep Me Hangin' On"                                       | "You Keep Me Hangin' On"                                       | "You Keep Me Hangin' On"                                       | "You Keep Me Hangin' On"                                       | "You Keep Me Hangin' On"                                       | "You Keep Me Hangin' On"                                       | "You Keep Me Hangin' On"                                       | "You Keep Me Hangin' On"                                       | "You Keep Me Hangin' On"                                       | "You Keep Me Hangin' On"                                       | "You Keep Me Hangin' On"                                       | "You Keep Me Hangin' On"                                       | "You Keep Me Hangin' On"                                       | "You Keep Me Hangin' On"                                       | "You Keep Me Hangin' On"                                       | "You Keep Me Hangin' On"                                       | "You Keep Me Hangin' On"                                       | "You Keep Me Hangin' On"                                       | "You Keep Me Hangin' On"                                       | "You Keep Me Hangin' On"                                       | "You Keep Me Hangin' On"                                       | "You Keep Me Hangin' On"                                       | "You Keep Me Hangin' On"                                       | "You Keep Me Hangin' On"                                       | "You Keep Me Hangin' On"                                       | "You Keep Me Hangin' On"                                       | "You Keep Me Hangin' On"                                       | "You Keep Me Hangin' On"                                       | "You Keep Me Hangin' On"                                       | "You Keep Me Hangin' On"                                       | "You Keep Me Hangin' On"                                       | "You Keep Me Hangin' On"                                       | "You Keep Me Hangin' On"                                       | "You Keep Me Hangin' On"                                       | "You Keep Me Hangin' On"                                       | "You Keep Me Hangin' On"                                       | "You Keep Me Hangin' On"                                       | "You Keep Me Hangin' On"                                       | "You Keep Me Hangin' On"                                       | "You Keep Me Hangin' On"                                       | "You Keep Me Hangin' On"                                       | "You Keep Me Hangin' On"                                       | "You Keep Me Hangin' On"                                       | "You Keep Me Hangin' On"                                       | "You Keep Me Hangin' On"                                       | "You Keep Me Hangin' On"                                       | "You Keep Me Hangin' On"                                       | "You Keep Me Hangin' On"                                       | "You Keep Me Hangin' On"                                       | "You Keep Me Hangin' On"                                       | "You Keep Me Hangin' On"                                       | "You Keep Me Hangin' On"                                       | "You Keep Me Hangin' On"                                       | "You Keep Me Hangin' On"                                       | "You Keep Me Hangin' On"                                       | "You Keep Me Hangin' On"                                       | "You Keep Me Hangin' On"                                       | "You Keep Me Hangin' On"                                       | "You Keep Me Hangin' On"                                       | "You Keep Me Hangin' On"                                       | "You Keep Me Hangin' On"                                       | "You Keep Me Hangin' On"                                       | "You Keep Me Hangin' On"                                       | "You Keep Me Hangin' On"                                       | "You Keep Me Hangin' On"                                       | "You Keep Me Hangin' On"                                       | "You Keep Me Hangin' On"                                       | "You Keep Me Hangin' On"                                       | "You Keep Me Hangin' On"                                       | "You Keep Me Hangin' On"                                       | "You Keep Me Hangin' On"                                       | "You Keep Me Hangin' On"                                       | "You Keep Me Hangin' On"                                       | "You Keep Me Hangin' On"                                       | "You Keep Me Hangin' On"                                       | "You Keep Me Hangin' On"                                       | "You Keep Me Hangin' On"                                       | "You Keep Me Hangin' On"                                       | "You Keep Me Hangin' On"                                       | "You Keep Me Hangin' On"                                       | "You Keep Me Hangin' On"                                       | "You Keep Me Hangin' On"                                       | "You Keep Me Hangin' On"                                       | "You Keep Me Hangin' On"                                       | "You Keep Me Hangin' On"                                       | "You Keep Me Hangin' On"                                       | "You Keep Me Hangin' On"                                       | The Supremes                     | The Supremes                     | The Supremes                     | The Supremes                     | The Supremes                     | The Supremes                     | The Supremes                     | The Supremes                     | The Supremes                     | The Supremes                     | The Supremes                     | The Supremes                     | The Supremes                     | The Supremes                     | The Supremes                     | The Supremes                     | The Supremes                     | The Supremes                     | The Supremes                     | The Supremes                     | The Supremes                     | The Supremes                     | The Supremes                     | The Supremes                     | The Supremes                     | The Supremes                     | The Supremes                     | The Supremes                     | The Supremes                     | The Supremes                     | The Supremes                     | The Supremes                     | The Supremes                     | The Supremes                     | The Supremes                     | The Supremes                     | The Supremes                     | The Supremes                     | The Supremes                     | The Supremes                     | The Supremes                     | The Supremes                     | The Supremes                     | The Supremes                     | The Supremes                     | The Supremes                     | The Supremes                     | The Supremes                     | The Supremes                     | The Supremes                     | The Supremes                     | The Supremes                     | The Supremes                     | The Supremes                     | The Supremes                     | The Supremes                     | The Supremes                     | The Supremes                     | The Supremes                     | The Supremes                     | The Supremes                     | The Supremes                     | The Supremes                     | The Supremes                     | The Supremes                     | The Supremes                     | The Supremes                     | The Supremes                     | The Supremes                     | The Supremes                     | The Supremes                     | The Supremes                     | The Supremes                     | The Supremes                     | The Supremes                     | The Supremes                     | The Supremes                     | The Supremes                     | The Supremes                     | The Supremes                     | The Supremes                     | The Supremes                     | The Supremes                     | The Supremes                     | The Supremes                     | The Supremes                     | The Supremes                     | The Supremes                     | The Supremes                     | The Supremes                     | The Supremes                     | The Supremes                     | The Supremes                     | The Supremes                     | The Supremes                     | The Supremes                     | The Supremes                     | The Supremes                     | The Supremes                     | The Supremes                     | The Supremes                     | The Supremes                     | The Supremes                     | The Supremes                     | The Supremes                     | The Supremes                     | The Supremes                     | The Supremes                     | The Supremes                     | The Supremes                     | 9       | 9       | 9       | 9       | 9       | 9       | 9       | 9       | 9       | 9       | 9       | 9       | 9       | 9       | 9       | 9       | 9       | 9       | 9       | 9       | 9       | 9       | 9       | 9       | 9       | 9       | 9       | 9       | 9       | 9       | 9       | 9       | 9       | 9       | 9       | 9       | 9       | 9       | 9       | 9       | 9       | 9       | 9       | 9       | 9       | 9       | 9       | 9       | 9       | 9       | 9       | 9       | 9       | 9       | 9       | 9       | 9       | 9       | 9       | 9       | 9       | 9       | 9       | 9       | 9       | 9       | 9       | 9       | 9       | 9       | 9       | 9       | 9       | 9       | 9       | 9       | 9       | 9       | 9       | 9       | 9       | 9       | 9       | 9       | 9       | 9       | 9       | 9       | 9       | 9       | 9       | 9       | 9       | 9       | 9       | 9       | 9       | 9       | 9       | 9       | 9       | 9       | 9       | 9       | 9       | 9       | 9       | 9       | 9       | 9       | Safe                      | Safe                      | Safe                      | Safe                      | Safe                      | Safe                      | Safe                      | Safe                      | Safe                      | Safe                      | Safe                      | Safe                      | Safe                      | Safe                      | Safe                      | Safe                      | Safe                      | Safe                      | Safe                      | Safe                      | Safe                      | Safe                      | Safe                      | Safe                      | Safe                      | Safe                      | Safe                      | Safe                      | Safe                      | Safe                      | Safe                      | Safe                      | Safe                      | Safe                      | Safe                      | Safe                      | Safe                      | Safe                      | Safe                      | Safe                      | Safe                      | Safe                      | Safe                      | Safe                      | Safe                      | Safe                      | Safe                      | Safe                      | Safe                      | Safe                      | Safe                      | Safe                      | Safe                      | Safe                      | Safe                      | Safe                      | Safe                      | Safe                      | Safe                      | Safe                      | Safe                      | Safe                      | Safe                      | Safe                      | Safe                      | Safe                      | Safe                      | Safe                      | Safe                      | Safe                      | Safe                      | Safe                      | Safe                      | Safe                      | Safe                      | Safe                      | Safe                      | Safe                      | Safe                      | Safe                      | Safe                      | Safe                      | Safe                      | Safe                      | Safe                      | Safe                      | Safe                      | Safe                      | Safe                      | Safe                      | Safe                      | Safe                      | Safe                      | Safe                      | Safe                      | Safe                      | Safe                      | Safe                      | Safe                      | Safe                      | Safe                      | Safe                      | Safe                      | Safe                      | Safe                      | Safe                      | Safe                      | Safe                      | Safe                      | Safe                      |
| Top 11          | Top 11          | Top 11          | Top 11          | Top 11          | Top 11          | Top 11          | Top 11          | Top 11          | Top 11          | Top 11          | Top 11          | Top 11          | Top 11          | Top 11          | Top 11          | Top 11          | Top 11          | Top 11          | Top 11          | Top 11          | Top 11          | Top 11          | Top 11          | Top 11          | Top 11          | Top 11          | Top 11          | Top 11          | Top 11          | Top 11          | Top 11          | Top 11          | Top 11          | Top 11          | Top 11          | Top 11          | Top 11          | Top 11          | Top 11          | Top 11          | Top 11          | Top 11          | Top 11          | Top 11          | Top 11          | Top 11          | Top 11          | Top 11          | Top 11          | Top 11          | Top 11          | Top 11          | Top 11          | Top 11          | Top 11          | Top 11          | Top 11          | Top 11          | Top 11          | Top 11          | Top 11          | Top 11          | Top 11          | Top 11          | Top 11          | Top 11          | Top 11          | Top 11          | Top 11          | Top 11          | Top 11          | Top 11          | Top 11          | Top 11          | Top 11          | Top 11          | Top 11          | Top 11          | Top 11          | Top 11          | Top 11          | Top 11          | Top 11          | Top 11          | Top 11          | Top 11          | Top 11          | Top 11          | Top 11          | Top 11          | Top 11          | Top 11          | Top 11          | Top 11          | Top 11          | Top 11          | Top 11          | Top 11          | Top 11          | Top 11          | Top 11          | Top 11          | Top 11          | Top 11          | Top 11          | Top 11          | Top 11          | Top 11          | Top 11          | British Invasion                                                   | British Invasion                                                   | British Invasion                                                   | British Invasion                                                   | British Invasion                                                   | British Invasion                                                   | British Invasion                                                   | British Invasion                                                   | British Invasion                                                   | British Invasion                                                   | British Invasion                                                   | British Invasion                                                   | British Invasion                                                   | British Invasion                                                   | British Invasion                                                   | British Invasion                                                   | British Invasion                                                   | British Invasion                                                   | British Invasion                                                   | British Invasion                                                   | British Invasion                                                   | British Invasion                                                   | British Invasion                                                   | British Invasion                                                   | British Invasion                                                   | British Invasion                                                   | British Invasion                                                   | British Invasion                                                   | British Invasion                                                   | British Invasion                                                   | British Invasion                                                   | British Invasion                                                   | British Invasion                                                   | British Invasion                                                   | British Invasion                                                   | British Invasion                                                   | British Invasion                                                   | British Invasion                                                   | British Invasion                                                   | British Invasion                                                   | British Invasion                                                   | British Invasion                                                   | British Invasion                                                   | British Invasion                                                   | British Invasion                                                   | British Invasion                                                   | British Invasion                                                   | British Invasion                                                   | British Invasion                                                   | British Invasion                                                   | British Invasion                                                   | British Invasion                                                   | British Invasion                                                   | British Invasion                                                   | British Invasion                                                   | British Invasion                                                   | British Invasion                                                   | British Invasion                                                   | British Invasion                                                   | British Invasion                                                   | British Invasion                                                   | British Invasion                                                   | British Invasion                                                   | British Invasion                                                   | British Invasion                                                   | British Invasion                                                   | British Invasion                                                   | British Invasion                                                   | British Invasion                                                   | British Invasion                                                   | British Invasion                                                   | British Invasion                                                   | British Invasion                                                   | British Invasion                                                   | British Invasion                                                   | British Invasion                                                   | British Invasion                                                   | British Invasion                                                   | British Invasion                                                   | British Invasion                                                   | British Invasion                                                   | British Invasion                                                   | British Invasion                                                   | British Invasion                                                   | British Invasion                                                   | British Invasion                                                   | British Invasion                                                   | British Invasion                                                   | British Invasion                                                   | British Invasion                                                   | British Invasion                                                   | British Invasion                                                   | British Invasion                                                   | British Invasion                                                   | British Invasion                                                   | British Invasion                                                   | British Invasion                                                   | British Invasion                                                   | British Invasion                                                   | British Invasion                                                   | British Invasion                                                   | British Invasion                                                   | British Invasion                                                   | British Invasion                                                   | British Invasion                                                   | British Invasion                                                   | British Invasion                                                   | British Invasion                                                   | British Invasion                                                   | British Invasion                                                   | "Time of the Season"                                           | "Time of the Season"                                           | "Time of the Season"                                           | "Time of the Season"                                           | "Time of the Season"                                           | "Time of the Season"                                           | "Time of the Season"                                           | "Time of the Season"                                           | "Time of the Season"                                           | "Time of the Season"                                           | "Time of the Season"                                           | "Time of the Season"                                           | "Time of the Season"                                           | "Time of the Season"                                           | "Time of the Season"                                           | "Time of the Season"                                           | "Time of the Season"                                           | "Time of the Season"                                           | "Time of the Season"                                           | "Time of the Season"                                           | "Time of the Season"                                           | "Time of the Season"                                           | "Time of the Season"                                           | "Time of the Season"                                           | "Time of the Season"                                           | "Time of the Season"                                           | "Time of the Season"                                           | "Time of the Season"                                           | "Time of the Season"                                           | "Time of the Season"                                           | "Time of the Season"                                           | "Time of the Season"                                           | "Time of the Season"                                           | "Time of the Season"                                           | "Time of the Season"                                           | "Time of the Season"                                           | "Time of the Season"                                           | "Time of the Season"                                           | "Time of the Season"                                           | "Time of the Season"                                           | "Time of the Season"                                           | "Time of the Season"                                           | "Time of the Season"                                           | "Time of the Season"                                           | "Time of the Season"                                           | "Time of the Season"                                           | "Time of the Season"                                           | "Time of the Season"                                           | "Time of the Season"                                           | "Time of the Season"                                           | "Time of the Season"                                           | "Time of the Season"                                           | "Time of the Season"                                           | "Time of the Season"                                           | "Time of the Season"                                           | "Time of the Season"                                           | "Time of the Season"                                           | "Time of the Season"                                           | "Time of the Season"                                           | "Time of the Season"                                           | "Time of the Season"                                           | "Time of the Season"                                           | "Time of the Season"                                           | "Time of the Season"                                           | "Time of the Season"                                           | "Time of the Season"                                           | "Time of the Season"                                           | "Time of the Season"                                           | "Time of the Season"                                           | "Time of the Season"                                           | "Time of the Season"                                           | "Time of the Season"                                           | "Time of the Season"                                           | "Time of the Season"                                           | "Time of the Season"                                           | "Time of the Season"                                           | "Time of the Season"                                           | "Time of the Season"                                           | "Time of the Season"                                           | "Time of the Season"                                           | "Time of the Season"                                           | "Time of the Season"                                           | "Time of the Season"                                           | "Time of the Season"                                           | "Time of the Season"                                           | "Time of the Season"                                           | "Time of the Season"                                           | "Time of the Season"                                           | "Time of the Season"                                           | "Time of the Season"                                           | "Time of the Season"                                           | "Time of the Season"                                           | "Time of the Season"                                           | "Time of the Season"                                           | "Time of the Season"                                           | "Time of the Season"                                           | "Time of the Season"                                           | "Time of the Season"                                           | "Time of the Season"                                           | "Time of the Season"                                           | "Time of the Season"                                           | "Time of the Season"                                           | "Time of the Season"                                           | "Time of the Season"                                           | "Time of the Season"                                           | "Time of the Season"                                           | "Time of the Season"                                           | "Time of the Season"                                           | "Time of the Season"                                           | "Time of the Season"                                           | The Zombies                      | The Zombies                      | The Zombies                      | The Zombies                      | The Zombies                      | The Zombies                      | The Zombies                      | The Zombies                      | The Zombies                      | The Zombies                      | The Zombies                      | The Zombies                      | The Zombies                      | The Zombies                      | The Zombies                      | The Zombies                      | The Zombies                      | The Zombies                      | The Zombies                      | The Zombies                      | The Zombies                      | The Zombies                      | The Zombies                      | The Zombies                      | The Zombies                      | The Zombies                      | The Zombies                      | The Zombies                      | The Zombies                      | The Zombies                      | The Zombies                      | The Zombies                      | The Zombies                      | The Zombies                      | The Zombies                      | The Zombies                      | The Zombies                      | The Zombies                      | The Zombies                      | The Zombies                      | The Zombies                      | The Zombies                      | The Zombies                      | The Zombies                      | The Zombies                      | The Zombies                      | The Zombies                      | The Zombies                      | The Zombies                      | The Zombies                      | The Zombies                      | The Zombies                      | The Zombies                      | The Zombies                      | The Zombies                      | The Zombies                      | The Zombies                      | The Zombies                      | The Zombies                      | The Zombies                      | The Zombies                      | The Zombies                      | The Zombies                      | The Zombies                      | The Zombies                      | The Zombies                      | The Zombies                      | The Zombies                      | The Zombies                      | The Zombies                      | The Zombies                      | The Zombies                      | The Zombies                      | The Zombies                      | The Zombies                      | The Zombies                      | The Zombies                      | The Zombies                      | The Zombies                      | The Zombies                      | The Zombies                      | The Zombies                      | The Zombies                      | The Zombies                      | The Zombies                      | The Zombies                      | The Zombies                      | The Zombies                      | The Zombies                      | The Zombies                      | The Zombies                      | The Zombies                      | The Zombies                      | The Zombies                      | The Zombies                      | The Zombies                      | The Zombies                      | The Zombies                      | The Zombies                      | The Zombies                      | The Zombies                      | The Zombies                      | The Zombies                      | The Zombies                      | The Zombies                      | The Zombies                      | The Zombies                      | The Zombies                      | The Zombies                      | The Zombies                      | 4       | 4       | 4       | 4       | 4       | 4       | 4       | 4       | 4       | 4       | 4       | 4       | 4       | 4       | 4       | 4       | 4       | 4       | 4       | 4       | 4       | 4       | 4       | 4       | 4       | 4       | 4       | 4       | 4       | 4       | 4       | 4       | 4       | 4       | 4       | 4       | 4       | 4       | 4       | 4       | 4       | 4       | 4       | 4       | 4       | 4       | 4       | 4       | 4       | 4       | 4       | 4       | 4       | 4       | 4       | 4       | 4       | 4       | 4       | 4       | 4       | 4       | 4       | 4       | 4       | 4       | 4       | 4       | 4       | 4       | 4       | 4       | 4       | 4       | 4       | 4       | 4       | 4       | 4       | 4       | 4       | 4       | 4       | 4       | 4       | 4       | 4       | 4       | 4       | 4       | 4       | 4       | 4       | 4       | 4       | 4       | 4       | 4       | 4       | 4       | 4       | 4       | 4       | 4       | 4       | 4       | 4       | 4       | 4       | 4       | Safe                      | Safe                      | Safe                      | Safe                      | Safe                      | Safe                      | Safe                      | Safe                      | Safe                      | Safe                      | Safe                      | Safe                      | Safe                      | Safe                      | Safe                      | Safe                      | Safe                      | Safe                      | Safe                      | Safe                      | Safe                      | Safe                      | Safe                      | Safe                      | Safe                      | Safe                      | Safe                      | Safe                      | Safe                      | Safe                      | Safe                      | Safe                      | Safe                      | Safe                      | Safe                      | Safe                      | Safe                      | Safe                      | Safe                      | Safe                      | Safe                      | Safe                      | Safe                      | Safe                      | Safe                      | Safe                      | Safe                      | Safe                      | Safe                      | Safe                      | Safe                      | Safe                      | Safe                      | Safe                      | Safe                      | Safe                      | Safe                      | Safe                      | Safe                      | Safe                      | Safe                      | Safe                      | Safe                      | Safe                      | Safe                      | Safe                      | Safe                      | Safe                      | Safe                      | Safe                      | Safe                      | Safe                      | Safe                      | Safe                      | Safe                      | Safe                      | Safe                      | Safe                      | Safe                      | Safe                      | Safe                      | Safe                      | Safe                      | Safe                      | Safe                      | Safe                      | Safe                      | Safe                      | Safe                      | Safe                      | Safe                      | Safe                      | Safe                      | Safe                      | Safe                      | Safe                      | Safe                      | Safe                      | Safe                      | Safe                      | Safe                      | Safe                      | Safe                      | Safe                      | Safe                      | Safe                      | Safe                      | Safe                      | Safe                      | Safe                      |
| Top 10          | Top 10          | Top 10          | Top 10          | Top 10          | Top 10          | Top 10          | Top 10          | Top 10          | Top 10          | Top 10          | Top 10          | Top 10          | Top 10          | Top 10          | Top 10          | Top 10          | Top 10          | Top 10          | Top 10          | Top 10          | Top 10          | Top 10          | Top 10          | Top 10          | Top 10          | Top 10          | Top 10          | Top 10          | Top 10          | Top 10          | Top 10          | Top 10          | Top 10          | Top 10          | Top 10          | Top 10          | Top 10          | Top 10          | Top 10          | Top 10          | Top 10          | Top 10          | Top 10          | Top 10          | Top 10          | Top 10          | Top 10          | Top 10          | Top 10          | Top 10          | Top 10          | Top 10          | Top 10          | Top 10          | Top 10          | Top 10          | Top 10          | Top 10          | Top 10          | Top 10          | Top 10          | Top 10          | Top 10          | Top 10          | Top 10          | Top 10          | Top 10          | Top 10          | Top 10          | Top 10          | Top 10          | Top 10          | Top 10          | Top 10          | Top 10          | Top 10          | Top 10          | Top 10          | Top 10          | Top 10          | Top 10          | Top 10          | Top 10          | Top 10          | Top 10          | Top 10          | Top 10          | Top 10          | Top 10          | Top 10          | Top 10          | Top 10          | Top 10          | Top 10          | Top 10          | Top 10          | Top 10          | Top 10          | Top 10          | Top 10          | Top 10          | Top 10          | Top 10          | Top 10          | Top 10          | Top 10          | Top 10          | Top 10          | Top 10          | No Doubt/Artists who inspire Gwen Stefani                          | No Doubt/Artists who inspire Gwen Stefani                          | No Doubt/Artists who inspire Gwen Stefani                          | No Doubt/Artists who inspire Gwen Stefani                          | No Doubt/Artists who inspire Gwen Stefani                          | No Doubt/Artists who inspire Gwen Stefani                          | No Doubt/Artists who inspire Gwen Stefani                          | No Doubt/Artists who inspire Gwen Stefani                          | No Doubt/Artists who inspire Gwen Stefani                          | No Doubt/Artists who inspire Gwen Stefani                          | No Doubt/Artists who inspire Gwen Stefani                          | No Doubt/Artists who inspire Gwen Stefani                          | No Doubt/Artists who inspire Gwen Stefani                          | No Doubt/Artists who inspire Gwen Stefani                          | No Doubt/Artists who inspire Gwen Stefani                          | No Doubt/Artists who inspire Gwen Stefani                          | No Doubt/Artists who inspire Gwen Stefani                          | No Doubt/Artists who inspire Gwen Stefani                          | No Doubt/Artists who inspire Gwen Stefani                          | No Doubt/Artists who inspire Gwen Stefani                          | No Doubt/Artists who inspire Gwen Stefani                          | No Doubt/Artists who inspire Gwen Stefani                          | No Doubt/Artists who inspire Gwen Stefani                          | No Doubt/Artists who inspire Gwen Stefani                          | No Doubt/Artists who inspire Gwen Stefani                          | No Doubt/Artists who inspire Gwen Stefani                          | No Doubt/Artists who inspire Gwen Stefani                          | No Doubt/Artists who inspire Gwen Stefani                          | No Doubt/Artists who inspire Gwen Stefani                          | No Doubt/Artists who inspire Gwen Stefani                          | No Doubt/Artists who inspire Gwen Stefani                          | No Doubt/Artists who inspire Gwen Stefani                          | No Doubt/Artists who inspire Gwen Stefani                          | No Doubt/Artists who inspire Gwen Stefani                          | No Doubt/Artists who inspire Gwen Stefani                          | No Doubt/Artists who inspire Gwen Stefani                          | No Doubt/Artists who inspire Gwen Stefani                          | No Doubt/Artists who inspire Gwen Stefani                          | No Doubt/Artists who inspire Gwen Stefani                          | No Doubt/Artists who inspire Gwen Stefani                          | No Doubt/Artists who inspire Gwen Stefani                          | No Doubt/Artists who inspire Gwen Stefani                          | No Doubt/Artists who inspire Gwen Stefani                          | No Doubt/Artists who inspire Gwen Stefani                          | No Doubt/Artists who inspire Gwen Stefani                          | No Doubt/Artists who inspire Gwen Stefani                          | No Doubt/Artists who inspire Gwen Stefani                          | No Doubt/Artists who inspire Gwen Stefani                          | No Doubt/Artists who inspire Gwen Stefani                          | No Doubt/Artists who inspire Gwen Stefani                          | No Doubt/Artists who inspire Gwen Stefani                          | No Doubt/Artists who inspire Gwen Stefani                          | No Doubt/Artists who inspire Gwen Stefani                          | No Doubt/Artists who inspire Gwen Stefani                          | No Doubt/Artists who inspire Gwen Stefani                          | No Doubt/Artists who inspire Gwen Stefani                          | No Doubt/Artists who inspire Gwen Stefani                          | No Doubt/Artists who inspire Gwen Stefani                          | No Doubt/Artists who inspire Gwen Stefani                          | No Doubt/Artists who inspire Gwen Stefani                          | No Doubt/Artists who inspire Gwen Stefani                          | No Doubt/Artists who inspire Gwen Stefani                          | No Doubt/Artists who inspire Gwen Stefani                          | No Doubt/Artists who inspire Gwen Stefani                          | No Doubt/Artists who inspire Gwen Stefani                          | No Doubt/Artists who inspire Gwen Stefani                          | No Doubt/Artists who inspire Gwen Stefani                          | No Doubt/Artists who inspire Gwen Stefani                          | No Doubt/Artists who inspire Gwen Stefani                          | No Doubt/Artists who inspire Gwen Stefani                          | No Doubt/Artists who inspire Gwen Stefani                          | No Doubt/Artists who inspire Gwen Stefani                          | No Doubt/Artists who inspire Gwen Stefani                          | No Doubt/Artists who inspire Gwen Stefani                          | No Doubt/Artists who inspire Gwen Stefani                          | No Doubt/Artists who inspire Gwen Stefani                          | No Doubt/Artists who inspire Gwen Stefani                          | No Doubt/Artists who inspire Gwen Stefani                          | No Doubt/Artists who inspire Gwen Stefani                          | No Doubt/Artists who inspire Gwen Stefani                          | No Doubt/Artists who inspire Gwen Stefani                          | No Doubt/Artists who inspire Gwen Stefani                          | No Doubt/Artists who inspire Gwen Stefani                          | No Doubt/Artists who inspire Gwen Stefani                          | No Doubt/Artists who inspire Gwen Stefani                          | No Doubt/Artists who inspire Gwen Stefani                          | No Doubt/Artists who inspire Gwen Stefani                          | No Doubt/Artists who inspire Gwen Stefani                          | No Doubt/Artists who inspire Gwen Stefani                          | No Doubt/Artists who inspire Gwen Stefani                          | No Doubt/Artists who inspire Gwen Stefani                          | No Doubt/Artists who inspire Gwen Stefani                          | No Doubt/Artists who inspire Gwen Stefani                          | No Doubt/Artists who inspire Gwen Stefani                          | No Doubt/Artists who inspire Gwen Stefani                          | No Doubt/Artists who inspire Gwen Stefani                          | No Doubt/Artists who inspire Gwen Stefani                          | No Doubt/Artists who inspire Gwen Stefani                          | No Doubt/Artists who inspire Gwen Stefani                          | No Doubt/Artists who inspire Gwen Stefani                          | No Doubt/Artists who inspire Gwen Stefani                          | No Doubt/Artists who inspire Gwen Stefani                          | No Doubt/Artists who inspire Gwen Stefani                          | No Doubt/Artists who inspire Gwen Stefani                          | No Doubt/Artists who inspire Gwen Stefani                          | No Doubt/Artists who inspire Gwen Stefani                          | No Doubt/Artists who inspire Gwen Stefani                          | No Doubt/Artists who inspire Gwen Stefani                          | No Doubt/Artists who inspire Gwen Stefani                          | No Doubt/Artists who inspire Gwen Stefani                          | "Lovesong"                                                     | "Lovesong"                                                     | "Lovesong"                                                     | "Lovesong"                                                     | "Lovesong"                                                     | "Lovesong"                                                     | "Lovesong"                                                     | "Lovesong"                                                     | "Lovesong"                                                     | "Lovesong"                                                     | "Lovesong"                                                     | "Lovesong"                                                     | "Lovesong"                                                     | "Lovesong"                                                     | "Lovesong"                                                     | "Lovesong"                                                     | "Lovesong"                                                     | "Lovesong"                                                     | "Lovesong"                                                     | "Lovesong"                                                     | "Lovesong"                                                     | "Lovesong"                                                     | "Lovesong"                                                     | "Lovesong"                                                     | "Lovesong"                                                     | "Lovesong"                                                     | "Lovesong"                                                     | "Lovesong"                                                     | "Lovesong"                                                     | "Lovesong"                                                     | "Lovesong"                                                     | "Lovesong"                                                     | "Lovesong"                                                     | "Lovesong"                                                     | "Lovesong"                                                     | "Lovesong"                                                     | "Lovesong"                                                     | "Lovesong"                                                     | "Lovesong"                                                     | "Lovesong"                                                     | "Lovesong"                                                     | "Lovesong"                                                     | "Lovesong"                                                     | "Lovesong"                                                     | "Lovesong"                                                     | "Lovesong"                                                     | "Lovesong"                                                     | "Lovesong"                                                     | "Lovesong"                                                     | "Lovesong"                                                     | "Lovesong"                                                     | "Lovesong"                                                     | "Lovesong"                                                     | "Lovesong"                                                     | "Lovesong"                                                     | "Lovesong"                                                     | "Lovesong"                                                     | "Lovesong"                                                     | "Lovesong"                                                     | "Lovesong"                                                     | "Lovesong"                                                     | "Lovesong"                                                     | "Lovesong"                                                     | "Lovesong"                                                     | "Lovesong"                                                     | "Lovesong"                                                     | "Lovesong"                                                     | "Lovesong"                                                     | "Lovesong"                                                     | "Lovesong"                                                     | "Lovesong"                                                     | "Lovesong"                                                     | "Lovesong"                                                     | "Lovesong"                                                     | "Lovesong"                                                     | "Lovesong"                                                     | "Lovesong"                                                     | "Lovesong"                                                     | "Lovesong"                                                     | "Lovesong"                                                     | "Lovesong"                                                     | "Lovesong"                                                     | "Lovesong"                                                     | "Lovesong"                                                     | "Lovesong"                                                     | "Lovesong"                                                     | "Lovesong"                                                     | "Lovesong"                                                     | "Lovesong"                                                     | "Lovesong"                                                     | "Lovesong"                                                     | "Lovesong"                                                     | "Lovesong"                                                     | "Lovesong"                                                     | "Lovesong"                                                     | "Lovesong"                                                     | "Lovesong"                                                     | "Lovesong"                                                     | "Lovesong"                                                     | "Lovesong"                                                     | "Lovesong"                                                     | "Lovesong"                                                     | "Lovesong"                                                     | "Lovesong"                                                     | "Lovesong"                                                     | "Lovesong"                                                     | "Lovesong"                                                     | "Lovesong"                                                     | "Lovesong"                                                     | "Lovesong"                                                     | The Cure                         | The Cure                         | The Cure                         | The Cure                         | The Cure                         | The Cure                         | The Cure                         | The Cure                         | The Cure                         | The Cure                         | The Cure                         | The Cure                         | The Cure                         | The Cure                         | The Cure                         | The Cure                         | The Cure                         | The Cure                         | The Cure                         | The Cure                         | The Cure                         | The Cure                         | The Cure                         | The Cure                         | The Cure                         | The Cure                         | The Cure                         | The Cure                         | The Cure                         | The Cure                         | The Cure                         | The Cure                         | The Cure                         | The Cure                         | The Cure                         | The Cure                         | The Cure                         | The Cure                         | The Cure                         | The Cure                         | The Cure                         | The Cure                         | The Cure                         | The Cure                         | The Cure                         | The Cure                         | The Cure                         | The Cure                         | The Cure                         | The Cure                         | The Cure                         | The Cure                         | The Cure                         | The Cure                         | The Cure                         | The Cure                         | The Cure                         | The Cure                         | The Cure                         | The Cure                         | The Cure                         | The Cure                         | The Cure                         | The Cure                         | The Cure                         | The Cure                         | The Cure                         | The Cure                         | The Cure                         | The Cure                         | The Cure                         | The Cure                         | The Cure                         | The Cure                         | The Cure                         | The Cure                         | The Cure                         | The Cure                         | The Cure                         | The Cure                         | The Cure                         | The Cure                         | The Cure                         | The Cure                         | The Cure                         | The Cure                         | The Cure                         | The Cure                         | The Cure                         | The Cure                         | The Cure                         | The Cure                         | The Cure                         | The Cure                         | The Cure                         | The Cure                         | The Cure                         | The Cure                         | The Cure                         | The Cure                         | The Cure                         | The Cure                         | The Cure                         | The Cure                         | The Cure                         | The Cure                         | The Cure                         | The Cure                         | The Cure                         | The Cure                         | 8       | 8       | 8       | 8       | 8       | 8       | 8       | 8       | 8       | 8       | 8       | 8       | 8       | 8       | 8       | 8       | 8       | 8       | 8       | 8       | 8       | 8       | 8       | 8       | 8       | 8       | 8       | 8       | 8       | 8       | 8       | 8       | 8       | 8       | 8       | 8       | 8       | 8       | 8       | 8       | 8       | 8       | 8       | 8       | 8       | 8       | 8       | 8       | 8       | 8       | 8       | 8       | 8       | 8       | 8       | 8       | 8       | 8       | 8       | 8       | 8       | 8       | 8       | 8       | 8       | 8       | 8       | 8       | 8       | 8       | 8       | 8       | 8       | 8       | 8       | 8       | 8       | 8       | 8       | 8       | 8       | 8       | 8       | 8       | 8       | 8       | 8       | 8       | 8       | 8       | 8       | 8       | 8       | 8       | 8       | 8       | 8       | 8       | 8       | 8       | 8       | 8       | 8       | 8       | 8       | 8       | 8       | 8       | 8       | 8       | Safe                      | Safe                      | Safe                      | Safe                      | Safe                      | Safe                      | Safe                      | Safe                      | Safe                      | Safe                      | Safe                      | Safe                      | Safe                      | Safe                      | Safe                      | Safe                      | Safe                      | Safe                      | Safe                      | Safe                      | Safe                      | Safe                      | Safe                      | Safe                      | Safe                      | Safe                      | Safe                      | Safe                      | Safe                      | Safe                      | Safe                      | Safe                      | Safe                      | Safe                      | Safe                      | Safe                      | Safe                      | Safe                      | Safe                      | Safe                      | Safe                      | Safe                      | Safe                      | Safe                      | Safe                      | Safe                      | Safe                      | Safe                      | Safe                      | Safe                      | Safe                      | Safe                      | Safe                      | Safe                      | Safe                      | Safe                      | Safe                      | Safe                      | Safe                      | Safe                      | Safe                      | Safe                      | Safe                      | Safe                      | Safe                      | Safe                      | Safe                      | Safe                      | Safe                      | Safe                      | Safe                      | Safe                      | Safe                      | Safe                      | Safe                      | Safe                      | Safe                      | Safe                      | Safe                      | Safe                      | Safe                      | Safe                      | Safe                      | Safe                      | Safe                      | Safe                      | Safe                      | Safe                      | Safe                      | Safe                      | Safe                      | Safe                      | Safe                      | Safe                      | Safe                      | Safe                      | Safe                      | Safe                      | Safe                      | Safe                      | Safe                      | Safe                      | Safe                      | Safe                      | Safe                      | Safe                      | Safe                      | Safe                      | Safe                      | Safe                      |
| Top 9           | Top 9           | Top 9           | Top 9           | Top 9           | Top 9           | Top 9           | Top 9           | Top 9           | Top 9           | Top 9           | Top 9           | Top 9           | Top 9           | Top 9           | Top 9           | Top 9           | Top 9           | Top 9           | Top 9           | Top 9           | Top 9           | Top 9           | Top 9           | Top 9           | Top 9           | Top 9           | Top 9           | Top 9           | Top 9           | Top 9           | Top 9           | Top 9           | Top 9           | Top 9           | Top 9           | Top 9           | Top 9           | Top 9           | Top 9           | Top 9           | Top 9           | Top 9           | Top 9           | Top 9           | Top 9           | Top 9           | Top 9           | Top 9           | Top 9           | Top 9           | Top 9           | Top 9           | Top 9           | Top 9           | Top 9           | Top 9           | Top 9           | Top 9           | Top 9           | Top 9           | Top 9           | Top 9           | Top 9           | Top 9           | Top 9           | Top 9           | Top 9           | Top 9           | Top 9           | Top 9           | Top 9           | Top 9           | Top 9           | Top 9           | Top 9           | Top 9           | Top 9           | Top 9           | Top 9           | Top 9           | Top 9           | Top 9           | Top 9           | Top 9           | Top 9           | Top 9           | Top 9           | Top 9           | Top 9           | Top 9           | Top 9           | Top 9           | Top 9           | Top 9           | Top 9           | Top 9           | Top 9           | Top 9           | Top 9           | Top 9           | Top 9           | Top 9           | Top 9           | Top 9           | Top 9           | Top 9           | Top 9           | Top 9           | Top 9           | American Classics                                                  | American Classics                                                  | American Classics                                                  | American Classics                                                  | American Classics                                                  | American Classics                                                  | American Classics                                                  | American Classics                                                  | American Classics                                                  | American Classics                                                  | American Classics                                                  | American Classics                                                  | American Classics                                                  | American Classics                                                  | American Classics                                                  | American Classics                                                  | American Classics                                                  | American Classics                                                  | American Classics                                                  | American Classics                                                  | American Classics                                                  | American Classics                                                  | American Classics                                                  | American Classics                                                  | American Classics                                                  | American Classics                                                  | American Classics                                                  | American Classics                                                  | American Classics                                                  | American Classics                                                  | American Classics                                                  | American Classics                                                  | American Classics                                                  | American Classics                                                  | American Classics                                                  | American Classics                                                  | American Classics                                                  | American Classics                                                  | American Classics                                                  | American Classics                                                  | American Classics                                                  | American Classics                                                  | American Classics                                                  | American Classics                                                  | American Classics                                                  | American Classics                                                  | American Classics                                                  | American Classics                                                  | American Classics                                                  | American Classics                                                  | American Classics                                                  | American Classics                                                  | American Classics                                                  | American Classics                                                  | American Classics                                                  | American Classics                                                  | American Classics                                                  | American Classics                                                  | American Classics                                                  | American Classics                                                  | American Classics                                                  | American Classics                                                  | American Classics                                                  | American Classics                                                  | American Classics                                                  | American Classics                                                  | American Classics                                                  | American Classics                                                  | American Classics                                                  | American Classics                                                  | American Classics                                                  | American Classics                                                  | American Classics                                                  | American Classics                                                  | American Classics                                                  | American Classics                                                  | American Classics                                                  | American Classics                                                  | American Classics                                                  | American Classics                                                  | American Classics                                                  | American Classics                                                  | American Classics                                                  | American Classics                                                  | American Classics                                                  | American Classics                                                  | American Classics                                                  | American Classics                                                  | American Classics                                                  | American Classics                                                  | American Classics                                                  | American Classics                                                  | American Classics                                                  | American Classics                                                  | American Classics                                                  | American Classics                                                  | American Classics                                                  | American Classics                                                  | American Classics                                                  | American Classics                                                  | American Classics                                                  | American Classics                                                  | American Classics                                                  | American Classics                                                  | American Classics                                                  | American Classics                                                  | American Classics                                                  | American Classics                                                  | American Classics                                                  | American Classics                                                  | "Mack the Knife"                                               | "Mack the Knife"                                               | "Mack the Knife"                                               | "Mack the Knife"                                               | "Mack the Knife"                                               | "Mack the Knife"                                               | "Mack the Knife"                                               | "Mack the Knife"                                               | "Mack the Knife"                                               | "Mack the Knife"                                               | "Mack the Knife"                                               | "Mack the Knife"                                               | "Mack the Knife"                                               | "Mack the Knife"                                               | "Mack the Knife"                                               | "Mack the Knife"                                               | "Mack the Knife"                                               | "Mack the Knife"                                               | "Mack the Knife"                                               | "Mack the Knife"                                               | "Mack the Knife"                                               | "Mack the Knife"                                               | "Mack the Knife"                                               | "Mack the Knife"                                               | "Mack the Knife"                                               | "Mack the Knife"                                               | "Mack the Knife"                                               | "Mack the Knife"                                               | "Mack the Knife"                                               | "Mack the Knife"                                               | "Mack the Knife"                                               | "Mack the Knife"                                               | "Mack the Knife"                                               | "Mack the Knife"                                               | "Mack the Knife"                                               | "Mack the Knife"                                               | "Mack the Knife"                                               | "Mack the Knife"                                               | "Mack the Knife"                                               | "Mack the Knife"                                               | "Mack the Knife"                                               | "Mack the Knife"                                               | "Mack the Knife"                                               | "Mack the Knife"                                               | "Mack the Knife"                                               | "Mack the Knife"                                               | "Mack the Knife"                                               | "Mack the Knife"                                               | "Mack the Knife"                                               | "Mack the Knife"                                               | "Mack the Knife"                                               | "Mack the Knife"                                               | "Mack the Knife"                                               | "Mack the Knife"                                               | "Mack the Knife"                                               | "Mack the Knife"                                               | "Mack the Knife"                                               | "Mack the Knife"                                               | "Mack the Knife"                                               | "Mack the Knife"                                               | "Mack the Knife"                                               | "Mack the Knife"                                               | "Mack the Knife"                                               | "Mack the Knife"                                               | "Mack the Knife"                                               | "Mack the Knife"                                               | "Mack the Knife"                                               | "Mack the Knife"                                               | "Mack the Knife"                                               | "Mack the Knife"                                               | "Mack the Knife"                                               | "Mack the Knife"                                               | "Mack the Knife"                                               | "Mack the Knife"                                               | "Mack the Knife"                                               | "Mack the Knife"                                               | "Mack the Knife"                                               | "Mack the Knife"                                               | "Mack the Knife"                                               | "Mack the Knife"                                               | "Mack the Knife"                                               | "Mack the Knife"                                               | "Mack the Knife"                                               | "Mack the Knife"                                               | "Mack the Knife"                                               | "Mack the Knife"                                               | "Mack the Knife"                                               | "Mack the Knife"                                               | "Mack the Knife"                                               | "Mack the Knife"                                               | "Mack the Knife"                                               | "Mack the Knife"                                               | "Mack the Knife"                                               | "Mack the Knife"                                               | "Mack the Knife"                                               | "Mack the Knife"                                               | "Mack the Knife"                                               | "Mack the Knife"                                               | "Mack the Knife"                                               | "Mack the Knife"                                               | "Mack the Knife"                                               | "Mack the Knife"                                               | "Mack the Knife"                                               | "Mack the Knife"                                               | "Mack the Knife"                                               | "Mack the Knife"                                               | "Mack the Knife"                                               | "Mack the Knife"                                               | "Mack the Knife"                                               | "Mack the Knife"                                               | Bobby Darin                      | Bobby Darin                      | Bobby Darin                      | Bobby Darin                      | Bobby Darin                      | Bobby Darin                      | Bobby Darin                      | Bobby Darin                      | Bobby Darin                      | Bobby Darin                      | Bobby Darin                      | Bobby Darin                      | Bobby Darin                      | Bobby Darin                      | Bobby Darin                      | Bobby Darin                      | Bobby Darin                      | Bobby Darin                      | Bobby Darin                      | Bobby Darin                      | Bobby Darin                      | Bobby Darin                      | Bobby Darin                      | Bobby Darin                      | Bobby Darin                      | Bobby Darin                      | Bobby Darin                      | Bobby Darin                      | Bobby Darin                      | Bobby Darin                      | Bobby Darin                      | Bobby Darin                      | Bobby Darin                      | Bobby Darin                      | Bobby Darin                      | Bobby Darin                      | Bobby Darin                      | Bobby Darin                      | Bobby Darin                      | Bobby Darin                      | Bobby Darin                      | Bobby Darin                      | Bobby Darin                      | Bobby Darin                      | Bobby Darin                      | Bobby Darin                      | Bobby Darin                      | Bobby Darin                      | Bobby Darin                      | Bobby Darin                      | Bobby Darin                      | Bobby Darin                      | Bobby Darin                      | Bobby Darin                      | Bobby Darin                      | Bobby Darin                      | Bobby Darin                      | Bobby Darin                      | Bobby Darin                      | Bobby Darin                      | Bobby Darin                      | Bobby Darin                      | Bobby Darin                      | Bobby Darin                      | Bobby Darin                      | Bobby Darin                      | Bobby Darin                      | Bobby Darin                      | Bobby Darin                      | Bobby Darin                      | Bobby Darin                      | Bobby Darin                      | Bobby Darin                      | Bobby Darin                      | Bobby Darin                      | Bobby Darin                      | Bobby Darin                      | Bobby Darin                      | Bobby Darin                      | Bobby Darin                      | Bobby Darin                      | Bobby Darin                      | Bobby Darin                      | Bobby Darin                      | Bobby Darin                      | Bobby Darin                      | Bobby Darin                      | Bobby Darin                      | Bobby Darin                      | Bobby Darin                      | Bobby Darin                      | Bobby Darin                      | Bobby Darin                      | Bobby Darin                      | Bobby Darin                      | Bobby Darin                      | Bobby Darin                      | Bobby Darin                      | Bobby Darin                      | Bobby Darin                      | Bobby Darin                      | Bobby Darin                      | Bobby Darin                      | Bobby Darin                      | Bobby Darin                      | Bobby Darin                      | Bobby Darin                      | Bobby Darin                      | Bobby Darin                      | Bobby Darin                      | 1       | 1       | 1       | 1       | 1       | 1       | 1       | 1       | 1       | 1       | 1       | 1       | 1       | 1       | 1       | 1       | 1       | 1       | 1       | 1       | 1       | 1       | 1       | 1       | 1       | 1       | 1       | 1       | 1       | 1       | 1       | 1       | 1       | 1       | 1       | 1       | 1       | 1       | 1       | 1       | 1       | 1       | 1       | 1       | 1       | 1       | 1       | 1       | 1       | 1       | 1       | 1       | 1       | 1       | 1       | 1       | 1       | 1       | 1       | 1       | 1       | 1       | 1       | 1       | 1       | 1       | 1       | 1       | 1       | 1       | 1       | 1       | 1       | 1       | 1       | 1       | 1       | 1       | 1       | 1       | 1       | 1       | 1       | 1       | 1       | 1       | 1       | 1       | 1       | 1       | 1       | 1       | 1       | 1       | 1       | 1       | 1       | 1       | 1       | 1       | 1       | 1       | 1       | 1       | 1       | 1       | 1       | 1       | 1       | 1       | Safe                      | Safe                      | Safe                      | Safe                      | Safe                      | Safe                      | Safe                      | Safe                      | Safe                      | Safe                      | Safe                      | Safe                      | Safe                      | Safe                      | Safe                      | Safe                      | Safe                      | Safe                      | Safe                      | Safe                      | Safe                      | Safe                      | Safe                      | Safe                      | Safe                      | Safe                      | Safe                      | Safe                      | Safe                      | Safe                      | Safe                      | Safe                      | Safe                      | Safe                      | Safe                      | Safe                      | Safe                      | Safe                      | Safe                      | Safe                      | Safe                      | Safe                      | Safe                      | Safe                      | Safe                      | Safe                      | Safe                      | Safe                      | Safe                      | Safe                      | Safe                      | Safe                      | Safe                      | Safe                      | Safe                      | Safe                      | Safe                      | Safe                      | Safe                      | Safe                      | Safe                      | Safe                      | Safe                      | Safe                      | Safe                      | Safe                      | Safe                      | Safe                      | Safe                      | Safe                      | Safe                      | Safe                      | Safe                      | Safe                      | Safe                      | Safe                      | Safe                      | Safe                      | Safe                      | Safe                      | Safe                      | Safe                      | Safe                      | Safe                      | Safe                      | Safe                      | Safe                      | Safe                      | Safe                      | Safe                      | Safe                      | Safe                      | Safe                      | Safe                      | Safe                      | Safe                      | Safe                      | Safe                      | Safe                      | Safe                      | Safe                      | Safe                      | Safe                      | Safe                      | Safe                      | Safe                      | Safe                      | Safe                      | Safe                      | Safe                      |
| Top 8           | Top 8           | Top 8           | Top 8           | Top 8           | Top 8           | Top 8           | Top 8           | Top 8           | Top 8           | Top 8           | Top 8           | Top 8           | Top 8           | Top 8           | Top 8           | Top 8           | Top 8           | Top 8           | Top 8           | Top 8           | Top 8           | Top 8           | Top 8           | Top 8           | Top 8           | Top 8           | Top 8           | Top 8           | Top 8           | Top 8           | Top 8           | Top 8           | Top 8           | Top 8           | Top 8           | Top 8           | Top 8           | Top 8           | Top 8           | Top 8           | Top 8           | Top 8           | Top 8           | Top 8           | Top 8           | Top 8           | Top 8           | Top 8           | Top 8           | Top 8           | Top 8           | Top 8           | Top 8           | Top 8           | Top 8           | Top 8           | Top 8           | Top 8           | Top 8           | Top 8           | Top 8           | Top 8           | Top 8           | Top 8           | Top 8           | Top 8           | Top 8           | Top 8           | Top 8           | Top 8           | Top 8           | Top 8           | Top 8           | Top 8           | Top 8           | Top 8           | Top 8           | Top 8           | Top 8           | Top 8           | Top 8           | Top 8           | Top 8           | Top 8           | Top 8           | Top 8           | Top 8           | Top 8           | Top 8           | Top 8           | Top 8           | Top 8           | Top 8           | Top 8           | Top 8           | Top 8           | Top 8           | Top 8           | Top 8           | Top 8           | Top 8           | Top 8           | Top 8           | Top 8           | Top 8           | Top 8           | Top 8           | Top 8           | Top 8           | Latin                                                              | Latin                                                              | Latin                                                              | Latin                                                              | Latin                                                              | Latin                                                              | Latin                                                              | Latin                                                              | Latin                                                              | Latin                                                              | Latin                                                              | Latin                                                              | Latin                                                              | Latin                                                              | Latin                                                              | Latin                                                              | Latin                                                              | Latin                                                              | Latin                                                              | Latin                                                              | Latin                                                              | Latin                                                              | Latin                                                              | Latin                                                              | Latin                                                              | Latin                                                              | Latin                                                              | Latin                                                              | Latin                                                              | Latin                                                              | Latin                                                              | Latin                                                              | Latin                                                              | Latin                                                              | Latin                                                              | Latin                                                              | Latin                                                              | Latin                                                              | Latin                                                              | Latin                                                              | Latin                                                              | Latin                                                              | Latin                                                              | Latin                                                              | Latin                                                              | Latin                                                              | Latin                                                              | Latin                                                              | Latin                                                              | Latin                                                              | Latin                                                              | Latin                                                              | Latin                                                              | Latin                                                              | Latin                                                              | Latin                                                              | Latin                                                              | Latin                                                              | Latin                                                              | Latin                                                              | Latin                                                              | Latin                                                              | Latin                                                              | Latin                                                              | Latin                                                              | Latin                                                              | Latin                                                              | Latin                                                              | Latin                                                              | Latin                                                              | Latin                                                              | Latin                                                              | Latin                                                              | Latin                                                              | Latin                                                              | Latin                                                              | Latin                                                              | Latin                                                              | Latin                                                              | Latin                                                              | Latin                                                              | Latin                                                              | Latin                                                              | Latin                                                              | Latin                                                              | Latin                                                              | Latin                                                              | Latin                                                              | Latin                                                              | Latin                                                              | Latin                                                              | Latin                                                              | Latin                                                              | Latin                                                              | Latin                                                              | Latin                                                              | Latin                                                              | Latin                                                              | Latin                                                              | Latin                                                              | Latin                                                              | Latin                                                              | Latin                                                              | Latin                                                              | Latin                                                              | Latin                                                              | Latin                                                              | Latin                                                              | Latin                                                              | Latin                                                              | "I Need to Know"                                               | "I Need to Know"                                               | "I Need to Know"                                               | "I Need to Know"                                               | "I Need to Know"                                               | "I Need to Know"                                               | "I Need to Know"                                               | "I Need to Know"                                               | "I Need to Know"                                               | "I Need to Know"                                               | "I Need to Know"                                               | "I Need to Know"                                               | "I Need to Know"                                               | "I Need to Know"                                               | "I Need to Know"                                               | "I Need to Know"                                               | "I Need to Know"                                               | "I Need to Know"                                               | "I Need to Know"                                               | "I Need to Know"                                               | "I Need to Know"                                               | "I Need to Know"                                               | "I Need to Know"                                               | "I Need to Know"                                               | "I Need to Know"                                               | "I Need to Know"                                               | "I Need to Know"                                               | "I Need to Know"                                               | "I Need to Know"                                               | "I Need to Know"                                               | "I Need to Know"                                               | "I Need to Know"                                               | "I Need to Know"                                               | "I Need to Know"                                               | "I Need to Know"                                               | "I Need to Know"                                               | "I Need to Know"                                               | "I Need to Know"                                               | "I Need to Know"                                               | "I Need to Know"                                               | "I Need to Know"                                               | "I Need to Know"                                               | "I Need to Know"                                               | "I Need to Know"                                               | "I Need to Know"                                               | "I Need to Know"                                               | "I Need to Know"                                               | "I Need to Know"                                               | "I Need to Know"                                               | "I Need to Know"                                               | "I Need to Know"                                               | "I Need to Know"                                               | "I Need to Know"                                               | "I Need to Know"                                               | "I Need to Know"                                               | "I Need to Know"                                               | "I Need to Know"                                               | "I Need to Know"                                               | "I Need to Know"                                               | "I Need to Know"                                               | "I Need to Know"                                               | "I Need to Know"                                               | "I Need to Know"                                               | "I Need to Know"                                               | "I Need to Know"                                               | "I Need to Know"                                               | "I Need to Know"                                               | "I Need to Know"                                               | "I Need to Know"                                               | "I Need to Know"                                               | "I Need to Know"                                               | "I Need to Know"                                               | "I Need to Know"                                               | "I Need to Know"                                               | "I Need to Know"                                               | "I Need to Know"                                               | "I Need to Know"                                               | "I Need to Know"                                               | "I Need to Know"                                               | "I Need to Know"                                               | "I Need to Know"                                               | "I Need to Know"                                               | "I Need to Know"                                               | "I Need to Know"                                               | "I Need to Know"                                               | "I Need to Know"                                               | "I Need to Know"                                               | "I Need to Know"                                               | "I Need to Know"                                               | "I Need to Know"                                               | "I Need to Know"                                               | "I Need to Know"                                               | "I Need to Know"                                               | "I Need to Know"                                               | "I Need to Know"                                               | "I Need to Know"                                               | "I Need to Know"                                               | "I Need to Know"                                               | "I Need to Know"                                               | "I Need to Know"                                               | "I Need to Know"                                               | "I Need to Know"                                               | "I Need to Know"                                               | "I Need to Know"                                               | "I Need to Know"                                               | "I Need to Know"                                               | "I Need to Know"                                               | "I Need to Know"                                               | "I Need to Know"                                               | "I Need to Know"                                               | Marc Anthony                     | Marc Anthony                     | Marc Anthony                     | Marc Anthony                     | Marc Anthony                     | Marc Anthony                     | Marc Anthony                     | Marc Anthony                     | Marc Anthony                     | Marc Anthony                     | Marc Anthony                     | Marc Anthony                     | Marc Anthony                     | Marc Anthony                     | Marc Anthony                     | Marc Anthony                     | Marc Anthony                     | Marc Anthony                     | Marc Anthony                     | Marc Anthony                     | Marc Anthony                     | Marc Anthony                     | Marc Anthony                     | Marc Anthony                     | Marc Anthony                     | Marc Anthony                     | Marc Anthony                     | Marc Anthony                     | Marc Anthony                     | Marc Anthony                     | Marc Anthony                     | Marc Anthony                     | Marc Anthony                     | Marc Anthony                     | Marc Anthony                     | Marc Anthony                     | Marc Anthony                     | Marc Anthony                     | Marc Anthony                     | Marc Anthony                     | Marc Anthony                     | Marc Anthony                     | Marc Anthony                     | Marc Anthony                     | Marc Anthony                     | Marc Anthony                     | Marc Anthony                     | Marc Anthony                     | Marc Anthony                     | Marc Anthony                     | Marc Anthony                     | Marc Anthony                     | Marc Anthony                     | Marc Anthony                     | Marc Anthony                     | Marc Anthony                     | Marc Anthony                     | Marc Anthony                     | Marc Anthony                     | Marc Anthony                     | Marc Anthony                     | Marc Anthony                     | Marc Anthony                     | Marc Anthony                     | Marc Anthony                     | Marc Anthony                     | Marc Anthony                     | Marc Anthony                     | Marc Anthony                     | Marc Anthony                     | Marc Anthony                     | Marc Anthony                     | Marc Anthony                     | Marc Anthony                     | Marc Anthony                     | Marc Anthony                     | Marc Anthony                     | Marc Anthony                     | Marc Anthony                     | Marc Anthony                     | Marc Anthony                     | Marc Anthony                     | Marc Anthony                     | Marc Anthony                     | Marc Anthony                     | Marc Anthony                     | Marc Anthony                     | Marc Anthony                     | Marc Anthony                     | Marc Anthony                     | Marc Anthony                     | Marc Anthony                     | Marc Anthony                     | Marc Anthony                     | Marc Anthony                     | Marc Anthony                     | Marc Anthony                     | Marc Anthony                     | Marc Anthony                     | Marc Anthony                     | Marc Anthony                     | Marc Anthony                     | Marc Anthony                     | Marc Anthony                     | Marc Anthony                     | Marc Anthony                     | Marc Anthony                     | Marc Anthony                     | Marc Anthony                     | Marc Anthony                     | 7       | 7       | 7       | 7       | 7       | 7       | 7       | 7       | 7       | 7       | 7       | 7       | 7       | 7       | 7       | 7       | 7       | 7       | 7       | 7       | 7       | 7       | 7       | 7       | 7       | 7       | 7       | 7       | 7       | 7       | 7       | 7       | 7       | 7       | 7       | 7       | 7       | 7       | 7       | 7       | 7       | 7       | 7       | 7       | 7       | 7       | 7       | 7       | 7       | 7       | 7       | 7       | 7       | 7       | 7       | 7       | 7       | 7       | 7       | 7       | 7       | 7       | 7       | 7       | 7       | 7       | 7       | 7       | 7       | 7       | 7       | 7       | 7       | 7       | 7       | 7       | 7       | 7       | 7       | 7       | 7       | 7       | 7       | 7       | 7       | 7       | 7       | 7       | 7       | 7       | 7       | 7       | 7       | 7       | 7       | 7       | 7       | 7       | 7       | 7       | 7       | 7       | 7       | 7       | 7       | 7       | 7       | 7       | 7       | 7       | Safe                      | Safe                      | Safe                      | Safe                      | Safe                      | Safe                      | Safe                      | Safe                      | Safe                      | Safe                      | Safe                      | Safe                      | Safe                      | Safe                      | Safe                      | Safe                      | Safe                      | Safe                      | Safe                      | Safe                      | Safe                      | Safe                      | Safe                      | Safe                      | Safe                      | Safe                      | Safe                      | Safe                      | Safe                      | Safe                      | Safe                      | Safe                      | Safe                      | Safe                      | Safe                      | Safe                      | Safe                      | Safe                      | Safe                      | Safe                      | Safe                      | Safe                      | Safe                      | Safe                      | Safe                      | Safe                      | Safe                      | Safe                      | Safe                      | Safe                      | Safe                      | Safe                      | Safe                      | Safe                      | Safe                      | Safe                      | Safe                      | Safe                      | Safe                      | Safe                      | Safe                      | Safe                      | Safe                      | Safe                      | Safe                      | Safe                      | Safe                      | Safe                      | Safe                      | Safe                      | Safe                      | Safe                      | Safe                      | Safe                      | Safe                      | Safe                      | Safe                      | Safe                      | Safe                      | Safe                      | Safe                      | Safe                      | Safe                      | Safe                      | Safe                      | Safe                      | Safe                      | Safe                      | Safe                      | Safe                      | Safe                      | Safe                      | Safe                      | Safe                      | Safe                      | Safe                      | Safe                      | Safe                      | Safe                      | Safe                      | Safe                      | Safe                      | Safe                      | Safe                      | Safe                      | Safe                      | Safe                      | Safe                      | Safe                      | Safe                      |
| Top 7           | Top 7           | Top 7           | Top 7           | Top 7           | Top 7           | Top 7           | Top 7           | Top 7           | Top 7           | Top 7           | Top 7           | Top 7           | Top 7           | Top 7           | Top 7           | Top 7           | Top 7           | Top 7           | Top 7           | Top 7           | Top 7           | Top 7           | Top 7           | Top 7           | Top 7           | Top 7           | Top 7           | Top 7           | Top 7           | Top 7           | Top 7           | Top 7           | Top 7           | Top 7           | Top 7           | Top 7           | Top 7           | Top 7           | Top 7           | Top 7           | Top 7           | Top 7           | Top 7           | Top 7           | Top 7           | Top 7           | Top 7           | Top 7           | Top 7           | Top 7           | Top 7           | Top 7           | Top 7           | Top 7           | Top 7           | Top 7           | Top 7           | Top 7           | Top 7           | Top 7           | Top 7           | Top 7           | Top 7           | Top 7           | Top 7           | Top 7           | Top 7           | Top 7           | Top 7           | Top 7           | Top 7           | Top 7           | Top 7           | Top 7           | Top 7           | Top 7           | Top 7           | Top 7           | Top 7           | Top 7           | Top 7           | Top 7           | Top 7           | Top 7           | Top 7           | Top 7           | Top 7           | Top 7           | Top 7           | Top 7           | Top 7           | Top 7           | Top 7           | Top 7           | Top 7           | Top 7           | Top 7           | Top 7           | Top 7           | Top 7           | Top 7           | Top 7           | Top 7           | Top 7           | Top 7           | Top 7           | Top 7           | Top 7           | Top 7           | Country                                                            | Country                                                            | Country                                                            | Country                                                            | Country                                                            | Country                                                            | Country                                                            | Country                                                            | Country                                                            | Country                                                            | Country                                                            | Country                                                            | Country                                                            | Country                                                            | Country                                                            | Country                                                            | Country                                                            | Country                                                            | Country                                                            | Country                                                            | Country                                                            | Country                                                            | Country                                                            | Country                                                            | Country                                                            | Country                                                            | Country                                                            | Country                                                            | Country                                                            | Country                                                            | Country                                                            | Country                                                            | Country                                                            | Country                                                            | Country                                                            | Country                                                            | Country                                                            | Country                                                            | Country                                                            | Country                                                            | Country                                                            | Country                                                            | Country                                                            | Country                                                            | Country                                                            | Country                                                            | Country                                                            | Country                                                            | Country                                                            | Country                                                            | Country                                                            | Country                                                            | Country                                                            | Country                                                            | Country                                                            | Country                                                            | Country                                                            | Country                                                            | Country                                                            | Country                                                            | Country                                                            | Country                                                            | Country                                                            | Country                                                            | Country                                                            | Country                                                            | Country                                                            | Country                                                            | Country                                                            | Country                                                            | Country                                                            | Country                                                            | Country                                                            | Country                                                            | Country                                                            | Country                                                            | Country                                                            | Country                                                            | Country                                                            | Country                                                            | Country                                                            | Country                                                            | Country                                                            | Country                                                            | Country                                                            | Country                                                            | Country                                                            | Country                                                            | Country                                                            | Country                                                            | Country                                                            | Country                                                            | Country                                                            | Country                                                            | Country                                                            | Country                                                            | Country                                                            | Country                                                            | Country                                                            | Country                                                            | Country                                                            | Country                                                            | Country                                                            | Country                                                            | Country                                                            | Country                                                            | Country                                                            | Country                                                            | Country                                                            | Country                                                            | "When the Stars Go Blue"                                       | "When the Stars Go Blue"                                       | "When the Stars Go Blue"                                       | "When the Stars Go Blue"                                       | "When the Stars Go Blue"                                       | "When the Stars Go Blue"                                       | "When the Stars Go Blue"                                       | "When the Stars Go Blue"                                       | "When the Stars Go Blue"                                       | "When the Stars Go Blue"                                       | "When the Stars Go Blue"                                       | "When the Stars Go Blue"                                       | "When the Stars Go Blue"                                       | "When the Stars Go Blue"                                       | "When the Stars Go Blue"                                       | "When the Stars Go Blue"                                       | "When the Stars Go Blue"                                       | "When the Stars Go Blue"                                       | "When the Stars Go Blue"                                       | "When the Stars Go Blue"                                       | "When the Stars Go Blue"                                       | "When the Stars Go Blue"                                       | "When the Stars Go Blue"                                       | "When the Stars Go Blue"                                       | "When the Stars Go Blue"                                       | "When the Stars Go Blue"                                       | "When the Stars Go Blue"                                       | "When the Stars Go Blue"                                       | "When the Stars Go Blue"                                       | "When the Stars Go Blue"                                       | "When the Stars Go Blue"                                       | "When the Stars Go Blue"                                       | "When the Stars Go Blue"                                       | "When the Stars Go Blue"                                       | "When the Stars Go Blue"                                       | "When the Stars Go Blue"                                       | "When the Stars Go Blue"                                       | "When the Stars Go Blue"                                       | "When the Stars Go Blue"                                       | "When the Stars Go Blue"                                       | "When the Stars Go Blue"                                       | "When the Stars Go Blue"                                       | "When the Stars Go Blue"                                       | "When the Stars Go Blue"                                       | "When the Stars Go Blue"                                       | "When the Stars Go Blue"                                       | "When the Stars Go Blue"                                       | "When the Stars Go Blue"                                       | "When the Stars Go Blue"                                       | "When the Stars Go Blue"                                       | "When the Stars Go Blue"                                       | "When the Stars Go Blue"                                       | "When the Stars Go Blue"                                       | "When the Stars Go Blue"                                       | "When the Stars Go Blue"                                       | "When the Stars Go Blue"                                       | "When the Stars Go Blue"                                       | "When the Stars Go Blue"                                       | "When the Stars Go Blue"                                       | "When the Stars Go Blue"                                       | "When the Stars Go Blue"                                       | "When the Stars Go Blue"                                       | "When the Stars Go Blue"                                       | "When the Stars Go Blue"                                       | "When the Stars Go Blue"                                       | "When the Stars Go Blue"                                       | "When the Stars Go Blue"                                       | "When the Stars Go Blue"                                       | "When the Stars Go Blue"                                       | "When the Stars Go Blue"                                       | "When the Stars Go Blue"                                       | "When the Stars Go Blue"                                       | "When the Stars Go Blue"                                       | "When the Stars Go Blue"                                       | "When the Stars Go Blue"                                       | "When the Stars Go Blue"                                       | "When the Stars Go Blue"                                       | "When the Stars Go Blue"                                       | "When the Stars Go Blue"                                       | "When the Stars Go Blue"                                       | "When the Stars Go Blue"                                       | "When the Stars Go Blue"                                       | "When the Stars Go Blue"                                       | "When the Stars Go Blue"                                       | "When the Stars Go Blue"                                       | "When the Stars Go Blue"                                       | "When the Stars Go Blue"                                       | "When the Stars Go Blue"                                       | "When the Stars Go Blue"                                       | "When the Stars Go Blue"                                       | "When the Stars Go Blue"                                       | "When the Stars Go Blue"                                       | "When the Stars Go Blue"                                       | "When the Stars Go Blue"                                       | "When the Stars Go Blue"                                       | "When the Stars Go Blue"                                       | "When the Stars Go Blue"                                       | "When the Stars Go Blue"                                       | "When the Stars Go Blue"                                       | "When the Stars Go Blue"                                       | "When the Stars Go Blue"                                       | "When the Stars Go Blue"                                       | "When the Stars Go Blue"                                       | "When the Stars Go Blue"                                       | "When the Stars Go Blue"                                       | "When the Stars Go Blue"                                       | "When the Stars Go Blue"                                       | "When the Stars Go Blue"                                       | "When the Stars Go Blue"                                       | "When the Stars Go Blue"                                       | Ryan Adams                       | Ryan Adams                       | Ryan Adams                       | Ryan Adams                       | Ryan Adams                       | Ryan Adams                       | Ryan Adams                       | Ryan Adams                       | Ryan Adams                       | Ryan Adams                       | Ryan Adams                       | Ryan Adams                       | Ryan Adams                       | Ryan Adams                       | Ryan Adams                       | Ryan Adams                       | Ryan Adams                       | Ryan Adams                       | Ryan Adams                       | Ryan Adams                       | Ryan Adams                       | Ryan Adams                       | Ryan Adams                       | Ryan Adams                       | Ryan Adams                       | Ryan Adams                       | Ryan Adams                       | Ryan Adams                       | Ryan Adams                       | Ryan Adams                       | Ryan Adams                       | Ryan Adams                       | Ryan Adams                       | Ryan Adams                       | Ryan Adams                       | Ryan Adams                       | Ryan Adams                       | Ryan Adams                       | Ryan Adams                       | Ryan Adams                       | Ryan Adams                       | Ryan Adams                       | Ryan Adams                       | Ryan Adams                       | Ryan Adams                       | Ryan Adams                       | Ryan Adams                       | Ryan Adams                       | Ryan Adams                       | Ryan Adams                       | Ryan Adams                       | Ryan Adams                       | Ryan Adams                       | Ryan Adams                       | Ryan Adams                       | Ryan Adams                       | Ryan Adams                       | Ryan Adams                       | Ryan Adams                       | Ryan Adams                       | Ryan Adams                       | Ryan Adams                       | Ryan Adams                       | Ryan Adams                       | Ryan Adams                       | Ryan Adams                       | Ryan Adams                       | Ryan Adams                       | Ryan Adams                       | Ryan Adams                       | Ryan Adams                       | Ryan Adams                       | Ryan Adams                       | Ryan Adams                       | Ryan Adams                       | Ryan Adams                       | Ryan Adams                       | Ryan Adams                       | Ryan Adams                       | Ryan Adams                       | Ryan Adams                       | Ryan Adams                       | Ryan Adams                       | Ryan Adams                       | Ryan Adams                       | Ryan Adams                       | Ryan Adams                       | Ryan Adams                       | Ryan Adams                       | Ryan Adams                       | Ryan Adams                       | Ryan Adams                       | Ryan Adams                       | Ryan Adams                       | Ryan Adams                       | Ryan Adams                       | Ryan Adams                       | Ryan Adams                       | Ryan Adams                       | Ryan Adams                       | Ryan Adams                       | Ryan Adams                       | Ryan Adams                       | Ryan Adams                       | Ryan Adams                       | Ryan Adams                       | Ryan Adams                       | Ryan Adams                       | Ryan Adams                       | Ryan Adams                       | 7       | 7       | 7       | 7       | 7       | 7       | 7       | 7       | 7       | 7       | 7       | 7       | 7       | 7       | 7       | 7       | 7       | 7       | 7       | 7       | 7       | 7       | 7       | 7       | 7       | 7       | 7       | 7       | 7       | 7       | 7       | 7       | 7       | 7       | 7       | 7       | 7       | 7       | 7       | 7       | 7       | 7       | 7       | 7       | 7       | 7       | 7       | 7       | 7       | 7       | 7       | 7       | 7       | 7       | 7       | 7       | 7       | 7       | 7       | 7       | 7       | 7       | 7       | 7       | 7       | 7       | 7       | 7       | 7       | 7       | 7       | 7       | 7       | 7       | 7       | 7       | 7       | 7       | 7       | 7       | 7       | 7       | 7       | 7       | 7       | 7       | 7       | 7       | 7       | 7       | 7       | 7       | 7       | 7       | 7       | 7       | 7       | 7       | 7       | 7       | 7       | 7       | 7       | 7       | 7       | 7       | 7       | 7       | 7       | 7       | Bottom 3                  | Bottom 3                  | Bottom 3                  | Bottom 3                  | Bottom 3                  | Bottom 3                  | Bottom 3                  | Bottom 3                  | Bottom 3                  | Bottom 3                  | Bottom 3                  | Bottom 3                  | Bottom 3                  | Bottom 3                  | Bottom 3                  | Bottom 3                  | Bottom 3                  | Bottom 3                  | Bottom 3                  | Bottom 3                  | Bottom 3                  | Bottom 3                  | Bottom 3                  | Bottom 3                  | Bottom 3                  | Bottom 3                  | Bottom 3                  | Bottom 3                  | Bottom 3                  | Bottom 3                  | Bottom 3                  | Bottom 3                  | Bottom 3                  | Bottom 3                  | Bottom 3                  | Bottom 3                  | Bottom 3                  | Bottom 3                  | Bottom 3                  | Bottom 3                  | Bottom 3                  | Bottom 3                  | Bottom 3                  | Bottom 3                  | Bottom 3                  | Bottom 3                  | Bottom 3                  | Bottom 3                  | Bottom 3                  | Bottom 3                  | Bottom 3                  | Bottom 3                  | Bottom 3                  | Bottom 3                  | Bottom 3                  | Bottom 3                  | Bottom 3                  | Bottom 3                  | Bottom 3                  | Bottom 3                  | Bottom 3                  | Bottom 3                  | Bottom 3                  | Bottom 3                  | Bottom 3                  | Bottom 3                  | Bottom 3                  | Bottom 3                  | Bottom 3                  | Bottom 3                  | Bottom 3                  | Bottom 3                  | Bottom 3                  | Bottom 3                  | Bottom 3                  | Bottom 3                  | Bottom 3                  | Bottom 3                  | Bottom 3                  | Bottom 3                  | Bottom 3                  | Bottom 3                  | Bottom 3                  | Bottom 3                  | Bottom 3                  | Bottom 3                  | Bottom 3                  | Bottom 3                  | Bottom 3                  | Bottom 3                  | Bottom 3                  | Bottom 3                  | Bottom 3                  | Bottom 3                  | Bottom 3                  | Bottom 3                  | Bottom 3                  | Bottom 3                  | Bottom 3                  | Bottom 3                  | Bottom 3                  | Bottom 3                  | Bottom 3                  | Bottom 3                  | Bottom 3                  | Bottom 3                  | Bottom 3                  | Bottom 3                  | Bottom 3                  | Bottom 3                  |
| Top 6 (Week 1)  | Top 6 (Week 1)  | Top 6 (Week 1)  | Top 6 (Week 1)  | Top 6 (Week 1)  | Top 6 (Week 1)  | Top 6 (Week 1)  | Top 6 (Week 1)  | Top 6 (Week 1)  | Top 6 (Week 1)  | Top 6 (Week 1)  | Top 6 (Week 1)  | Top 6 (Week 1)  | Top 6 (Week 1)  | Top 6 (Week 1)  | Top 6 (Week 1)  | Top 6 (Week 1)  | Top 6 (Week 1)  | Top 6 (Week 1)  | Top 6 (Week 1)  | Top 6 (Week 1)  | Top 6 (Week 1)  | Top 6 (Week 1)  | Top 6 (Week 1)  | Top 6 (Week 1)  | Top 6 (Week 1)  | Top 6 (Week 1)  | Top 6 (Week 1)  | Top 6 (Week 1)  | Top 6 (Week 1)  | Top 6 (Week 1)  | Top 6 (Week 1)  | Top 6 (Week 1)  | Top 6 (Week 1)  | Top 6 (Week 1)  | Top 6 (Week 1)  | Top 6 (Week 1)  | Top 6 (Week 1)  | Top 6 (Week 1)  | Top 6 (Week 1)  | Top 6 (Week 1)  | Top 6 (Week 1)  | Top 6 (Week 1)  | Top 6 (Week 1)  | Top 6 (Week 1)  | Top 6 (Week 1)  | Top 6 (Week 1)  | Top 6 (Week 1)  | Top 6 (Week 1)  | Top 6 (Week 1)  | Top 6 (Week 1)  | Top 6 (Week 1)  | Top 6 (Week 1)  | Top 6 (Week 1)  | Top 6 (Week 1)  | Top 6 (Week 1)  | Top 6 (Week 1)  | Top 6 (Week 1)  | Top 6 (Week 1)  | Top 6 (Week 1)  | Top 6 (Week 1)  | Top 6 (Week 1)  | Top 6 (Week 1)  | Top 6 (Week 1)  | Top 6 (Week 1)  | Top 6 (Week 1)  | Top 6 (Week 1)  | Top 6 (Week 1)  | Top 6 (Week 1)  | Top 6 (Week 1)  | Top 6 (Week 1)  | Top 6 (Week 1)  | Top 6 (Week 1)  | Top 6 (Week 1)  | Top 6 (Week 1)  | Top 6 (Week 1)  | Top 6 (Week 1)  | Top 6 (Week 1)  | Top 6 (Week 1)  | Top 6 (Week 1)  | Top 6 (Week 1)  | Top 6 (Week 1)  | Top 6 (Week 1)  | Top 6 (Week 1)  | Top 6 (Week 1)  | Top 6 (Week 1)  | Top 6 (Week 1)  | Top 6 (Week 1)  | Top 6 (Week 1)  | Top 6 (Week 1)  | Top 6 (Week 1)  | Top 6 (Week 1)  | Top 6 (Week 1)  | Top 6 (Week 1)  | Top 6 (Week 1)  | Top 6 (Week 1)  | Top 6 (Week 1)  | Top 6 (Week 1)  | Top 6 (Week 1)  | Top 6 (Week 1)  | Top 6 (Week 1)  | Top 6 (Week 1)  | Top 6 (Week 1)  | Top 6 (Week 1)  | Top 6 (Week 1)  | Top 6 (Week 1)  | Top 6 (Week 1)  | Top 6 (Week 1)  | Top 6 (Week 1)  | Top 6 (Week 1)  | Inspirational                                                      | Inspirational                                                      | Inspirational                                                      | Inspirational                                                      | Inspirational                                                      | Inspirational                                                      | Inspirational                                                      | Inspirational                                                      | Inspirational                                                      | Inspirational                                                      | Inspirational                                                      | Inspirational                                                      | Inspirational                                                      | Inspirational                                                      | Inspirational                                                      | Inspirational                                                      | Inspirational                                                      | Inspirational                                                      | Inspirational                                                      | Inspirational                                                      | Inspirational                                                      | Inspirational                                                      | Inspirational                                                      | Inspirational                                                      | Inspirational                                                      | Inspirational                                                      | Inspirational                                                      | Inspirational                                                      | Inspirational                                                      | Inspirational                                                      | Inspirational                                                      | Inspirational                                                      | Inspirational                                                      | Inspirational                                                      | Inspirational                                                      | Inspirational                                                      | Inspirational                                                      | Inspirational                                                      | Inspirational                                                      | Inspirational                                                      | Inspirational                                                      | Inspirational                                                      | Inspirational                                                      | Inspirational                                                      | Inspirational                                                      | Inspirational                                                      | Inspirational                                                      | Inspirational                                                      | Inspirational                                                      | Inspirational                                                      | Inspirational                                                      | Inspirational                                                      | Inspirational                                                      | Inspirational                                                      | Inspirational                                                      | Inspirational                                                      | Inspirational                                                      | Inspirational                                                      | Inspirational                                                      | Inspirational                                                      | Inspirational                                                      | Inspirational                                                      | Inspirational                                                      | Inspirational                                                      | Inspirational                                                      | Inspirational                                                      | Inspirational                                                      | Inspirational                                                      | Inspirational                                                      | Inspirational                                                      | Inspirational                                                      | Inspirational                                                      | Inspirational                                                      | Inspirational                                                      | Inspirational                                                      | Inspirational                                                      | Inspirational                                                      | Inspirational                                                      | Inspirational                                                      | Inspirational                                                      | Inspirational                                                      | Inspirational                                                      | Inspirational                                                      | Inspirational                                                      | Inspirational                                                      | Inspirational                                                      | Inspirational                                                      | Inspirational                                                      | Inspirational                                                      | Inspirational                                                      | Inspirational                                                      | Inspirational                                                      | Inspirational                                                      | Inspirational                                                      | Inspirational                                                      | Inspirational                                                      | Inspirational                                                      | Inspirational                                                      | Inspirational                                                      | Inspirational                                                      | Inspirational                                                      | Inspirational                                                      | Inspirational                                                      | Inspirational                                                      | Inspirational                                                      | Inspirational                                                      | Inspirational                                                      | Inspirational                                                      | Inspirational                                                      | Inspirational                                                      | "Imagine"                                                      | "Imagine"                                                      | "Imagine"                                                      | "Imagine"                                                      | "Imagine"                                                      | "Imagine"                                                      | "Imagine"                                                      | "Imagine"                                                      | "Imagine"                                                      | "Imagine"                                                      | "Imagine"                                                      | "Imagine"                                                      | "Imagine"                                                      | "Imagine"                                                      | "Imagine"                                                      | "Imagine"                                                      | "Imagine"                                                      | "Imagine"                                                      | "Imagine"                                                      | "Imagine"                                                      | "Imagine"                                                      | "Imagine"                                                      | "Imagine"                                                      | "Imagine"                                                      | "Imagine"                                                      | "Imagine"                                                      | "Imagine"                                                      | "Imagine"                                                      | "Imagine"                                                      | "Imagine"                                                      | "Imagine"                                                      | "Imagine"                                                      | "Imagine"                                                      | "Imagine"                                                      | "Imagine"                                                      | "Imagine"                                                      | "Imagine"                                                      | "Imagine"                                                      | "Imagine"                                                      | "Imagine"                                                      | "Imagine"                                                      | "Imagine"                                                      | "Imagine"                                                      | "Imagine"                                                      | "Imagine"                                                      | "Imagine"                                                      | "Imagine"                                                      | "Imagine"                                                      | "Imagine"                                                      | "Imagine"                                                      | "Imagine"                                                      | "Imagine"                                                      | "Imagine"                                                      | "Imagine"                                                      | "Imagine"                                                      | "Imagine"                                                      | "Imagine"                                                      | "Imagine"                                                      | "Imagine"                                                      | "Imagine"                                                      | "Imagine"                                                      | "Imagine"                                                      | "Imagine"                                                      | "Imagine"                                                      | "Imagine"                                                      | "Imagine"                                                      | "Imagine"                                                      | "Imagine"                                                      | "Imagine"                                                      | "Imagine"                                                      | "Imagine"                                                      | "Imagine"                                                      | "Imagine"                                                      | "Imagine"                                                      | "Imagine"                                                      | "Imagine"                                                      | "Imagine"                                                      | "Imagine"                                                      | "Imagine"                                                      | "Imagine"                                                      | "Imagine"                                                      | "Imagine"                                                      | "Imagine"                                                      | "Imagine"                                                      | "Imagine"                                                      | "Imagine"                                                      | "Imagine"                                                      | "Imagine"                                                      | "Imagine"                                                      | "Imagine"                                                      | "Imagine"                                                      | "Imagine"                                                      | "Imagine"                                                      | "Imagine"                                                      | "Imagine"                                                      | "Imagine"                                                      | "Imagine"                                                      | "Imagine"                                                      | "Imagine"                                                      | "Imagine"                                                      | "Imagine"                                                      | "Imagine"                                                      | "Imagine"                                                      | "Imagine"                                                      | "Imagine"                                                      | "Imagine"                                                      | "Imagine"                                                      | "Imagine"                                                      | "Imagine"                                                      | "Imagine"                                                      | John Lennon                      | John Lennon                      | John Lennon                      | John Lennon                      | John Lennon                      | John Lennon                      | John Lennon                      | John Lennon                      | John Lennon                      | John Lennon                      | John Lennon                      | John Lennon                      | John Lennon                      | John Lennon                      | John Lennon                      | John Lennon                      | John Lennon                      | John Lennon                      | John Lennon                      | John Lennon                      | John Lennon                      | John Lennon                      | John Lennon                      | John Lennon                      | John Lennon                      | John Lennon                      | John Lennon                      | John Lennon                      | John Lennon                      | John Lennon                      | John Lennon                      | John Lennon                      | John Lennon                      | John Lennon                      | John Lennon                      | John Lennon                      | John Lennon                      | John Lennon                      | John Lennon                      | John Lennon                      | John Lennon                      | John Lennon                      | John Lennon                      | John Lennon                      | John Lennon                      | John Lennon                      | John Lennon                      | John Lennon                      | John Lennon                      | John Lennon                      | John Lennon                      | John Lennon                      | John Lennon                      | John Lennon                      | John Lennon                      | John Lennon                      | John Lennon                      | John Lennon                      | John Lennon                      | John Lennon                      | John Lennon                      | John Lennon                      | John Lennon                      | John Lennon                      | John Lennon                      | John Lennon                      | John Lennon                      | John Lennon                      | John Lennon                      | John Lennon                      | John Lennon                      | John Lennon                      | John Lennon                      | John Lennon                      | John Lennon                      | John Lennon                      | John Lennon                      | John Lennon                      | John Lennon                      | John Lennon                      | John Lennon                      | John Lennon                      | John Lennon                      | John Lennon                      | John Lennon                      | John Lennon                      | John Lennon                      | John Lennon                      | John Lennon                      | John Lennon                      | John Lennon                      | John Lennon                      | John Lennon                      | John Lennon                      | John Lennon                      | John Lennon                      | John Lennon                      | John Lennon                      | John Lennon                      | John Lennon                      | John Lennon                      | John Lennon                      | John Lennon                      | John Lennon                      | John Lennon                      | John Lennon                      | John Lennon                      | John Lennon                      | John Lennon                      | John Lennon                      | 3       | 3       | 3       | 3       | 3       | 3       | 3       | 3       | 3       | 3       | 3       | 3       | 3       | 3       | 3       | 3       | 3       | 3       | 3       | 3       | 3       | 3       | 3       | 3       | 3       | 3       | 3       | 3       | 3       | 3       | 3       | 3       | 3       | 3       | 3       | 3       | 3       | 3       | 3       | 3       | 3       | 3       | 3       | 3       | 3       | 3       | 3       | 3       | 3       | 3       | 3       | 3       | 3       | 3       | 3       | 3       | 3       | 3       | 3       | 3       | 3       | 3       | 3       | 3       | 3       | 3       | 3       | 3       | 3       | 3       | 3       | 3       | 3       | 3       | 3       | 3       | 3       | 3       | 3       | 3       | 3       | 3       | 3       | 3       | 3       | 3       | 3       | 3       | 3       | 3       | 3       | 3       | 3       | 3       | 3       | 3       | 3       | 3       | 3       | 3       | 3       | 3       | 3       | 3       | 3       | 3       | 3       | 3       | 3       | 3       | Safe Non-Elimination Week | Safe Non-Elimination Week | Safe Non-Elimination Week | Safe Non-Elimination Week | Safe Non-Elimination Week | Safe Non-Elimination Week | Safe Non-Elimination Week | Safe Non-Elimination Week | Safe Non-Elimination Week | Safe Non-Elimination Week | Safe Non-Elimination Week | Safe Non-Elimination Week | Safe Non-Elimination Week | Safe Non-Elimination Week | Safe Non-Elimination Week | Safe Non-Elimination Week | Safe Non-Elimination Week | Safe Non-Elimination Week | Safe Non-Elimination Week | Safe Non-Elimination Week | Safe Non-Elimination Week | Safe Non-Elimination Week | Safe Non-Elimination Week | Safe Non-Elimination Week | Safe Non-Elimination Week | Safe Non-Elimination Week | Safe Non-Elimination Week | Safe Non-Elimination Week | Safe Non-Elimination Week | Safe Non-Elimination Week | Safe Non-Elimination Week | Safe Non-Elimination Week | Safe Non-Elimination Week | Safe Non-Elimination Week | Safe Non-Elimination Week | Safe Non-Elimination Week | Safe Non-Elimination Week | Safe Non-Elimination Week | Safe Non-Elimination Week | Safe Non-Elimination Week | Safe Non-Elimination Week | Safe Non-Elimination Week | Safe Non-Elimination Week | Safe Non-Elimination Week | Safe Non-Elimination Week | Safe Non-Elimination Week | Safe Non-Elimination Week | Safe Non-Elimination Week | Safe Non-Elimination Week | Safe Non-Elimination Week | Safe Non-Elimination Week | Safe Non-Elimination Week | Safe Non-Elimination Week | Safe Non-Elimination Week | Safe Non-Elimination Week | Safe Non-Elimination Week | Safe Non-Elimination Week | Safe Non-Elimination Week | Safe Non-Elimination Week | Safe Non-Elimination Week | Safe Non-Elimination Week | Safe Non-Elimination Week | Safe Non-Elimination Week | Safe Non-Elimination Week | Safe Non-Elimination Week | Safe Non-Elimination Week | Safe Non-Elimination Week | Safe Non-Elimination Week | Safe Non-Elimination Week | Safe Non-Elimination Week | Safe Non-Elimination Week | Safe Non-Elimination Week | Safe Non-Elimination Week | Safe Non-Elimination Week | Safe Non-Elimination Week | Safe Non-Elimination Week | Safe Non-Elimination Week | Safe Non-Elimination Week | Safe Non-Elimination Week | Safe Non-Elimination Week | Safe Non-Elimination Week | Safe Non-Elimination Week | Safe Non-Elimination Week | Safe Non-Elimination Week | Safe Non-Elimination Week | Safe Non-Elimination Week | Safe Non-Elimination Week | Safe Non-Elimination Week | Safe Non-Elimination Week | Safe Non-Elimination Week | Safe Non-Elimination Week | Safe Non-Elimination Week | Safe Non-Elimination Week | Safe Non-Elimination Week | Safe Non-Elimination Week | Safe Non-Elimination Week | Safe Non-Elimination Week | Safe Non-Elimination Week | Safe Non-Elimination Week | Safe Non-Elimination Week | Safe Non-Elimination Week | Safe Non-Elimination Week | Safe Non-Elimination Week | Safe Non-Elimination Week | Safe Non-Elimination Week | Safe Non-Elimination Week | Safe Non-Elimination Week | Safe Non-Elimination Week | Safe Non-Elimination Week | Safe Non-Elimination Week |
| Top 6 (Week 2)  | Top 6 (Week 2)  | Top 6 (Week 2)  | Top 6 (Week 2)  | Top 6 (Week 2)  | Top 6 (Week 2)  | Top 6 (Week 2)  | Top 6 (Week 2)  | Top 6 (Week 2)  | Top 6 (Week 2)  | Top 6 (Week 2)  | Top 6 (Week 2)  | Top 6 (Week 2)  | Top 6 (Week 2)  | Top 6 (Week 2)  | Top 6 (Week 2)  | Top 6 (Week 2)  | Top 6 (Week 2)  | Top 6 (Week 2)  | Top 6 (Week 2)  | Top 6 (Week 2)  | Top 6 (Week 2)  | Top 6 (Week 2)  | Top 6 (Week 2)  | Top 6 (Week 2)  | Top 6 (Week 2)  | Top 6 (Week 2)  | Top 6 (Week 2)  | Top 6 (Week 2)  | Top 6 (Week 2)  | Top 6 (Week 2)  | Top 6 (Week 2)  | Top 6 (Week 2)  | Top 6 (Week 2)  | Top 6 (Week 2)  | Top 6 (Week 2)  | Top 6 (Week 2)  | Top 6 (Week 2)  | Top 6 (Week 2)  | Top 6 (Week 2)  | Top 6 (Week 2)  | Top 6 (Week 2)  | Top 6 (Week 2)  | Top 6 (Week 2)  | Top 6 (Week 2)  | Top 6 (Week 2)  | Top 6 (Week 2)  | Top 6 (Week 2)  | Top 6 (Week 2)  | Top 6 (Week 2)  | Top 6 (Week 2)  | Top 6 (Week 2)  | Top 6 (Week 2)  | Top 6 (Week 2)  | Top 6 (Week 2)  | Top 6 (Week 2)  | Top 6 (Week 2)  | Top 6 (Week 2)  | Top 6 (Week 2)  | Top 6 (Week 2)  | Top 6 (Week 2)  | Top 6 (Week 2)  | Top 6 (Week 2)  | Top 6 (Week 2)  | Top 6 (Week 2)  | Top 6 (Week 2)  | Top 6 (Week 2)  | Top 6 (Week 2)  | Top 6 (Week 2)  | Top 6 (Week 2)  | Top 6 (Week 2)  | Top 6 (Week 2)  | Top 6 (Week 2)  | Top 6 (Week 2)  | Top 6 (Week 2)  | Top 6 (Week 2)  | Top 6 (Week 2)  | Top 6 (Week 2)  | Top 6 (Week 2)  | Top 6 (Week 2)  | Top 6 (Week 2)  | Top 6 (Week 2)  | Top 6 (Week 2)  | Top 6 (Week 2)  | Top 6 (Week 2)  | Top 6 (Week 2)  | Top 6 (Week 2)  | Top 6 (Week 2)  | Top 6 (Week 2)  | Top 6 (Week 2)  | Top 6 (Week 2)  | Top 6 (Week 2)  | Top 6 (Week 2)  | Top 6 (Week 2)  | Top 6 (Week 2)  | Top 6 (Week 2)  | Top 6 (Week 2)  | Top 6 (Week 2)  | Top 6 (Week 2)  | Top 6 (Week 2)  | Top 6 (Week 2)  | Top 6 (Week 2)  | Top 6 (Week 2)  | Top 6 (Week 2)  | Top 6 (Week 2)  | Top 6 (Week 2)  | Top 6 (Week 2)  | Top 6 (Week 2)  | Top 6 (Week 2)  | Top 6 (Week 2)  | Bon Jovi                                                           | Bon Jovi                                                           | Bon Jovi                                                           | Bon Jovi                                                           | Bon Jovi                                                           | Bon Jovi                                                           | Bon Jovi                                                           | Bon Jovi                                                           | Bon Jovi                                                           | Bon Jovi                                                           | Bon Jovi                                                           | Bon Jovi                                                           | Bon Jovi                                                           | Bon Jovi                                                           | Bon Jovi                                                           | Bon Jovi                                                           | Bon Jovi                                                           | Bon Jovi                                                           | Bon Jovi                                                           | Bon Jovi                                                           | Bon Jovi                                                           | Bon Jovi                                                           | Bon Jovi                                                           | Bon Jovi                                                           | Bon Jovi                                                           | Bon Jovi                                                           | Bon Jovi                                                           | Bon Jovi                                                           | Bon Jovi                                                           | Bon Jovi                                                           | Bon Jovi                                                           | Bon Jovi                                                           | Bon Jovi                                                           | Bon Jovi                                                           | Bon Jovi                                                           | Bon Jovi                                                           | Bon Jovi                                                           | Bon Jovi                                                           | Bon Jovi                                                           | Bon Jovi                                                           | Bon Jovi                                                           | Bon Jovi                                                           | Bon Jovi                                                           | Bon Jovi                                                           | Bon Jovi                                                           | Bon Jovi                                                           | Bon Jovi                                                           | Bon Jovi                                                           | Bon Jovi                                                           | Bon Jovi                                                           | Bon Jovi                                                           | Bon Jovi                                                           | Bon Jovi                                                           | Bon Jovi                                                           | Bon Jovi                                                           | Bon Jovi                                                           | Bon Jovi                                                           | Bon Jovi                                                           | Bon Jovi                                                           | Bon Jovi                                                           | Bon Jovi                                                           | Bon Jovi                                                           | Bon Jovi                                                           | Bon Jovi                                                           | Bon Jovi                                                           | Bon Jovi                                                           | Bon Jovi                                                           | Bon Jovi                                                           | Bon Jovi                                                           | Bon Jovi                                                           | Bon Jovi                                                           | Bon Jovi                                                           | Bon Jovi                                                           | Bon Jovi                                                           | Bon Jovi                                                           | Bon Jovi                                                           | Bon Jovi                                                           | Bon Jovi                                                           | Bon Jovi                                                           | Bon Jovi                                                           | Bon Jovi                                                           | Bon Jovi                                                           | Bon Jovi                                                           | Bon Jovi                                                           | Bon Jovi                                                           | Bon Jovi                                                           | Bon Jovi                                                           | Bon Jovi                                                           | Bon Jovi                                                           | Bon Jovi                                                           | Bon Jovi                                                           | Bon Jovi                                                           | Bon Jovi                                                           | Bon Jovi                                                           | Bon Jovi                                                           | Bon Jovi                                                           | Bon Jovi                                                           | Bon Jovi                                                           | Bon Jovi                                                           | Bon Jovi                                                           | Bon Jovi                                                           | Bon Jovi                                                           | Bon Jovi                                                           | Bon Jovi                                                           | Bon Jovi                                                           | Bon Jovi                                                           | Bon Jovi                                                           | Bon Jovi                                                           | Bon Jovi                                                           | Bon Jovi                                                           | "You Give Love a Bad Name"                                     | "You Give Love a Bad Name"                                     | "You Give Love a Bad Name"                                     | "You Give Love a Bad Name"                                     | "You Give Love a Bad Name"                                     | "You Give Love a Bad Name"                                     | "You Give Love a Bad Name"                                     | "You Give Love a Bad Name"                                     | "You Give Love a Bad Name"                                     | "You Give Love a Bad Name"                                     | "You Give Love a Bad Name"                                     | "You Give Love a Bad Name"                                     | "You Give Love a Bad Name"                                     | "You Give Love a Bad Name"                                     | "You Give Love a Bad Name"                                     | "You Give Love a Bad Name"                                     | "You Give Love a Bad Name"                                     | "You Give Love a Bad Name"                                     | "You Give Love a Bad Name"                                     | "You Give Love a Bad Name"                                     | "You Give Love a Bad Name"                                     | "You Give Love a Bad Name"                                     | "You Give Love a Bad Name"                                     | "You Give Love a Bad Name"                                     | "You Give Love a Bad Name"                                     | "You Give Love a Bad Name"                                     | "You Give Love a Bad Name"                                     | "You Give Love a Bad Name"                                     | "You Give Love a Bad Name"                                     | "You Give Love a Bad Name"                                     | "You Give Love a Bad Name"                                     | "You Give Love a Bad Name"                                     | "You Give Love a Bad Name"                                     | "You Give Love a Bad Name"                                     | "You Give Love a Bad Name"                                     | "You Give Love a Bad Name"                                     | "You Give Love a Bad Name"                                     | "You Give Love a Bad Name"                                     | "You Give Love a Bad Name"                                     | "You Give Love a Bad Name"                                     | "You Give Love a Bad Name"                                     | "You Give Love a Bad Name"                                     | "You Give Love a Bad Name"                                     | "You Give Love a Bad Name"                                     | "You Give Love a Bad Name"                                     | "You Give Love a Bad Name"                                     | "You Give Love a Bad Name"                                     | "You Give Love a Bad Name"                                     | "You Give Love a Bad Name"                                     | "You Give Love a Bad Name"                                     | "You Give Love a Bad Name"                                     | "You Give Love a Bad Name"                                     | "You Give Love a Bad Name"                                     | "You Give Love a Bad Name"                                     | "You Give Love a Bad Name"                                     | "You Give Love a Bad Name"                                     | "You Give Love a Bad Name"                                     | "You Give Love a Bad Name"                                     | "You Give Love a Bad Name"                                     | "You Give Love a Bad Name"                                     | "You Give Love a Bad Name"                                     | "You Give Love a Bad Name"                                     | "You Give Love a Bad Name"                                     | "You Give Love a Bad Name"                                     | "You Give Love a Bad Name"                                     | "You Give Love a Bad Name"                                     | "You Give Love a Bad Name"                                     | "You Give Love a Bad Name"                                     | "You Give Love a Bad Name"                                     | "You Give Love a Bad Name"                                     | "You Give Love a Bad Name"                                     | "You Give Love a Bad Name"                                     | "You Give Love a Bad Name"                                     | "You Give Love a Bad Name"                                     | "You Give Love a Bad Name"                                     | "You Give Love a Bad Name"                                     | "You Give Love a Bad Name"                                     | "You Give Love a Bad Name"                                     | "You Give Love a Bad Name"                                     | "You Give Love a Bad Name"                                     | "You Give Love a Bad Name"                                     | "You Give Love a Bad Name"                                     | "You Give Love a Bad Name"                                     | "You Give Love a Bad Name"                                     | "You Give Love a Bad Name"                                     | "You Give Love a Bad Name"                                     | "You Give Love a Bad Name"                                     | "You Give Love a Bad Name"                                     | "You Give Love a Bad Name"                                     | "You Give Love a Bad Name"                                     | "You Give Love a Bad Name"                                     | "You Give Love a Bad Name"                                     | "You Give Love a Bad Name"                                     | "You Give Love a Bad Name"                                     | "You Give Love a Bad Name"                                     | "You Give Love a Bad Name"                                     | "You Give Love a Bad Name"                                     | "You Give Love a Bad Name"                                     | "You Give Love a Bad Name"                                     | "You Give Love a Bad Name"                                     | "You Give Love a Bad Name"                                     | "You Give Love a Bad Name"                                     | "You Give Love a Bad Name"                                     | "You Give Love a Bad Name"                                     | "You Give Love a Bad Name"                                     | "You Give Love a Bad Name"                                     | "You Give Love a Bad Name"                                     | "You Give Love a Bad Name"                                     | "You Give Love a Bad Name"                                     | "You Give Love a Bad Name"                                     | Bon Jovi                         | Bon Jovi                         | Bon Jovi                         | Bon Jovi                         | Bon Jovi                         | Bon Jovi                         | Bon Jovi                         | Bon Jovi                         | Bon Jovi                         | Bon Jovi                         | Bon Jovi                         | Bon Jovi                         | Bon Jovi                         | Bon Jovi                         | Bon Jovi                         | Bon Jovi                         | Bon Jovi                         | Bon Jovi                         | Bon Jovi                         | Bon Jovi                         | Bon Jovi                         | Bon Jovi                         | Bon Jovi                         | Bon Jovi                         | Bon Jovi                         | Bon Jovi                         | Bon Jovi                         | Bon Jovi                         | Bon Jovi                         | Bon Jovi                         | Bon Jovi                         | Bon Jovi                         | Bon Jovi                         | Bon Jovi                         | Bon Jovi                         | Bon Jovi                         | Bon Jovi                         | Bon Jovi                         | Bon Jovi                         | Bon Jovi                         | Bon Jovi                         | Bon Jovi                         | Bon Jovi                         | Bon Jovi                         | Bon Jovi                         | Bon Jovi                         | Bon Jovi                         | Bon Jovi                         | Bon Jovi                         | Bon Jovi                         | Bon Jovi                         | Bon Jovi                         | Bon Jovi                         | Bon Jovi                         | Bon Jovi                         | Bon Jovi                         | Bon Jovi                         | Bon Jovi                         | Bon Jovi                         | Bon Jovi                         | Bon Jovi                         | Bon Jovi                         | Bon Jovi                         | Bon Jovi                         | Bon Jovi                         | Bon Jovi                         | Bon Jovi                         | Bon Jovi                         | Bon Jovi                         | Bon Jovi                         | Bon Jovi                         | Bon Jovi                         | Bon Jovi                         | Bon Jovi                         | Bon Jovi                         | Bon Jovi                         | Bon Jovi                         | Bon Jovi                         | Bon Jovi                         | Bon Jovi                         | Bon Jovi                         | Bon Jovi                         | Bon Jovi                         | Bon Jovi                         | Bon Jovi                         | Bon Jovi                         | Bon Jovi                         | Bon Jovi                         | Bon Jovi                         | Bon Jovi                         | Bon Jovi                         | Bon Jovi                         | Bon Jovi                         | Bon Jovi                         | Bon Jovi                         | Bon Jovi                         | Bon Jovi                         | Bon Jovi                         | Bon Jovi                         | Bon Jovi                         | Bon Jovi                         | Bon Jovi                         | Bon Jovi                         | Bon Jovi                         | Bon Jovi                         | Bon Jovi                         | Bon Jovi                         | Bon Jovi                         | Bon Jovi                         | Bon Jovi                         | 4       | 4       | 4       | 4       | 4       | 4       | 4       | 4       | 4       | 4       | 4       | 4       | 4       | 4       | 4       | 4       | 4       | 4       | 4       | 4       | 4       | 4       | 4       | 4       | 4       | 4       | 4       | 4       | 4       | 4       | 4       | 4       | 4       | 4       | 4       | 4       | 4       | 4       | 4       | 4       | 4       | 4       | 4       | 4       | 4       | 4       | 4       | 4       | 4       | 4       | 4       | 4       | 4       | 4       | 4       | 4       | 4       | 4       | 4       | 4       | 4       | 4       | 4       | 4       | 4       | 4       | 4       | 4       | 4       | 4       | 4       | 4       | 4       | 4       | 4       | 4       | 4       | 4       | 4       | 4       | 4       | 4       | 4       | 4       | 4       | 4       | 4       | 4       | 4       | 4       | 4       | 4       | 4       | 4       | 4       | 4       | 4       | 4       | 4       | 4       | 4       | 4       | 4       | 4       | 4       | 4       | 4       | 4       | 4       | 4       | Safe                      | Safe                      | Safe                      | Safe                      | Safe                      | Safe                      | Safe                      | Safe                      | Safe                      | Safe                      | Safe                      | Safe                      | Safe                      | Safe                      | Safe                      | Safe                      | Safe                      | Safe                      | Safe                      | Safe                      | Safe                      | Safe                      | Safe                      | Safe                      | Safe                      | Safe                      | Safe                      | Safe                      | Safe                      | Safe                      | Safe                      | Safe                      | Safe                      | Safe                      | Safe                      | Safe                      | Safe                      | Safe                      | Safe                      | Safe                      | Safe                      | Safe                      | Safe                      | Safe                      | Safe                      | Safe                      | Safe                      | Safe                      | Safe                      | Safe                      | Safe                      | Safe                      | Safe                      | Safe                      | Safe                      | Safe                      | Safe                      | Safe                      | Safe                      | Safe                      | Safe                      | Safe                      | Safe                      | Safe                      | Safe                      | Safe                      | Safe                      | Safe                      | Safe                      | Safe                      | Safe                      | Safe                      | Safe                      | Safe                      | Safe                      | Safe                      | Safe                      | Safe                      | Safe                      | Safe                      | Safe                      | Safe                      | Safe                      | Safe                      | Safe                      | Safe                      | Safe                      | Safe                      | Safe                      | Safe                      | Safe                      | Safe                      | Safe                      | Safe                      | Safe                      | Safe                      | Safe                      | Safe                      | Safe                      | Safe                      | Safe                      | Safe                      | Safe                      | Safe                      | Safe                      | Safe                      | Safe                      | Safe                      | Safe                      | Safe                      |
| Top 4           | Top 4           | Top 4           | Top 4           | Top 4           | Top 4           | Top 4           | Top 4           | Top 4           | Top 4           | Top 4           | Top 4           | Top 4           | Top 4           | Top 4           | Top 4           | Top 4           | Top 4           | Top 4           | Top 4           | Top 4           | Top 4           | Top 4           | Top 4           | Top 4           | Top 4           | Top 4           | Top 4           | Top 4           | Top 4           | Top 4           | Top 4           | Top 4           | Top 4           | Top 4           | Top 4           | Top 4           | Top 4           | Top 4           | Top 4           | Top 4           | Top 4           | Top 4           | Top 4           | Top 4           | Top 4           | Top 4           | Top 4           | Top 4           | Top 4           | Top 4           | Top 4           | Top 4           | Top 4           | Top 4           | Top 4           | Top 4           | Top 4           | Top 4           | Top 4           | Top 4           | Top 4           | Top 4           | Top 4           | Top 4           | Top 4           | Top 4           | Top 4           | Top 4           | Top 4           | Top 4           | Top 4           | Top 4           | Top 4           | Top 4           | Top 4           | Top 4           | Top 4           | Top 4           | Top 4           | Top 4           | Top 4           | Top 4           | Top 4           | Top 4           | Top 4           | Top 4           | Top 4           | Top 4           | Top 4           | Top 4           | Top 4           | Top 4           | Top 4           | Top 4           | Top 4           | Top 4           | Top 4           | Top 4           | Top 4           | Top 4           | Top 4           | Top 4           | Top 4           | Top 4           | Top 4           | Top 4           | Top 4           | Top 4           | Top 4           | Barry Gibb                                                         | Barry Gibb                                                         | Barry Gibb                                                         | Barry Gibb                                                         | Barry Gibb                                                         | Barry Gibb                                                         | Barry Gibb                                                         | Barry Gibb                                                         | Barry Gibb                                                         | Barry Gibb                                                         | Barry Gibb                                                         | Barry Gibb                                                         | Barry Gibb                                                         | Barry Gibb                                                         | Barry Gibb                                                         | Barry Gibb                                                         | Barry Gibb                                                         | Barry Gibb                                                         | Barry Gibb                                                         | Barry Gibb                                                         | Barry Gibb                                                         | Barry Gibb                                                         | Barry Gibb                                                         | Barry Gibb                                                         | Barry Gibb                                                         | Barry Gibb                                                         | Barry Gibb                                                         | Barry Gibb                                                         | Barry Gibb                                                         | Barry Gibb                                                         | Barry Gibb                                                         | Barry Gibb                                                         | Barry Gibb                                                         | Barry Gibb                                                         | Barry Gibb                                                         | Barry Gibb                                                         | Barry Gibb                                                         | Barry Gibb                                                         | Barry Gibb                                                         | Barry Gibb                                                         | Barry Gibb                                                         | Barry Gibb                                                         | Barry Gibb                                                         | Barry Gibb                                                         | Barry Gibb                                                         | Barry Gibb                                                         | Barry Gibb                                                         | Barry Gibb                                                         | Barry Gibb                                                         | Barry Gibb                                                         | Barry Gibb                                                         | Barry Gibb                                                         | Barry Gibb                                                         | Barry Gibb                                                         | Barry Gibb                                                         | Barry Gibb                                                         | Barry Gibb                                                         | Barry Gibb                                                         | Barry Gibb                                                         | Barry Gibb                                                         | Barry Gibb                                                         | Barry Gibb                                                         | Barry Gibb                                                         | Barry Gibb                                                         | Barry Gibb                                                         | Barry Gibb                                                         | Barry Gibb                                                         | Barry Gibb                                                         | Barry Gibb                                                         | Barry Gibb                                                         | Barry Gibb                                                         | Barry Gibb                                                         | Barry Gibb                                                         | Barry Gibb                                                         | Barry Gibb                                                         | Barry Gibb                                                         | Barry Gibb                                                         | Barry Gibb                                                         | Barry Gibb                                                         | Barry Gibb                                                         | Barry Gibb                                                         | Barry Gibb                                                         | Barry Gibb                                                         | Barry Gibb                                                         | Barry Gibb                                                         | Barry Gibb                                                         | Barry Gibb                                                         | Barry Gibb                                                         | Barry Gibb                                                         | Barry Gibb                                                         | Barry Gibb                                                         | Barry Gibb                                                         | Barry Gibb                                                         | Barry Gibb                                                         | Barry Gibb                                                         | Barry Gibb                                                         | Barry Gibb                                                         | Barry Gibb                                                         | Barry Gibb                                                         | Barry Gibb                                                         | Barry Gibb                                                         | Barry Gibb                                                         | Barry Gibb                                                         | Barry Gibb                                                         | Barry Gibb                                                         | Barry Gibb                                                         | Barry Gibb                                                         | Barry Gibb                                                         | Barry Gibb                                                         | Barry Gibb                                                         | "You Should Be Dancing" This Is Where I Came In"               | "You Should Be Dancing" This Is Where I Came In"               | "You Should Be Dancing" This Is Where I Came In"               | "You Should Be Dancing" This Is Where I Came In"               | "You Should Be Dancing" This Is Where I Came In"               | "You Should Be Dancing" This Is Where I Came In"               | "You Should Be Dancing" This Is Where I Came In"               | "You Should Be Dancing" This Is Where I Came In"               | "You Should Be Dancing" This Is Where I Came In"               | "You Should Be Dancing" This Is Where I Came In"               | "You Should Be Dancing" This Is Where I Came In"               | "You Should Be Dancing" This Is Where I Came In"               | "You Should Be Dancing" This Is Where I Came In"               | "You Should Be Dancing" This Is Where I Came In"               | "You Should Be Dancing" This Is Where I Came In"               | "You Should Be Dancing" This Is Where I Came In"               | "You Should Be Dancing" This Is Where I Came In"               | "You Should Be Dancing" This Is Where I Came In"               | "You Should Be Dancing" This Is Where I Came In"               | "You Should Be Dancing" This Is Where I Came In"               | "You Should Be Dancing" This Is Where I Came In"               | "You Should Be Dancing" This Is Where I Came In"               | "You Should Be Dancing" This Is Where I Came In"               | "You Should Be Dancing" This Is Where I Came In"               | "You Should Be Dancing" This Is Where I Came In"               | "You Should Be Dancing" This Is Where I Came In"               | "You Should Be Dancing" This Is Where I Came In"               | "You Should Be Dancing" This Is Where I Came In"               | "You Should Be Dancing" This Is Where I Came In"               | "You Should Be Dancing" This Is Where I Came In"               | "You Should Be Dancing" This Is Where I Came In"               | "You Should Be Dancing" This Is Where I Came In"               | "You Should Be Dancing" This Is Where I Came In"               | "You Should Be Dancing" This Is Where I Came In"               | "You Should Be Dancing" This Is Where I Came In"               | "You Should Be Dancing" This Is Where I Came In"               | "You Should Be Dancing" This Is Where I Came In"               | "You Should Be Dancing" This Is Where I Came In"               | "You Should Be Dancing" This Is Where I Came In"               | "You Should Be Dancing" This Is Where I Came In"               | "You Should Be Dancing" This Is Where I Came In"               | "You Should Be Dancing" This Is Where I Came In"               | "You Should Be Dancing" This Is Where I Came In"               | "You Should Be Dancing" This Is Where I Came In"               | "You Should Be Dancing" This Is Where I Came In"               | "You Should Be Dancing" This Is Where I Came In"               | "You Should Be Dancing" This Is Where I Came In"               | "You Should Be Dancing" This Is Where I Came In"               | "You Should Be Dancing" This Is Where I Came In"               | "You Should Be Dancing" This Is Where I Came In"               | "You Should Be Dancing" This Is Where I Came In"               | "You Should Be Dancing" This Is Where I Came In"               | "You Should Be Dancing" This Is Where I Came In"               | "You Should Be Dancing" This Is Where I Came In"               | "You Should Be Dancing" This Is Where I Came In"               | "You Should Be Dancing" This Is Where I Came In"               | "You Should Be Dancing" This Is Where I Came In"               | "You Should Be Dancing" This Is Where I Came In"               | "You Should Be Dancing" This Is Where I Came In"               | "You Should Be Dancing" This Is Where I Came In"               | "You Should Be Dancing" This Is Where I Came In"               | "You Should Be Dancing" This Is Where I Came In"               | "You Should Be Dancing" This Is Where I Came In"               | "You Should Be Dancing" This Is Where I Came In"               | "You Should Be Dancing" This Is Where I Came In"               | "You Should Be Dancing" This Is Where I Came In"               | "You Should Be Dancing" This Is Where I Came In"               | "You Should Be Dancing" This Is Where I Came In"               | "You Should Be Dancing" This Is Where I Came In"               | "You Should Be Dancing" This Is Where I Came In"               | "You Should Be Dancing" This Is Where I Came In"               | "You Should Be Dancing" This Is Where I Came In"               | "You Should Be Dancing" This Is Where I Came In"               | "You Should Be Dancing" This Is Where I Came In"               | "You Should Be Dancing" This Is Where I Came In"               | "You Should Be Dancing" This Is Where I Came In"               | "You Should Be Dancing" This Is Where I Came In"               | "You Should Be Dancing" This Is Where I Came In"               | "You Should Be Dancing" This Is Where I Came In"               | "You Should Be Dancing" This Is Where I Came In"               | "You Should Be Dancing" This Is Where I Came In"               | "You Should Be Dancing" This Is Where I Came In"               | "You Should Be Dancing" This Is Where I Came In"               | "You Should Be Dancing" This Is Where I Came In"               | "You Should Be Dancing" This Is Where I Came In"               | "You Should Be Dancing" This Is Where I Came In"               | "You Should Be Dancing" This Is Where I Came In"               | "You Should Be Dancing" This Is Where I Came In"               | "You Should Be Dancing" This Is Where I Came In"               | "You Should Be Dancing" This Is Where I Came In"               | "You Should Be Dancing" This Is Where I Came In"               | "You Should Be Dancing" This Is Where I Came In"               | "You Should Be Dancing" This Is Where I Came In"               | "You Should Be Dancing" This Is Where I Came In"               | "You Should Be Dancing" This Is Where I Came In"               | "You Should Be Dancing" This Is Where I Came In"               | "You Should Be Dancing" This Is Where I Came In"               | "You Should Be Dancing" This Is Where I Came In"               | "You Should Be Dancing" This Is Where I Came In"               | "You Should Be Dancing" This Is Where I Came In"               | "You Should Be Dancing" This Is Where I Came In"               | "You Should Be Dancing" This Is Where I Came In"               | "You Should Be Dancing" This Is Where I Came In"               | "You Should Be Dancing" This Is Where I Came In"               | "You Should Be Dancing" This Is Where I Came In"               | "You Should Be Dancing" This Is Where I Came In"               | "You Should Be Dancing" This Is Where I Came In"               | "You Should Be Dancing" This Is Where I Came In"               | "You Should Be Dancing" This Is Where I Came In"               | "You Should Be Dancing" This Is Where I Came In"               | Bee Gees                         | Bee Gees                         | Bee Gees                         | Bee Gees                         | Bee Gees                         | Bee Gees                         | Bee Gees                         | Bee Gees                         | Bee Gees                         | Bee Gees                         | Bee Gees                         | Bee Gees                         | Bee Gees                         | Bee Gees                         | Bee Gees                         | Bee Gees                         | Bee Gees                         | Bee Gees                         | Bee Gees                         | Bee Gees                         | Bee Gees                         | Bee Gees                         | Bee Gees                         | Bee Gees                         | Bee Gees                         | Bee Gees                         | Bee Gees                         | Bee Gees                         | Bee Gees                         | Bee Gees                         | Bee Gees                         | Bee Gees                         | Bee Gees                         | Bee Gees                         | Bee Gees                         | Bee Gees                         | Bee Gees                         | Bee Gees                         | Bee Gees                         | Bee Gees                         | Bee Gees                         | Bee Gees                         | Bee Gees                         | Bee Gees                         | Bee Gees                         | Bee Gees                         | Bee Gees                         | Bee Gees                         | Bee Gees                         | Bee Gees                         | Bee Gees                         | Bee Gees                         | Bee Gees                         | Bee Gees                         | Bee Gees                         | Bee Gees                         | Bee Gees                         | Bee Gees                         | Bee Gees                         | Bee Gees                         | Bee Gees                         | Bee Gees                         | Bee Gees                         | Bee Gees                         | Bee Gees                         | Bee Gees                         | Bee Gees                         | Bee Gees                         | Bee Gees                         | Bee Gees                         | Bee Gees                         | Bee Gees                         | Bee Gees                         | Bee Gees                         | Bee Gees                         | Bee Gees                         | Bee Gees                         | Bee Gees                         | Bee Gees                         | Bee Gees                         | Bee Gees                         | Bee Gees                         | Bee Gees                         | Bee Gees                         | Bee Gees                         | Bee Gees                         | Bee Gees                         | Bee Gees                         | Bee Gees                         | Bee Gees                         | Bee Gees                         | Bee Gees                         | Bee Gees                         | Bee Gees                         | Bee Gees                         | Bee Gees                         | Bee Gees                         | Bee Gees                         | Bee Gees                         | Bee Gees                         | Bee Gees                         | Bee Gees                         | Bee Gees                         | Bee Gees                         | Bee Gees                         | Bee Gees                         | Bee Gees                         | Bee Gees                         | Bee Gees                         | Bee Gees                         | 2 6     | 2 6     | 2 6     | 2 6     | 2 6     | 2 6     | 2 6     | 2 6     | 2 6     | 2 6     | 2 6     | 2 6     | 2 6     | 2 6     | 2 6     | 2 6     | 2 6     | 2 6     | 2 6     | 2 6     | 2 6     | 2 6     | 2 6     | 2 6     | 2 6     | 2 6     | 2 6     | 2 6     | 2 6     | 2 6     | 2 6     | 2 6     | 2 6     | 2 6     | 2 6     | 2 6     | 2 6     | 2 6     | 2 6     | 2 6     | 2 6     | 2 6     | 2 6     | 2 6     | 2 6     | 2 6     | 2 6     | 2 6     | 2 6     | 2 6     | 2 6     | 2 6     | 2 6     | 2 6     | 2 6     | 2 6     | 2 6     | 2 6     | 2 6     | 2 6     | 2 6     | 2 6     | 2 6     | 2 6     | 2 6     | 2 6     | 2 6     | 2 6     | 2 6     | 2 6     | 2 6     | 2 6     | 2 6     | 2 6     | 2 6     | 2 6     | 2 6     | 2 6     | 2 6     | 2 6     | 2 6     | 2 6     | 2 6     | 2 6     | 2 6     | 2 6     | 2 6     | 2 6     | 2 6     | 2 6     | 2 6     | 2 6     | 2 6     | 2 6     | 2 6     | 2 6     | 2 6     | 2 6     | 2 6     | 2 6     | 2 6     | 2 6     | 2 6     | 2 6     | 2 6     | 2 6     | 2 6     | 2 6     | 2 6     | 2 6     | Safe                      | Safe                      | Safe                      | Safe                      | Safe                      | Safe                      | Safe                      | Safe                      | Safe                      | Safe                      | Safe                      | Safe                      | Safe                      | Safe                      | Safe                      | Safe                      | Safe                      | Safe                      | Safe                      | Safe                      | Safe                      | Safe                      | Safe                      | Safe                      | Safe                      | Safe                      | Safe                      | Safe                      | Safe                      | Safe                      | Safe                      | Safe                      | Safe                      | Safe                      | Safe                      | Safe                      | Safe                      | Safe                      | Safe                      | Safe                      | Safe                      | Safe                      | Safe                      | Safe                      | Safe                      | Safe                      | Safe                      | Safe                      | Safe                      | Safe                      | Safe                      | Safe                      | Safe                      | Safe                      | Safe                      | Safe                      | Safe                      | Safe                      | Safe                      | Safe                      | Safe                      | Safe                      | Safe                      | Safe                      | Safe                      | Safe                      | Safe                      | Safe                      | Safe                      | Safe                      | Safe                      | Safe                      | Safe                      | Safe                      | Safe                      | Safe                      | Safe                      | Safe                      | Safe                      | Safe                      | Safe                      | Safe                      | Safe                      | Safe                      | Safe                      | Safe                      | Safe                      | Safe                      | Safe                      | Safe                      | Safe                      | Safe                      | Safe                      | Safe                      | Safe                      | Safe                      | Safe                      | Safe                      | Safe                      | Safe                      | Safe                      | Safe                      | Safe                      | Safe                      | Safe                      | Safe                      | Safe                      | Safe                      | Safe                      | Safe                      |
| Top 3           | Top 3           | Top 3           | Top 3           | Top 3           | Top 3           | Top 3           | Top 3           | Top 3           | Top 3           | Top 3           | Top 3           | Top 3           | Top 3           | Top 3           | Top 3           | Top 3           | Top 3           | Top 3           | Top 3           | Top 3           | Top 3           | Top 3           | Top 3           | Top 3           | Top 3           | Top 3           | Top 3           | Top 3           | Top 3           | Top 3           | Top 3           | Top 3           | Top 3           | Top 3           | Top 3           | Top 3           | Top 3           | Top 3           | Top 3           | Top 3           | Top 3           | Top 3           | Top 3           | Top 3           | Top 3           | Top 3           | Top 3           | Top 3           | Top 3           | Top 3           | Top 3           | Top 3           | Top 3           | Top 3           | Top 3           | Top 3           | Top 3           | Top 3           | Top 3           | Top 3           | Top 3           | Top 3           | Top 3           | Top 3           | Top 3           | Top 3           | Top 3           | Top 3           | Top 3           | Top 3           | Top 3           | Top 3           | Top 3           | Top 3           | Top 3           | Top 3           | Top 3           | Top 3           | Top 3           | Top 3           | Top 3           | Top 3           | Top 3           | Top 3           | Top 3           | Top 3           | Top 3           | Top 3           | Top 3           | Top 3           | Top 3           | Top 3           | Top 3           | Top 3           | Top 3           | Top 3           | Top 3           | Top 3           | Top 3           | Top 3           | Top 3           | Top 3           | Top 3           | Top 3           | Top 3           | Top 3           | Top 3           | Top 3           | Top 3           | Judge's Choice (Paula Abdul) Producers' Choice Contestant's Choice | Judge's Choice (Paula Abdul) Producers' Choice Contestant's Choice | Judge's Choice (Paula Abdul) Producers' Choice Contestant's Choice | Judge's Choice (Paula Abdul) Producers' Choice Contestant's Choice | Judge's Choice (Paula Abdul) Producers' Choice Contestant's Choice | Judge's Choice (Paula Abdul) Producers' Choice Contestant's Choice | Judge's Choice (Paula Abdul) Producers' Choice Contestant's Choice | Judge's Choice (Paula Abdul) Producers' Choice Contestant's Choice | Judge's Choice (Paula Abdul) Producers' Choice Contestant's Choice | Judge's Choice (Paula Abdul) Producers' Choice Contestant's Choice | Judge's Choice (Paula Abdul) Producers' Choice Contestant's Choice | Judge's Choice (Paula Abdul) Producers' Choice Contestant's Choice | Judge's Choice (Paula Abdul) Producers' Choice Contestant's Choice | Judge's Choice (Paula Abdul) Producers' Choice Contestant's Choice | Judge's Choice (Paula Abdul) Producers' Choice Contestant's Choice | Judge's Choice (Paula Abdul) Producers' Choice Contestant's Choice | Judge's Choice (Paula Abdul) Producers' Choice Contestant's Choice | Judge's Choice (Paula Abdul) Producers' Choice Contestant's Choice | Judge's Choice (Paula Abdul) Producers' Choice Contestant's Choice | Judge's Choice (Paula Abdul) Producers' Choice Contestant's Choice | Judge's Choice (Paula Abdul) Producers' Choice Contestant's Choice | Judge's Choice (Paula Abdul) Producers' Choice Contestant's Choice | Judge's Choice (Paula Abdul) Producers' Choice Contestant's Choice | Judge's Choice (Paula Abdul) Producers' Choice Contestant's Choice | Judge's Choice (Paula Abdul) Producers' Choice Contestant's Choice | Judge's Choice (Paula Abdul) Producers' Choice Contestant's Choice | Judge's Choice (Paula Abdul) Producers' Choice Contestant's Choice | Judge's Choice (Paula Abdul) Producers' Choice Contestant's Choice | Judge's Choice (Paula Abdul) Producers' Choice Contestant's Choice | Judge's Choice (Paula Abdul) Producers' Choice Contestant's Choice | Judge's Choice (Paula Abdul) Producers' Choice Contestant's Choice | Judge's Choice (Paula Abdul) Producers' Choice Contestant's Choice | Judge's Choice (Paula Abdul) Producers' Choice Contestant's Choice | Judge's Choice (Paula Abdul) Producers' Choice Contestant's Choice | Judge's Choice (Paula Abdul) Producers' Choice Contestant's Choice | Judge's Choice (Paula Abdul) Producers' Choice Contestant's Choice | Judge's Choice (Paula Abdul) Producers' Choice Contestant's Choice | Judge's Choice (Paula Abdul) Producers' Choice Contestant's Choice | Judge's Choice (Paula Abdul) Producers' Choice Contestant's Choice | Judge's Choice (Paula Abdul) Producers' Choice Contestant's Choice | Judge's Choice (Paula Abdul) Producers' Choice Contestant's Choice | Judge's Choice (Paula Abdul) Producers' Choice Contestant's Choice | Judge's Choice (Paula Abdul) Producers' Choice Contestant's Choice | Judge's Choice (Paula Abdul) Producers' Choice Contestant's Choice | Judge's Choice (Paula Abdul) Producers' Choice Contestant's Choice | Judge's Choice (Paula Abdul) Producers' Choice Contestant's Choice | Judge's Choice (Paula Abdul) Producers' Choice Contestant's Choice | Judge's Choice (Paula Abdul) Producers' Choice Contestant's Choice | Judge's Choice (Paula Abdul) Producers' Choice Contestant's Choice | Judge's Choice (Paula Abdul) Producers' Choice Contestant's Choice | Judge's Choice (Paula Abdul) Producers' Choice Contestant's Choice | Judge's Choice (Paula Abdul) Producers' Choice Contestant's Choice | Judge's Choice (Paula Abdul) Producers' Choice Contestant's Choice | Judge's Choice (Paula Abdul) Producers' Choice Contestant's Choice | Judge's Choice (Paula Abdul) Producers' Choice Contestant's Choice | Judge's Choice (Paula Abdul) Producers' Choice Contestant's Choice | Judge's Choice (Paula Abdul) Producers' Choice Contestant's Choice | Judge's Choice (Paula Abdul) Producers' Choice Contestant's Choice | Judge's Choice (Paula Abdul) Producers' Choice Contestant's Choice | Judge's Choice (Paula Abdul) Producers' Choice Contestant's Choice | Judge's Choice (Paula Abdul) Producers' Choice Contestant's Choice | Judge's Choice (Paula Abdul) Producers' Choice Contestant's Choice | Judge's Choice (Paula Abdul) Producers' Choice Contestant's Choice | Judge's Choice (Paula Abdul) Producers' Choice Contestant's Choice | Judge's Choice (Paula Abdul) Producers' Choice Contestant's Choice | Judge's Choice (Paula Abdul) Producers' Choice Contestant's Choice | Judge's Choice (Paula Abdul) Producers' Choice Contestant's Choice | Judge's Choice (Paula Abdul) Producers' Choice Contestant's Choice | Judge's Choice (Paula Abdul) Producers' Choice Contestant's Choice | Judge's Choice (Paula Abdul) Producers' Choice Contestant's Choice | Judge's Choice (Paula Abdul) Producers' Choice Contestant's Choice | Judge's Choice (Paula Abdul) Producers' Choice Contestant's Choice | Judge's Choice (Paula Abdul) Producers' Choice Contestant's Choice | Judge's Choice (Paula Abdul) Producers' Choice Contestant's Choice | Judge's Choice (Paula Abdul) Producers' Choice Contestant's Choice | Judge's Choice (Paula Abdul) Producers' Choice Contestant's Choice | Judge's Choice (Paula Abdul) Producers' Choice Contestant's Choice | Judge's Choice (Paula Abdul) Producers' Choice Contestant's Choice | Judge's Choice (Paula Abdul) Producers' Choice Contestant's Choice | Judge's Choice (Paula Abdul) Producers' Choice Contestant's Choice | Judge's Choice (Paula Abdul) Producers' Choice Contestant's Choice | Judge's Choice (Paula Abdul) Producers' Choice Contestant's Choice | Judge's Choice (Paula Abdul) Producers' Choice Contestant's Choice | Judge's Choice (Paula Abdul) Producers' Choice Contestant's Choice | Judge's Choice (Paula Abdul) Producers' Choice Contestant's Choice | Judge's Choice (Paula Abdul) Producers' Choice Contestant's Choice | Judge's Choice (Paula Abdul) Producers' Choice Contestant's Choice | Judge's Choice (Paula Abdul) Producers' Choice Contestant's Choice | Judge's Choice (Paula Abdul) Producers' Choice Contestant's Choice | Judge's Choice (Paula Abdul) Producers' Choice Contestant's Choice | Judge's Choice (Paula Abdul) Producers' Choice Contestant's Choice | Judge's Choice (Paula Abdul) Producers' Choice Contestant's Choice | Judge's Choice (Paula Abdul) Producers' Choice Contestant's Choice | Judge's Choice (Paula Abdul) Producers' Choice Contestant's Choice | Judge's Choice (Paula Abdul) Producers' Choice Contestant's Choice | Judge's Choice (Paula Abdul) Producers' Choice Contestant's Choice | Judge's Choice (Paula Abdul) Producers' Choice Contestant's Choice | Judge's Choice (Paula Abdul) Producers' Choice Contestant's Choice | Judge's Choice (Paula Abdul) Producers' Choice Contestant's Choice | Judge's Choice (Paula Abdul) Producers' Choice Contestant's Choice | Judge's Choice (Paula Abdul) Producers' Choice Contestant's Choice | Judge's Choice (Paula Abdul) Producers' Choice Contestant's Choice | Judge's Choice (Paula Abdul) Producers' Choice Contestant's Choice | Judge's Choice (Paula Abdul) Producers' Choice Contestant's Choice | Judge's Choice (Paula Abdul) Producers' Choice Contestant's Choice | Judge's Choice (Paula Abdul) Producers' Choice Contestant's Choice | Judge's Choice (Paula Abdul) Producers' Choice Contestant's Choice | Judge's Choice (Paula Abdul) Producers' Choice Contestant's Choice | Judge's Choice (Paula Abdul) Producers' Choice Contestant's Choice | Judge's Choice (Paula Abdul) Producers' Choice Contestant's Choice | "Roxanne" This Love" When I Get You Alone"                     | "Roxanne" This Love" When I Get You Alone"                     | "Roxanne" This Love" When I Get You Alone"                     | "Roxanne" This Love" When I Get You Alone"                     | "Roxanne" This Love" When I Get You Alone"                     | "Roxanne" This Love" When I Get You Alone"                     | "Roxanne" This Love" When I Get You Alone"                     | "Roxanne" This Love" When I Get You Alone"                     | "Roxanne" This Love" When I Get You Alone"                     | "Roxanne" This Love" When I Get You Alone"                     | "Roxanne" This Love" When I Get You Alone"                     | "Roxanne" This Love" When I Get You Alone"                     | "Roxanne" This Love" When I Get You Alone"                     | "Roxanne" This Love" When I Get You Alone"                     | "Roxanne" This Love" When I Get You Alone"                     | "Roxanne" This Love" When I Get You Alone"                     | "Roxanne" This Love" When I Get You Alone"                     | "Roxanne" This Love" When I Get You Alone"                     | "Roxanne" This Love" When I Get You Alone"                     | "Roxanne" This Love" When I Get You Alone"                     | "Roxanne" This Love" When I Get You Alone"                     | "Roxanne" This Love" When I Get You Alone"                     | "Roxanne" This Love" When I Get You Alone"                     | "Roxanne" This Love" When I Get You Alone"                     | "Roxanne" This Love" When I Get You Alone"                     | "Roxanne" This Love" When I Get You Alone"                     | "Roxanne" This Love" When I Get You Alone"                     | "Roxanne" This Love" When I Get You Alone"                     | "Roxanne" This Love" When I Get You Alone"                     | "Roxanne" This Love" When I Get You Alone"                     | "Roxanne" This Love" When I Get You Alone"                     | "Roxanne" This Love" When I Get You Alone"                     | "Roxanne" This Love" When I Get You Alone"                     | "Roxanne" This Love" When I Get You Alone"                     | "Roxanne" This Love" When I Get You Alone"                     | "Roxanne" This Love" When I Get You Alone"                     | "Roxanne" This Love" When I Get You Alone"                     | "Roxanne" This Love" When I Get You Alone"                     | "Roxanne" This Love" When I Get You Alone"                     | "Roxanne" This Love" When I Get You Alone"                     | "Roxanne" This Love" When I Get You Alone"                     | "Roxanne" This Love" When I Get You Alone"                     | "Roxanne" This Love" When I Get You Alone"                     | "Roxanne" This Love" When I Get You Alone"                     | "Roxanne" This Love" When I Get You Alone"                     | "Roxanne" This Love" When I Get You Alone"                     | "Roxanne" This Love" When I Get You Alone"                     | "Roxanne" This Love" When I Get You Alone"                     | "Roxanne" This Love" When I Get You Alone"                     | "Roxanne" This Love" When I Get You Alone"                     | "Roxanne" This Love" When I Get You Alone"                     | "Roxanne" This Love" When I Get You Alone"                     | "Roxanne" This Love" When I Get You Alone"                     | "Roxanne" This Love" When I Get You Alone"                     | "Roxanne" This Love" When I Get You Alone"                     | "Roxanne" This Love" When I Get You Alone"                     | "Roxanne" This Love" When I Get You Alone"                     | "Roxanne" This Love" When I Get You Alone"                     | "Roxanne" This Love" When I Get You Alone"                     | "Roxanne" This Love" When I Get You Alone"                     | "Roxanne" This Love" When I Get You Alone"                     | "Roxanne" This Love" When I Get You Alone"                     | "Roxanne" This Love" When I Get You Alone"                     | "Roxanne" This Love" When I Get You Alone"                     | "Roxanne" This Love" When I Get You Alone"                     | "Roxanne" This Love" When I Get You Alone"                     | "Roxanne" This Love" When I Get You Alone"                     | "Roxanne" This Love" When I Get You Alone"                     | "Roxanne" This Love" When I Get You Alone"                     | "Roxanne" This Love" When I Get You Alone"                     | "Roxanne" This Love" When I Get You Alone"                     | "Roxanne" This Love" When I Get You Alone"                     | "Roxanne" This Love" When I Get You Alone"                     | "Roxanne" This Love" When I Get You Alone"                     | "Roxanne" This Love" When I Get You Alone"                     | "Roxanne" This Love" When I Get You Alone"                     | "Roxanne" This Love" When I Get You Alone"                     | "Roxanne" This Love" When I Get You Alone"                     | "Roxanne" This Love" When I Get You Alone"                     | "Roxanne" This Love" When I Get You Alone"                     | "Roxanne" This Love" When I Get You Alone"                     | "Roxanne" This Love" When I Get You Alone"                     | "Roxanne" This Love" When I Get You Alone"                     | "Roxanne" This Love" When I Get You Alone"                     | "Roxanne" This Love" When I Get You Alone"                     | "Roxanne" This Love" When I Get You Alone"                     | "Roxanne" This Love" When I Get You Alone"                     | "Roxanne" This Love" When I Get You Alone"                     | "Roxanne" This Love" When I Get You Alone"                     | "Roxanne" This Love" When I Get You Alone"                     | "Roxanne" This Love" When I Get You Alone"                     | "Roxanne" This Love" When I Get You Alone"                     | "Roxanne" This Love" When I Get You Alone"                     | "Roxanne" This Love" When I Get You Alone"                     | "Roxanne" This Love" When I Get You Alone"                     | "Roxanne" This Love" When I Get You Alone"                     | "Roxanne" This Love" When I Get You Alone"                     | "Roxanne" This Love" When I Get You Alone"                     | "Roxanne" This Love" When I Get You Alone"                     | "Roxanne" This Love" When I Get You Alone"                     | "Roxanne" This Love" When I Get You Alone"                     | "Roxanne" This Love" When I Get You Alone"                     | "Roxanne" This Love" When I Get You Alone"                     | "Roxanne" This Love" When I Get You Alone"                     | "Roxanne" This Love" When I Get You Alone"                     | "Roxanne" This Love" When I Get You Alone"                     | "Roxanne" This Love" When I Get You Alone"                     | "Roxanne" This Love" When I Get You Alone"                     | "Roxanne" This Love" When I Get You Alone"                     | "Roxanne" This Love" When I Get You Alone"                     | The Police Maroon 5 Robin Thicke | The Police Maroon 5 Robin Thicke | The Police Maroon 5 Robin Thicke | The Police Maroon 5 Robin Thicke | The Police Maroon 5 Robin Thicke | The Police Maroon 5 Robin Thicke | The Police Maroon 5 Robin Thicke | The Police Maroon 5 Robin Thicke | The Police Maroon 5 Robin Thicke | The Police Maroon 5 Robin Thicke | The Police Maroon 5 Robin Thicke | The Police Maroon 5 Robin Thicke | The Police Maroon 5 Robin Thicke | The Police Maroon 5 Robin Thicke | The Police Maroon 5 Robin Thicke | The Police Maroon 5 Robin Thicke | The Police Maroon 5 Robin Thicke | The Police Maroon 5 Robin Thicke | The Police Maroon 5 Robin Thicke | The Police Maroon 5 Robin Thicke | The Police Maroon 5 Robin Thicke | The Police Maroon 5 Robin Thicke | The Police Maroon 5 Robin Thicke | The Police Maroon 5 Robin Thicke | The Police Maroon 5 Robin Thicke | The Police Maroon 5 Robin Thicke | The Police Maroon 5 Robin Thicke | The Police Maroon 5 Robin Thicke | The Police Maroon 5 Robin Thicke | The Police Maroon 5 Robin Thicke | The Police Maroon 5 Robin Thicke | The Police Maroon 5 Robin Thicke | The Police Maroon 5 Robin Thicke | The Police Maroon 5 Robin Thicke | The Police Maroon 5 Robin Thicke | The Police Maroon 5 Robin Thicke | The Police Maroon 5 Robin Thicke | The Police Maroon 5 Robin Thicke | The Police Maroon 5 Robin Thicke | The Police Maroon 5 Robin Thicke | The Police Maroon 5 Robin Thicke | The Police Maroon 5 Robin Thicke | The Police Maroon 5 Robin Thicke | The Police Maroon 5 Robin Thicke | The Police Maroon 5 Robin Thicke | The Police Maroon 5 Robin Thicke | The Police Maroon 5 Robin Thicke | The Police Maroon 5 Robin Thicke | The Police Maroon 5 Robin Thicke | The Police Maroon 5 Robin Thicke | The Police Maroon 5 Robin Thicke | The Police Maroon 5 Robin Thicke | The Police Maroon 5 Robin Thicke | The Police Maroon 5 Robin Thicke | The Police Maroon 5 Robin Thicke | The Police Maroon 5 Robin Thicke | The Police Maroon 5 Robin Thicke | The Police Maroon 5 Robin Thicke | The Police Maroon 5 Robin Thicke | The Police Maroon 5 Robin Thicke | The Police Maroon 5 Robin Thicke | The Police Maroon 5 Robin Thicke | The Police Maroon 5 Robin Thicke | The Police Maroon 5 Robin Thicke | The Police Maroon 5 Robin Thicke | The Police Maroon 5 Robin Thicke | The Police Maroon 5 Robin Thicke | The Police Maroon 5 Robin Thicke | The Police Maroon 5 Robin Thicke | The Police Maroon 5 Robin Thicke | The Police Maroon 5 Robin Thicke | The Police Maroon 5 Robin Thicke | The Police Maroon 5 Robin Thicke | The Police Maroon 5 Robin Thicke | The Police Maroon 5 Robin Thicke | The Police Maroon 5 Robin Thicke | The Police Maroon 5 Robin Thicke | The Police Maroon 5 Robin Thicke | The Police Maroon 5 Robin Thicke | The Police Maroon 5 Robin Thicke | The Police Maroon 5 Robin Thicke | The Police Maroon 5 Robin Thicke | The Police Maroon 5 Robin Thicke | The Police Maroon 5 Robin Thicke | The Police Maroon 5 Robin Thicke | The Police Maroon 5 Robin Thicke | The Police Maroon 5 Robin Thicke | The Police Maroon 5 Robin Thicke | The Police Maroon 5 Robin Thicke | The Police Maroon 5 Robin Thicke | The Police Maroon 5 Robin Thicke | The Police Maroon 5 Robin Thicke | The Police Maroon 5 Robin Thicke | The Police Maroon 5 Robin Thicke | The Police Maroon 5 Robin Thicke | The Police Maroon 5 Robin Thicke | The Police Maroon 5 Robin Thicke | The Police Maroon 5 Robin Thicke | The Police Maroon 5 Robin Thicke | The Police Maroon 5 Robin Thicke | The Police Maroon 5 Robin Thicke | The Police Maroon 5 Robin Thicke | The Police Maroon 5 Robin Thicke | The Police Maroon 5 Robin Thicke | The Police Maroon 5 Robin Thicke | The Police Maroon 5 Robin Thicke | The Police Maroon 5 Robin Thicke | The Police Maroon 5 Robin Thicke | The Police Maroon 5 Robin Thicke | The Police Maroon 5 Robin Thicke | 2 5 8   | 2 5 8   | 2 5 8   | 2 5 8   | 2 5 8   | 2 5 8   | 2 5 8   | 2 5 8   | 2 5 8   | 2 5 8   | 2 5 8   | 2 5 8   | 2 5 8   | 2 5 8   | 2 5 8   | 2 5 8   | 2 5 8   | 2 5 8   | 2 5 8   | 2 5 8   | 2 5 8   | 2 5 8   | 2 5 8   | 2 5 8   | 2 5 8   | 2 5 8   | 2 5 8   | 2 5 8   | 2 5 8   | 2 5 8   | 2 5 8   | 2 5 8   | 2 5 8   | 2 5 8   | 2 5 8   | 2 5 8   | 2 5 8   | 2 5 8   | 2 5 8   | 2 5 8   | 2 5 8   | 2 5 8   | 2 5 8   | 2 5 8   | 2 5 8   | 2 5 8   | 2 5 8   | 2 5 8   | 2 5 8   | 2 5 8   | 2 5 8   | 2 5 8   | 2 5 8   | 2 5 8   | 2 5 8   | 2 5 8   | 2 5 8   | 2 5 8   | 2 5 8   | 2 5 8   | 2 5 8   | 2 5 8   | 2 5 8   | 2 5 8   | 2 5 8   | 2 5 8   | 2 5 8   | 2 5 8   | 2 5 8   | 2 5 8   | 2 5 8   | 2 5 8   | 2 5 8   | 2 5 8   | 2 5 8   | 2 5 8   | 2 5 8   | 2 5 8   | 2 5 8   | 2 5 8   | 2 5 8   | 2 5 8   | 2 5 8   | 2 5 8   | 2 5 8   | 2 5 8   | 2 5 8   | 2 5 8   | 2 5 8   | 2 5 8   | 2 5 8   | 2 5 8   | 2 5 8   | 2 5 8   | 2 5 8   | 2 5 8   | 2 5 8   | 2 5 8   | 2 5 8   | 2 5 8   | 2 5 8   | 2 5 8   | 2 5 8   | 2 5 8   | 2 5 8   | 2 5 8   | 2 5 8   | 2 5 8   | 2 5 8   | 2 5 8   | Safe                      | Safe                      | Safe                      | Safe                      | Safe                      | Safe                      | Safe                      | Safe                      | Safe                      | Safe                      | Safe                      | Safe                      | Safe                      | Safe                      | Safe                      | Safe                      | Safe                      | Safe                      | Safe                      | Safe                      | Safe                      | Safe                      | Safe                      | Safe                      | Safe                      | Safe                      | Safe                      | Safe                      | Safe                      | Safe                      | Safe                      | Safe                      | Safe                      | Safe                      | Safe                      | Safe                      | Safe                      | Safe                      | Safe                      | Safe                      | Safe                      | Safe                      | Safe                      | Safe                      | Safe                      | Safe                      | Safe                      | Safe                      | Safe                      | Safe                      | Safe                      | Safe                      | Safe                      | Safe                      | Safe                      | Safe                      | Safe                      | Safe                      | Safe                      | Safe                      | Safe                      | Safe                      | Safe                      | Safe                      | Safe                      | Safe                      | Safe                      | Safe                      | Safe                      | Safe                      | Safe                      | Safe                      | Safe                      | Safe                      | Safe                      | Safe                      | Safe                      | Safe                      | Safe                      | Safe                      | Safe                      | Safe                      | Safe                      | Safe                      | Safe                      | Safe                      | Safe                      | Safe                      | Safe                      | Safe                      | Safe                      | Safe                      | Safe                      | Safe                      | Safe                      | Safe                      | Safe                      | Safe                      | Safe                      | Safe                      | Safe                      | Safe                      | Safe                      | Safe                      | Safe                      | Safe                      | Safe                      | Safe                      | Safe                      | Safe                      |
| Finale          | Finale          | Finale          | Finale          | Finale          | Finale          | Finale          | Finale          | Finale          | Finale          | Finale          | Finale          | Finale          | Finale          | Finale          | Finale          | Finale          | Finale          | Finale          | Finale          | Finale          | Finale          | Finale          | Finale          | Finale          | Finale          | Finale          | Finale          | Finale          | Finale          | Finale          | Finale          | Finale          | Finale          | Finale          | Finale          | Finale          | Finale          | Finale          | Finale          | Finale          | Finale          | Finale          | Finale          | Finale          | Finale          | Finale          | Finale          | Finale          | Finale          | Finale          | Finale          | Finale          | Finale          | Finale          | Finale          | Finale          | Finale          | Finale          | Finale          | Finale          | Finale          | Finale          | Finale          | Finale          | Finale          | Finale          | Finale          | Finale          | Finale          | Finale          | Finale          | Finale          | Finale          | Finale          | Finale          | Finale          | Finale          | Finale          | Finale          | Finale          | Finale          | Finale          | Finale          | Finale          | Finale          | Finale          | Finale          | Finale          | Finale          | Finale          | Finale          | Finale          | Finale          | Finale          | Finale          | Finale          | Finale          | Finale          | Finale          | Finale          | Finale          | Finale          | Finale          | Finale          | Finale          | Finale          | Finale          | Finale          | Finale          | Previous Song New Song Coronation Song                             | Previous Song New Song Coronation Song                             | Previous Song New Song Coronation Song                             | Previous Song New Song Coronation Song                             | Previous Song New Song Coronation Song                             | Previous Song New Song Coronation Song                             | Previous Song New Song Coronation Song                             | Previous Song New Song Coronation Song                             | Previous Song New Song Coronation Song                             | Previous Song New Song Coronation Song                             | Previous Song New Song Coronation Song                             | Previous Song New Song Coronation Song                             | Previous Song New Song Coronation Song                             | Previous Song New Song Coronation Song                             | Previous Song New Song Coronation Song                             | Previous Song New Song Coronation Song                             | Previous Song New Song Coronation Song                             | Previous Song New Song Coronation Song                             | Previous Song New Song Coronation Song                             | Previous Song New Song Coronation Song                             | Previous Song New Song Coronation Song                             | Previous Song New Song Coronation Song                             | Previous Song New Song Coronation Song                             | Previous Song New Song Coronation Song                             | Previous Song New Song Coronation Song                             | Previous Song New Song Coronation Song                             | Previous Song New Song Coronation Song                             | Previous Song New Song Coronation Song                             | Previous Song New Song Coronation Song                             | Previous Song New Song Coronation Song                             | Previous Song New Song Coronation Song                             | Previous Song New Song Coronation Song                             | Previous Song New Song Coronation Song                             | Previous Song New Song Coronation Song                             | Previous Song New Song Coronation Song                             | Previous Song New Song Coronation Song                             | Previous Song New Song Coronation Song                             | Previous Song New Song Coronation Song                             | Previous Song New Song Coronation Song                             | Previous Song New Song Coronation Song                             | Previous Song New Song Coronation Song                             | Previous Song New Song Coronation Song                             | Previous Song New Song Coronation Song                             | Previous Song New Song Coronation Song                             | Previous Song New Song Coronation Song                             | Previous Song New Song Coronation Song                             | Previous Song New Song Coronation Song                             | Previous Song New Song Coronation Song                             | Previous Song New Song Coronation Song                             | Previous Song New Song Coronation Song                             | Previous Song New Song Coronation Song                             | Previous Song New Song Coronation Song                             | Previous Song New Song Coronation Song                             | Previous Song New Song Coronation Song                             | Previous Song New Song Coronation Song                             | Previous Song New Song Coronation Song                             | Previous Song New Song Coronation Song                             | Previous Song New Song Coronation Song                             | Previous Song New Song Coronation Song                             | Previous Song New Song Coronation Song                             | Previous Song New Song Coronation Song                             | Previous Song New Song Coronation Song                             | Previous Song New Song Coronation Song                             | Previous Song New Song Coronation Song                             | Previous Song New Song Coronation Song                             | Previous Song New Song Coronation Song                             | Previous Song New Song Coronation Song                             | Previous Song New Song Coronation Song                             | Previous Song New Song Coronation Song                             | Previous Song New Song Coronation Song                             | Previous Song New Song Coronation Song                             | Previous Song New Song Coronation Song                             | Previous Song New Song Coronation Song                             | Previous Song New Song Coronation Song                             | Previous Song New Song Coronation Song                             | Previous Song New Song Coronation Song                             | Previous Song New Song Coronation Song                             | Previous Song New Song Coronation Song                             | Previous Song New Song Coronation Song                             | Previous Song New Song Coronation Song                             | Previous Song New Song Coronation Song                             | Previous Song New Song Coronation Song                             | Previous Song New Song Coronation Song                             | Previous Song New Song Coronation Song                             | Previous Song New Song Coronation Song                             | Previous Song New Song Coronation Song                             | Previous Song New Song Coronation Song                             | Previous Song New Song Coronation Song                             | Previous Song New Song Coronation Song                             | Previous Song New Song Coronation Song                             | Previous Song New Song Coronation Song                             | Previous Song New Song Coronation Song                             | Previous Song New Song Coronation Song                             | Previous Song New Song Coronation Song                             | Previous Song New Song Coronation Song                             | Previous Song New Song Coronation Song                             | Previous Song New Song Coronation Song                             | Previous Song New Song Coronation Song                             | Previous Song New Song Coronation Song                             | Previous Song New Song Coronation Song                             | Previous Song New Song Coronation Song                             | Previous Song New Song Coronation Song                             | Previous Song New Song Coronation Song                             | Previous Song New Song Coronation Song                             | Previous Song New Song Coronation Song                             | Previous Song New Song Coronation Song                             | Previous Song New Song Coronation Song                             | Previous Song New Song Coronation Song                             | Previous Song New Song Coronation Song                             | Previous Song New Song Coronation Song                             | "You Give Love a Bad Name" "She Will Be Loved" This Is My Now" | "You Give Love a Bad Name" "She Will Be Loved" This Is My Now" | "You Give Love a Bad Name" "She Will Be Loved" This Is My Now" | "You Give Love a Bad Name" "She Will Be Loved" This Is My Now" | "You Give Love a Bad Name" "She Will Be Loved" This Is My Now" | "You Give Love a Bad Name" "She Will Be Loved" This Is My Now" | "You Give Love a Bad Name" "She Will Be Loved" This Is My Now" | "You Give Love a Bad Name" "She Will Be Loved" This Is My Now" | "You Give Love a Bad Name" "She Will Be Loved" This Is My Now" | "You Give Love a Bad Name" "She Will Be Loved" This Is My Now" | "You Give Love a Bad Name" "She Will Be Loved" This Is My Now" | "You Give Love a Bad Name" "She Will Be Loved" This Is My Now" | "You Give Love a Bad Name" "She Will Be Loved" This Is My Now" | "You Give Love a Bad Name" "She Will Be Loved" This Is My Now" | "You Give Love a Bad Name" "She Will Be Loved" This Is My Now" | "You Give Love a Bad Name" "She Will Be Loved" This Is My Now" | "You Give Love a Bad Name" "She Will Be Loved" This Is My Now" | "You Give Love a Bad Name" "She Will Be Loved" This Is My Now" | "You Give Love a Bad Name" "She Will Be Loved" This Is My Now" | "You Give Love a Bad Name" "She Will Be Loved" This Is My Now" | "You Give Love a Bad Name" "She Will Be Loved" This Is My Now" | "You Give Love a Bad Name" "She Will Be Loved" This Is My Now" | "You Give Love a Bad Name" "She Will Be Loved" This Is My Now" | "You Give Love a Bad Name" "She Will Be Loved" This Is My Now" | "You Give Love a Bad Name" "She Will Be Loved" This Is My Now" | "You Give Love a Bad Name" "She Will Be Loved" This Is My Now" | "You Give Love a Bad Name" "She Will Be Loved" This Is My Now" | "You Give Love a Bad Name" "She Will Be Loved" This Is My Now" | "You Give Love a Bad Name" "She Will Be Loved" This Is My Now" | "You Give Love a Bad Name" "She Will Be Loved" This Is My Now" | "You Give Love a Bad Name" "She Will Be Loved" This Is My Now" | "You Give Love a Bad Name" "She Will Be Loved" This Is My Now" | "You Give Love a Bad Name" "She Will Be Loved" This Is My Now" | "You Give Love a Bad Name" "She Will Be Loved" This Is My Now" | "You Give Love a Bad Name" "She Will Be Loved" This Is My Now" | "You Give Love a Bad Name" "She Will Be Loved" This Is My Now" | "You Give Love a Bad Name" "She Will Be Loved" This Is My Now" | "You Give Love a Bad Name" "She Will Be Loved" This Is My Now" | "You Give Love a Bad Name" "She Will Be Loved" This Is My Now" | "You Give Love a Bad Name" "She Will Be Loved" This Is My Now" | "You Give Love a Bad Name" "She Will Be Loved" This Is My Now" | "You Give Love a Bad Name" "She Will Be Loved" This Is My Now" | "You Give Love a Bad Name" "She Will Be Loved" This Is My Now" | "You Give Love a Bad Name" "She Will Be Loved" This Is My Now" | "You Give Love a Bad Name" "She Will Be Loved" This Is My Now" | "You Give Love a Bad Name" "She Will Be Loved" This Is My Now" | "You Give Love a Bad Name" "She Will Be Loved" This Is My Now" | "You Give Love a Bad Name" "She Will Be Loved" This Is My Now" | "You Give Love a Bad Name" "She Will Be Loved" This Is My Now" | "You Give Love a Bad Name" "She Will Be Loved" This Is My Now" | "You Give Love a Bad Name" "She Will Be Loved" This Is My Now" | "You Give Love a Bad Name" "She Will Be Loved" This Is My Now" | "You Give Love a Bad Name" "She Will Be Loved" This Is My Now" | "You Give Love a Bad Name" "She Will Be Loved" This Is My Now" | "You Give Love a Bad Name" "She Will Be Loved" This Is My Now" | "You Give Love a Bad Name" "She Will Be Loved" This Is My Now" | "You Give Love a Bad Name" "She Will Be Loved" This Is My Now" | "You Give Love a Bad Name" "She Will Be Loved" This Is My Now" | "You Give Love a Bad Name" "She Will Be Loved" This Is My Now" | "You Give Love a Bad Name" "She Will Be Loved" This Is My Now" | "You Give Love a Bad Name" "She Will Be Loved" This Is My Now" | "You Give Love a Bad Name" "She Will Be Loved" This Is My Now" | "You Give Love a Bad Name" "She Will Be Loved" This Is My Now" | "You Give Love a Bad Name" "She Will Be Loved" This Is My Now" | "You Give Love a Bad Name" "She Will Be Loved" This Is My Now" | "You Give Love a Bad Name" "She Will Be Loved" This Is My Now" | "You Give Love a Bad Name" "She Will Be Loved" This Is My Now" | "You Give Love a Bad Name" "She Will Be Loved" This Is My Now" | "You Give Love a Bad Name" "She Will Be Loved" This Is My Now" | "You Give Love a Bad Name" "She Will Be Loved" This Is My Now" | "You Give Love a Bad Name" "She Will Be Loved" This Is My Now" | "You Give Love a Bad Name" "She Will Be Loved" This Is My Now" | "You Give Love a Bad Name" "She Will Be Loved" This Is My Now" | "You Give Love a Bad Name" "She Will Be Loved" This Is My Now" | "You Give Love a Bad Name" "She Will Be Loved" This Is My Now" | "You Give Love a Bad Name" "She Will Be Loved" This Is My Now" | "You Give Love a Bad Name" "She Will Be Loved" This Is My Now" | "You Give Love a Bad Name" "She Will Be Loved" This Is My Now" | "You Give Love a Bad Name" "She Will Be Loved" This Is My Now" | "You Give Love a Bad Name" "She Will Be Loved" This Is My Now" | "You Give Love a Bad Name" "She Will Be Loved" This Is My Now" | "You Give Love a Bad Name" "She Will Be Loved" This Is My Now" | "You Give Love a Bad Name" "She Will Be Loved" This Is My Now" | "You Give Love a Bad Name" "She Will Be Loved" This Is My Now" | "You Give Love a Bad Name" "She Will Be Loved" This Is My Now" | "You Give Love a Bad Name" "She Will Be Loved" This Is My Now" | "You Give Love a Bad Name" "She Will Be Loved" This Is My Now" | "You Give Love a Bad Name" "She Will Be Loved" This Is My Now" | "You Give Love a Bad Name" "She Will Be Loved" This Is My Now" | "You Give Love a Bad Name" "She Will Be Loved" This Is My Now" | "You Give Love a Bad Name" "She Will Be Loved" This Is My Now" | "You Give Love a Bad Name" "She Will Be Loved" This Is My Now" | "You Give Love a Bad Name" "She Will Be Loved" This Is My Now" | "You Give Love a Bad Name" "She Will Be Loved" This Is My Now" | "You Give Love a Bad Name" "She Will Be Loved" This Is My Now" | "You Give Love a Bad Name" "She Will Be Loved" This Is My Now" | "You Give Love a Bad Name" "She Will Be Loved" This Is My Now" | "You Give Love a Bad Name" "She Will Be Loved" This Is My Now" | "You Give Love a Bad Name" "She Will Be Loved" This Is My Now" | "You Give Love a Bad Name" "She Will Be Loved" This Is My Now" | "You Give Love a Bad Name" "She Will Be Loved" This Is My Now" | "You Give Love a Bad Name" "She Will Be Loved" This Is My Now" | "You Give Love a Bad Name" "She Will Be Loved" This Is My Now" | "You Give Love a Bad Name" "She Will Be Loved" This Is My Now" | "You Give Love a Bad Name" "She Will Be Loved" This Is My Now" | "You Give Love a Bad Name" "She Will Be Loved" This Is My Now" | "You Give Love a Bad Name" "She Will Be Loved" This Is My Now" | "You Give Love a Bad Name" "She Will Be Loved" This Is My Now" | "You Give Love a Bad Name" "She Will Be Loved" This Is My Now" | "You Give Love a Bad Name" "She Will Be Loved" This Is My Now" | Bon Jovi Maroon 5 Jordin Sparks  | Bon Jovi Maroon 5 Jordin Sparks  | Bon Jovi Maroon 5 Jordin Sparks  | Bon Jovi Maroon 5 Jordin Sparks  | Bon Jovi Maroon 5 Jordin Sparks  | Bon Jovi Maroon 5 Jordin Sparks  | Bon Jovi Maroon 5 Jordin Sparks  | Bon Jovi Maroon 5 Jordin Sparks  | Bon Jovi Maroon 5 Jordin Sparks  | Bon Jovi Maroon 5 Jordin Sparks  | Bon Jovi Maroon 5 Jordin Sparks  | Bon Jovi Maroon 5 Jordin Sparks  | Bon Jovi Maroon 5 Jordin Sparks  | Bon Jovi Maroon 5 Jordin Sparks  | Bon Jovi Maroon 5 Jordin Sparks  | Bon Jovi Maroon 5 Jordin Sparks  | Bon Jovi Maroon 5 Jordin Sparks  | Bon Jovi Maroon 5 Jordin Sparks  | Bon Jovi Maroon 5 Jordin Sparks  | Bon Jovi Maroon 5 Jordin Sparks  | Bon Jovi Maroon 5 Jordin Sparks  | Bon Jovi Maroon 5 Jordin Sparks  | Bon Jovi Maroon 5 Jordin Sparks  | Bon Jovi Maroon 5 Jordin Sparks  | Bon Jovi Maroon 5 Jordin Sparks  | Bon Jovi Maroon 5 Jordin Sparks  | Bon Jovi Maroon 5 Jordin Sparks  | Bon Jovi Maroon 5 Jordin Sparks  | Bon Jovi Maroon 5 Jordin Sparks  | Bon Jovi Maroon 5 Jordin Sparks  | Bon Jovi Maroon 5 Jordin Sparks  | Bon Jovi Maroon 5 Jordin Sparks  | Bon Jovi Maroon 5 Jordin Sparks  | Bon Jovi Maroon 5 Jordin Sparks  | Bon Jovi Maroon 5 Jordin Sparks  | Bon Jovi Maroon 5 Jordin Sparks  | Bon Jovi Maroon 5 Jordin Sparks  | Bon Jovi Maroon 5 Jordin Sparks  | Bon Jovi Maroon 5 Jordin Sparks  | Bon Jovi Maroon 5 Jordin Sparks  | Bon Jovi Maroon 5 Jordin Sparks  | Bon Jovi Maroon 5 Jordin Sparks  | Bon Jovi Maroon 5 Jordin Sparks  | Bon Jovi Maroon 5 Jordin Sparks  | Bon Jovi Maroon 5 Jordin Sparks  | Bon Jovi Maroon 5 Jordin Sparks  | Bon Jovi Maroon 5 Jordin Sparks  | Bon Jovi Maroon 5 Jordin Sparks  | Bon Jovi Maroon 5 Jordin Sparks  | Bon Jovi Maroon 5 Jordin Sparks  | Bon Jovi Maroon 5 Jordin Sparks  | Bon Jovi Maroon 5 Jordin Sparks  | Bon Jovi Maroon 5 Jordin Sparks  | Bon Jovi Maroon 5 Jordin Sparks  | Bon Jovi Maroon 5 Jordin Sparks  | Bon Jovi Maroon 5 Jordin Sparks  | Bon Jovi Maroon 5 Jordin Sparks  | Bon Jovi Maroon 5 Jordin Sparks  | Bon Jovi Maroon 5 Jordin Sparks  | Bon Jovi Maroon 5 Jordin Sparks  | Bon Jovi Maroon 5 Jordin Sparks  | Bon Jovi Maroon 5 Jordin Sparks  | Bon Jovi Maroon 5 Jordin Sparks  | Bon Jovi Maroon 5 Jordin Sparks  | Bon Jovi Maroon 5 Jordin Sparks  | Bon Jovi Maroon 5 Jordin Sparks  | Bon Jovi Maroon 5 Jordin Sparks  | Bon Jovi Maroon 5 Jordin Sparks  | Bon Jovi Maroon 5 Jordin Sparks  | Bon Jovi Maroon 5 Jordin Sparks  | Bon Jovi Maroon 5 Jordin Sparks  | Bon Jovi Maroon 5 Jordin Sparks  | Bon Jovi Maroon 5 Jordin Sparks  | Bon Jovi Maroon 5 Jordin Sparks  | Bon Jovi Maroon 5 Jordin Sparks  | Bon Jovi Maroon 5 Jordin Sparks  | Bon Jovi Maroon 5 Jordin Sparks  | Bon Jovi Maroon 5 Jordin Sparks  | Bon Jovi Maroon 5 Jordin Sparks  | Bon Jovi Maroon 5 Jordin Sparks  | Bon Jovi Maroon 5 Jordin Sparks  | Bon Jovi Maroon 5 Jordin Sparks  | Bon Jovi Maroon 5 Jordin Sparks  | Bon Jovi Maroon 5 Jordin Sparks  | Bon Jovi Maroon 5 Jordin Sparks  | Bon Jovi Maroon 5 Jordin Sparks  | Bon Jovi Maroon 5 Jordin Sparks  | Bon Jovi Maroon 5 Jordin Sparks  | Bon Jovi Maroon 5 Jordin Sparks  | Bon Jovi Maroon 5 Jordin Sparks  | Bon Jovi Maroon 5 Jordin Sparks  | Bon Jovi Maroon 5 Jordin Sparks  | Bon Jovi Maroon 5 Jordin Sparks  | Bon Jovi Maroon 5 Jordin Sparks  | Bon Jovi Maroon 5 Jordin Sparks  | Bon Jovi Maroon 5 Jordin Sparks  | Bon Jovi Maroon 5 Jordin Sparks  | Bon Jovi Maroon 5 Jordin Sparks  | Bon Jovi Maroon 5 Jordin Sparks  | Bon Jovi Maroon 5 Jordin Sparks  | Bon Jovi Maroon 5 Jordin Sparks  | Bon Jovi Maroon 5 Jordin Sparks  | Bon Jovi Maroon 5 Jordin Sparks  | Bon Jovi Maroon 5 Jordin Sparks  | Bon Jovi Maroon 5 Jordin Sparks  | Bon Jovi Maroon 5 Jordin Sparks  | Bon Jovi Maroon 5 Jordin Sparks  | Bon Jovi Maroon 5 Jordin Sparks  | Bon Jovi Maroon 5 Jordin Sparks  | Bon Jovi Maroon 5 Jordin Sparks  | 1 3 5   | 1 3 5   | 1 3 5   | 1 3 5   | 1 3 5   | 1 3 5   | 1 3 5   | 1 3 5   | 1 3 5   | 1 3 5   | 1 3 5   | 1 3 5   | 1 3 5   | 1 3 5   | 1 3 5   | 1 3 5   | 1 3 5   | 1 3 5   | 1 3 5   | 1 3 5   | 1 3 5   | 1 3 5   | 1 3 5   | 1 3 5   | 1 3 5   | 1 3 5   | 1 3 5   | 1 3 5   | 1 3 5   | 1 3 5   | 1 3 5   | 1 3 5   | 1 3 5   | 1 3 5   | 1 3 5   | 1 3 5   | 1 3 5   | 1 3 5   | 1 3 5   | 1 3 5   | 1 3 5   | 1 3 5   | 1 3 5   | 1 3 5   | 1 3 5   | 1 3 5   | 1 3 5   | 1 3 5   | 1 3 5   | 1 3 5   | 1 3 5   | 1 3 5   | 1 3 5   | 1 3 5   | 1 3 5   | 1 3 5   | 1 3 5   | 1 3 5   | 1 3 5   | 1 3 5   | 1 3 5   | 1 3 5   | 1 3 5   | 1 3 5   | 1 3 5   | 1 3 5   | 1 3 5   | 1 3 5   | 1 3 5   | 1 3 5   | 1 3 5   | 1 3 5   | 1 3 5   | 1 3 5   | 1 3 5   | 1 3 5   | 1 3 5   | 1 3 5   | 1 3 5   | 1 3 5   | 1 3 5   | 1 3 5   | 1 3 5   | 1 3 5   | 1 3 5   | 1 3 5   | 1 3 5   | 1 3 5   | 1 3 5   | 1 3 5   | 1 3 5   | 1 3 5   | 1 3 5   | 1 3 5   | 1 3 5   | 1 3 5   | 1 3 5   | 1 3 5   | 1 3 5   | 1 3 5   | 1 3 5   | 1 3 5   | 1 3 5   | 1 3 5   | 1 3 5   | 1 3 5   | 1 3 5   | 1 3 5   | 1 3 5   | 1 3 5   | Runner-up                 | Runner-up                 | Runner-up                 | Runner-up                 | Runner-up                 | Runner-up                 | Runner-up                 | Runner-up                 | Runner-up                 | Runner-up                 | Runner-up                 | Runner-up                 | Runner-up                 | Runner-up                 | Runner-up                 | Runner-up                 | Runner-up                 | Runner-up                 | Runner-up                 | Runner-up                 | Runner-up                 | Runner-up                 | Runner-up                 | Runner-up                 | Runner-up                 | Runner-up                 | Runner-up                 | Runner-up                 | Runner-up                 | Runner-up                 | Runner-up                 | Runner-up                 | Runner-up                 | Runner-up                 | Runner-up                 | Runner-up                 | Runner-up                 | Runner-up                 | Runner-up                 | Runner-up                 | Runner-up                 | Runner-up                 | Runner-up                 | Runner-up                 | Runner-up                 | Runner-up                 | Runner-up                 | Runner-up                 | Runner-up                 | Runner-up                 | Runner-up                 | Runner-up                 | Runner-up                 | Runner-up                 | Runner-up                 | Runner-up                 | Runner-up                 | Runner-up                 | Runner-up                 | Runner-up                 | Runner-up                 | Runner-up                 | Runner-up                 | Runner-up                 | Runner-up                 | Runner-up                 | Runner-up                 | Runner-up                 | Runner-up                 | Runner-up                 | Runner-up                 | Runner-up                 | Runner-up                 | Runner-up                 | Runner-up                 | Runner-up                 | Runner-up                 | Runner-up                 | Runner-up                 | Runner-up                 | Runner-up                 | Runner-up                 | Runner-up                 | Runner-up                 | Runner-up                 | Runner-up                 | Runner-up                 | Runner-up                 | Runner-up                 | Runner-up                 | Runner-up                 | Runner-up                 | Runner-up                 | Runner-up                 | Runner-up                 | Runner-up                 | Runner-up                 | Runner-up                 | Runner-up                 | Runner-up                 | Runner-up                 | Runner-up                 | Runner-up                 | Runner-up                 | Runner-up                 | Runner-up                 | Runner-up                 | Runner-up                 | Runner-up                 | Runner-up                 |

## Discographie

### Albums
| 2007                                    | A.D.D. (Audio Day Dream) - Format: CD, digital download | 10  | —  | 10 | — | - US sales: 309,000 |
| 2009                                    | Heartbreak on Vinyl - Format: CD, digital download      | 135 | 20 | —  | 7 | - US sales: 10,000  |
| "—" denotes releases that did not chart |                                                         |     |    |    |   |                     |

### EPs
| Année | Détails                                                      | Peak chart positions | Peak chart positions | Certifications and sales |
| Année | Détails                                                      | US Comp.             | US Digital           | Certifications and sales |
| ----- | ------------------------------------------------------------ | -------------------- | -------------------- | ------------------------ |
| 2007  | Blake Lewis1 - Label: 19 Entertainment/Fox Interactive Media | 30                   | 3                    | - US sales: 46,000       |

### Singles
| Année                                   | Titre                      | Chart positions | Chart positions | Chart positions | Album                    |
| Année                                   | Titre                      | U.S.            | U.S. Pop        | U.S. Dance      | Album                    |
| --------------------------------------- | -------------------------- | --------------- | --------------- | --------------- | ------------------------ |
| 2007                                    | "You Give Love a Bad Name" | 18              | 15              | —               | Blake Lewis (EP)         |
| 2008                                    | "Break Anotha"             | 110             | 85              | —               | A.D.D. (Audio Day Dream) |
| 2008                                    | "How Many Words"           | —               | —               | 8               | A.D.D. (Audio Day Dream) |
| 2009                                    | "Sad Song"                 | —               | —               | 11              | Heartbreak on Vinyl      |
| 2010                                    | "Heartbreak on Vinyl"      | —               | —               | 1               | Heartbreak on Vinyl      |
| 2010                                    | "Till' We See the Sun"     | —               | —               | —               | Heartbreak on Vinyl      |
| "—" denotes releases that did not chart |                            |                 |                 |                 |                          |

### Cameos
- 2006: The Sampler, "The Chuck Norris Rap, The Harry Potter Rap, Snakes On A Plane Rap"  (Music Video)
- 2007: Jordin Sparks, "Tattoo" (music video)